# François (pape)
Pour les articles homonymes, voir François.
Jorge Mario Bergoglio, S.J. (en espagnol : [ˈxo̞ɾxe ˈmaɾjo β̞e̞ɾˈɣ̞oɣ̞ljo̞]), né le 17 décembre 1936 à Buenos Aires et mort le 21 avril 2025 au Vatican, est un ecclésiastique argentin. Il est successivement prêtre, évêque puis archevêque de Buenos Aires et cardinal, avant d'être élu pape le 13 mars 2013 sous le nom de François (en latin : Franciscus, en italien : Francesco, en espagnol : Francisco). En qualité d'évêque de Rome et chef d'État du Vatican, il est le 266e pape de l’Église catholique jusqu’à sa mort.
Premier pape issu des rangs de la Compagnie de Jésus et premier pape non européen depuis le pape syrien Grégoire III au VIIIe siècle, François est aussi le premier pape issu du continent américain et le premier à prendre ce nom, en mémoire de François d'Assise.
Son pontificat, d'une durée de douze ans, est marqué par un déplacement du centre de gravité de l'Église vers, entre autres, l'Amérique latine et l'Afrique, et des prises de position progressistes en faveur de la lutte contre le réchauffement climatique, pour l'accueil des réfugiés et la justice sociale. Il entretient toutefois une doctrine conservatrice concernant les droits LGBT et les droits des femmes, surtout l'accès à l'avortement, ainsi que l'ensemble des grands thèmes de bioéthique.
Il poursuit la lutte contre les abus sexuels sur mineurs dans l'Église catholique ainsi que le dialogue interreligieux entamés par son prédécesseur, et se mobilise en faveur de la paix lors de l'invasion de l'Ukraine par la Russie, ainsi que pour un cessez-le-feu immédiat dans le cadre de la guerre à Gaza depuis 2023.
Dès le début de son pontificat, il lance un ambitieux programme d’assainissement des finances du Vatican et engage une profonde réforme de la Curie romaine, officialisée en 2022 par la constitution Praedicate Evangelium, visant à simplifier son fonctionnement, renforcer le rôle des laïcs et lutter contre le cléricalisme.
Ses prises de position en font un pape populaire auprès de beaucoup de fidèles, mais critiqué au sein de l'Église par les conservateurs et plus encore par les traditionalistes. Promoteur d'un style de gouvernement décentralisé par la synodalité, François a paradoxalement été très centralisateur voire autoritaire dans sa gouvernance.

## Famille et jeunesse

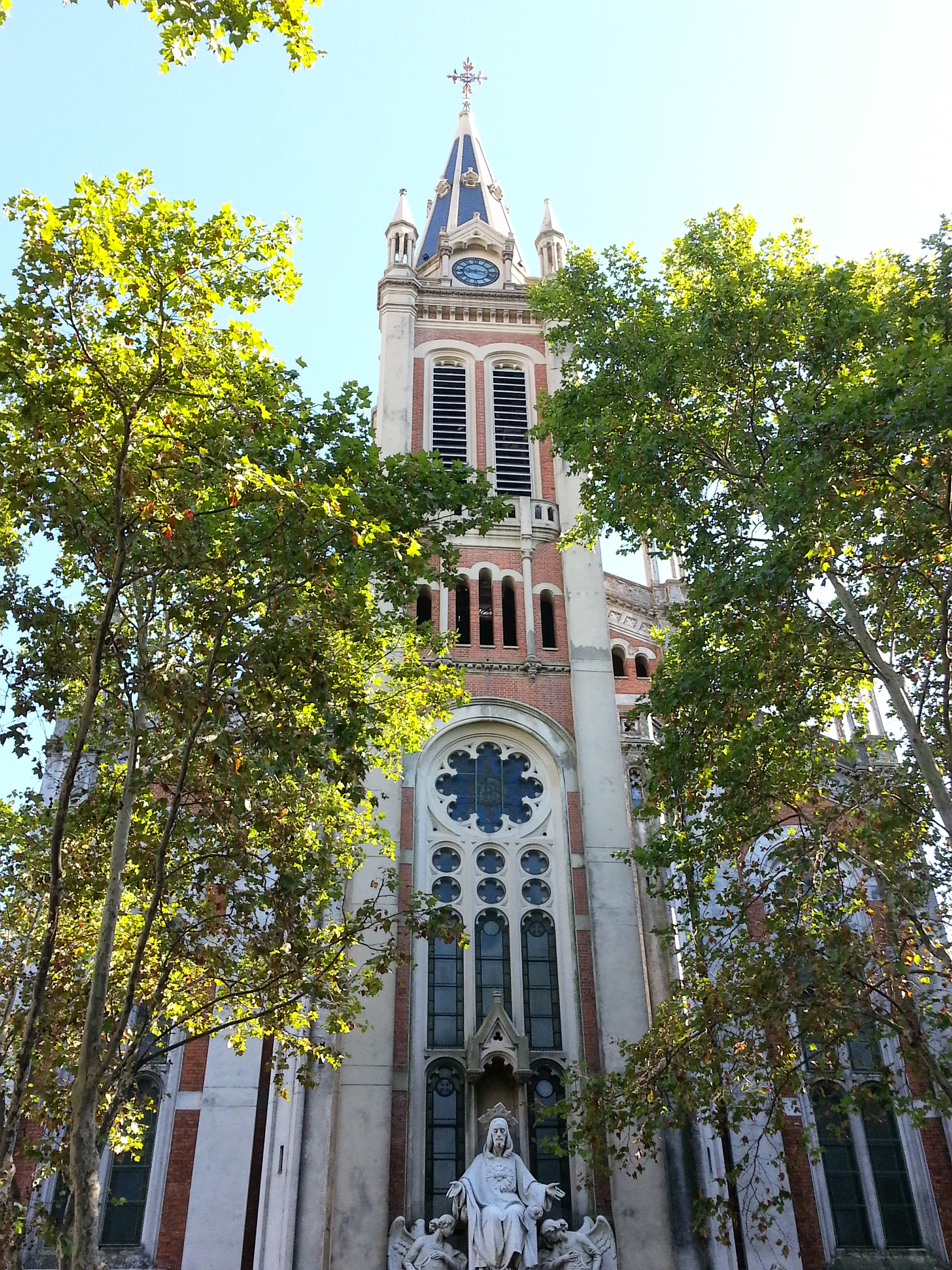
Basilique Saint-Charles-Borromée-et-Marie-Auxiliatrice, où Jorge Mario Bergoglio a été baptisé, Buenos Aires.

Jorge Mario Bergoglio naît le 17 décembre 1936 au 531, rue Membrillar dans le quartier populaire de Flores, situé dans l'ouest de la ville de Buenos Aires,,.
Son père, Mario José Bergoglio, est un immigré italien venu du Piémont et arrivé en Argentine en 1927 ou plus probablement début 1929, les biographes ne sont pas d'accord sur la date exacte de cette immigration,. Sa mère, Regina María Sivori, née en Argentine, est fille d'immigrés italiens venant de Ligurie,.
Son grand-père paternel, Giovanni Angelo Bergoglio, est originaire de Portacomaro Stazione, un hameau de Bricco Marmorito aujourd'hui rattaché à la commune d'Asti (Piémont),. Son père, Mario José Bergoglio, exerce la profession de comptable employé des chemins de fer, et sa mère, Regina María Sivori, est femme au foyer. Ses parents se marient le 12 décembre 1935 à Buenos Aires et ont cinq enfants, (dont Jorge Mario est l'aîné) : trois garçons (Jorge Mario, Alberto et Oscar) et deux filles (Marta Regina et María Elena), parmi lesquels seule María Elena est encore en vie au moment de l'élection de Jorge.
Jorge Bergoglio est baptisé le 25 décembre 1936, jour de Noël, par le père Enrique Pozzoli (qui sera plus tard son directeur spirituel) en la basilique Saint-Charles-Borromée-et-Marie-Auxiliatrice située dans le quartier d'Almagro à Buenos Aires ; son parrain est Francisco Sivori et sa marraine Rosa Vassallo de Bergoglio.

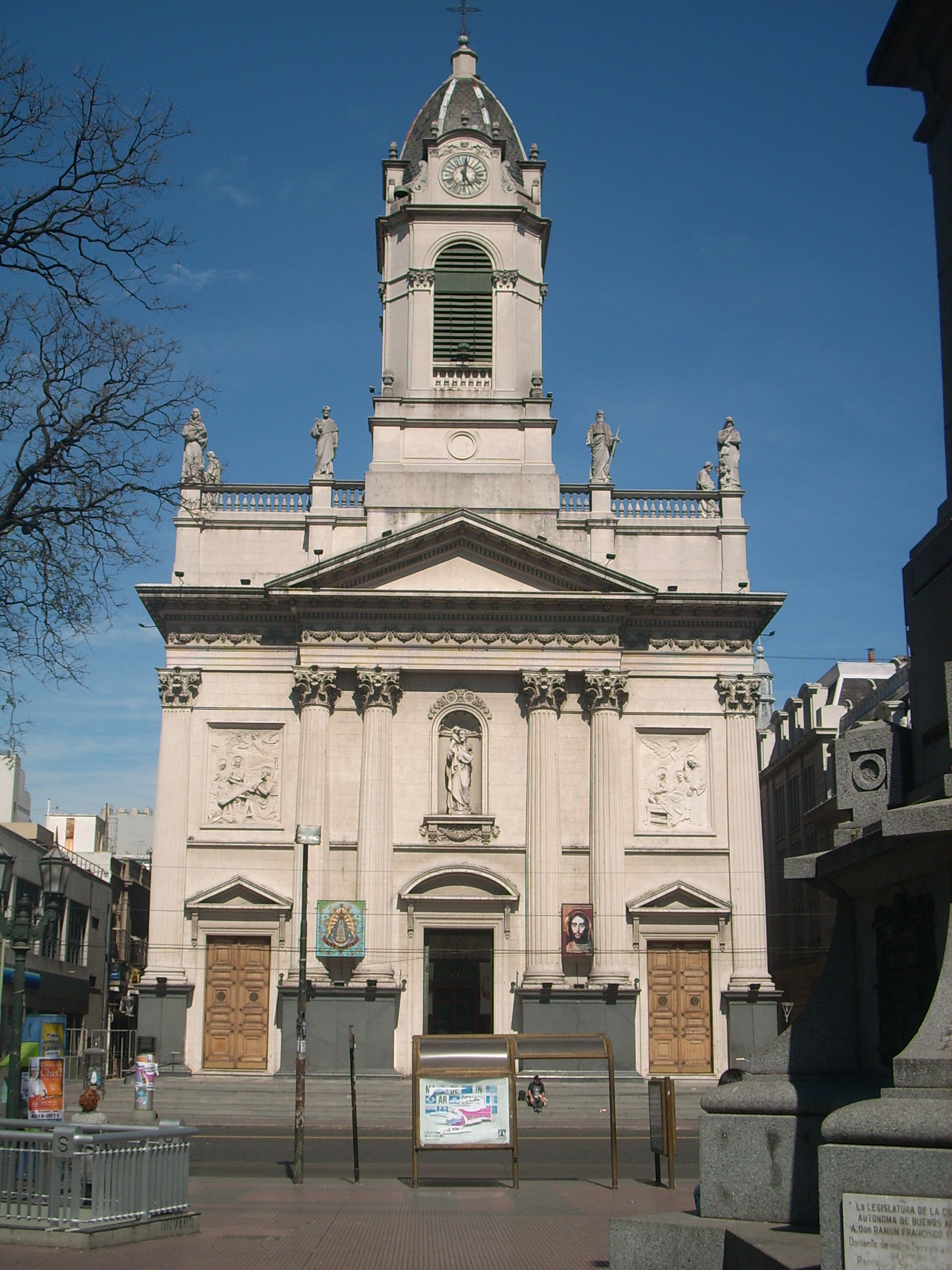
La basilique San José de Flores, dans le quartier de Buenos Aires où il a passé son enfance et a reçu sa vocation.

Ainsi, bien que né en Amérique du Sud, Jorge Bergoglio grandit dans un milieu familial largement européanisé, venant de deux régions italiennes, le Piémont et la Ligurie, mais dont les familles parentales n'étaient pas italophones dans la vie quotidienne.
Il est marqué par « la sainteté de l'Iglesia » militante de ses parents et de sa grand-mère Rosa, disant qu'elle a beaucoup compté pour lui et dont il conserve le testament dans son bréviaire. Il dit aussi que des conflits familiaux entre ses oncles le marquent. Un de ses oncles était un « radical de 90 » (qui avait soutenu la révolution du Parc de 1890).
C'est dans l'église San José du quartier de Flores que Jorge Mario Bergoglio, à l'âge de 17 ans, lors d'une confession précédant la fête de la saint Matthieu, de 1953, fait l'expérience « de la miséricorde de Dieu » et qu’« il a eu une révélation divine, pour entrer dans les ordres » et s'est senti appelé, « à l'instar d'Ignace de Loyola ». Alors qu'il est fiancé à une jeune femme (comme le révèle sa sœur,), il entame une réflexion qui le conduit à rompre ses fiançailles et être ordonné ; jusqu'à son accession à la papauté, il vient chaque année dans l'église San José célébrer une messe pour Pâques.

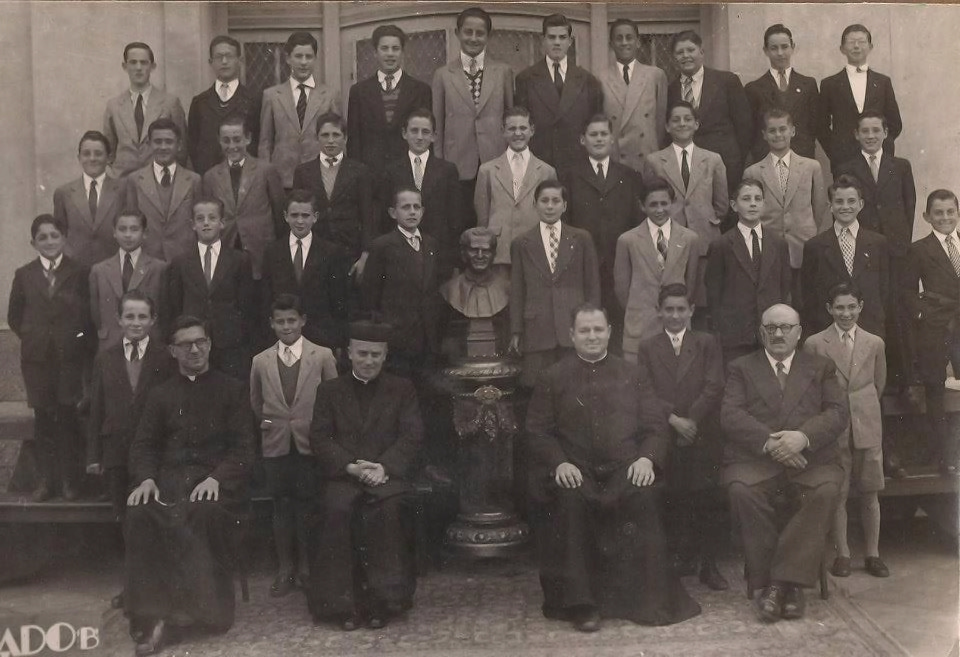
Jorge Mario Bergoglio (quatrième garçon à la gauche sur la troisième rangée à partir du haut) à 12 ans, alors qu'il étudie au collège salésien de Ramos Mejía.

Il étudie notamment au collège salésien Wilfrid Barón de Ramos Mejía en 1949, avant d'entrer dans l'école industrielle E.N.E.T (Escuela Nacional de Educación Técnica) no 27 Hipólito Yrigoyen, où il obtient un diplôme de technicien en chimie. Pendant ses études à Buenos Aires, Bergoglio raconte qu'il a subvenu à ses besoins financiers en faisant des ménages dans une usine locale et en travaillant en tant que videur dans un club mal famé de Córdoba,.
Concernant la politique, il est l'un des étudiants sur l'estrade lors d'une visite de Juan Perón à son école. Il précise : « Adolescent, je me suis également passionné pour le « zurdaje » [terme argentin utilisé pour désigner la gauche], en lisant des livres du parti communiste que me prêtait mon professeur Esther Ballestrino de Careaga, une grande dame qui avait été secrétaire du « Parti révolutionnaire de février » paraguayen. À cette époque-là, la culture politique était très vivante. J'aimais me faufiler partout. Dans les années 1951 et 1952, j'attendais avec impatience le passage, trois fois par semaine, des militants socialistes qui vendaient le journal La Vanguardia. Et, bien évidemment, je fréquentais également des groupes justicialistes. Mais je ne me suis jamais inscrit à aucun parti. »
À l'âge de 21 ans, il décide de devenir prêtre,, à la suite de l'ablation de la partie supérieure du poumon droit qui est la conséquence d'une pneumonie aiguë avec multiples kystes pulmonaires,. Plusieurs causes sont évoquées : tuberculose contractée au contact des populations pauvres et traitée par pneumothorax en raison de la pénurie d'antibiotiques à cette époque, tabagisme excessif lors de son passage au séminaire,.

## Formation

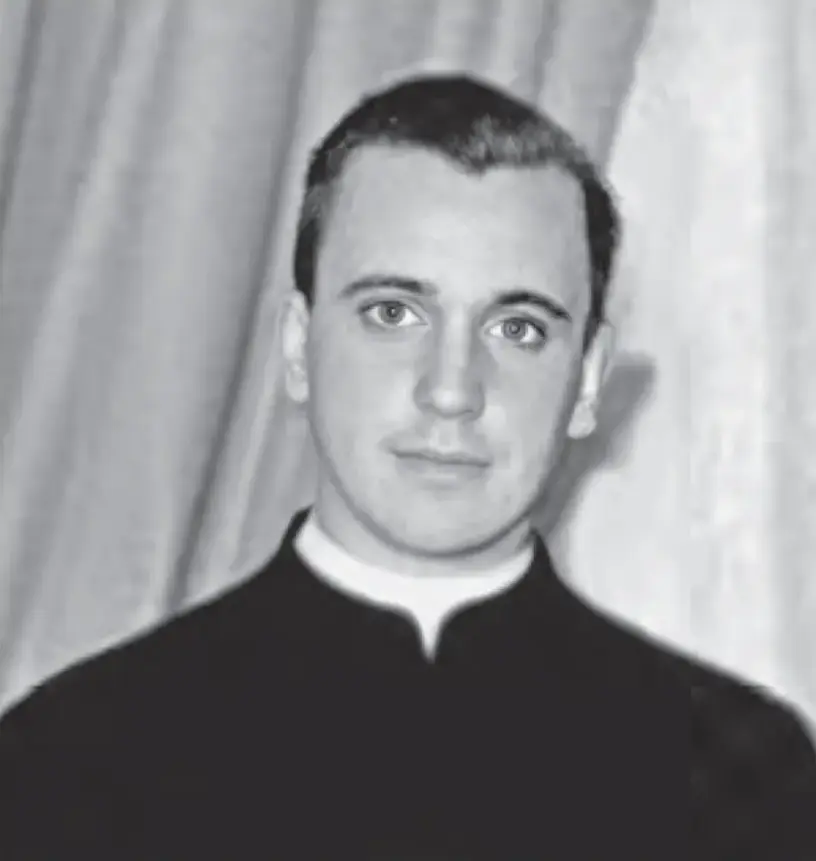
Jorge Mario Bergoglio, séminariste à Villa Devoto, à la fin des années 1950.

Jorge Mario Bergoglio termine sa formation de technicien en chimie avant d'entrer au séminaire de Villa Devoto, puis au noviciat de la Compagnie de Jésus, le 11 mars 1958. Il poursuit sa formation spirituelle au Chili et revient en 1963 à Buenos Aires pour ses études de philosophie.
Après une expérience d'enseignement (régence) de la littérature dans un collège de Santa Fe (Colegio de la Inmaculada) et dans un collège de Buenos Aires (Colegio del Salvador) (1964 à 1966), il fait ses études de théologie au théologat de San Miguel dans la banlieue de Buenos Aires qui dépend de l'université jésuite del Salvador (1967 à 1970), puis est ordonné prêtre le 13 décembre 1969 par Ramón José Castellano, archevêque de Córdoba. Il continue ensuite ses études à la faculté théologique et philosophique San José de San Miguel.
Outre l'espagnol, il parle couramment l'italien et le piémontais (langues de sa famille), l'allemand (langue de ses études de philosophie), le latin et possède des notions de portugais, de français et d'anglais.

## Prêtre et provincial des Jésuites

### Retour en Argentine
Après une année (1971-1972) de Troisième An à Alcalá de Henares en Espagne, Jorge Mario Bergoglio est nommé maître des novices du Colegio Máximo San José, institution jésuite de San Miguel, en 1972, et fait profession solennelle le 22 avril 1973. Trois mois plus tard, le 31 juillet 1973, âgé de trente-six ans, il est nommé provincial des jésuites d'Argentine en remplacement de Ricardo O'Farell pour une durée de six ans. La Compagnie est alors en manque de vocations et se trouve divisée sur la question de la théologie de la libération — vis-à-vis de laquelle sa position est contrastée — quand prend place la dictature militaire entre 1976 et 1983. Si certains commentateurs lui reprochent de ne pas avoir toujours défendu les Jésuites socialement engagés, d'autres lui savent gré d'avoir préservé la Compagnie d'une crise majeure et d'en avoir conservé l'unité.
Membre depuis la fin des années 1960 de l'organisation péroniste Organización Única del Trasvasamiento Generacional (OUTG), il confie, fin 1974, le contrôle de l'université del Salvador à d'ex-membres de cette organisation controversée, dissoute à la mort de Juan Perón.
En 1980, à l'issue de sa charge de provincial, il est nommé recteur de la faculté de théologie et de philosophie de San Miguel (l'ancien Colegio Máximo San José), tout en y étant professeur de théologie. Il est également pendant cette période curé de la paroisse Saint-Joseph de San Miguel. Il communique régulièrement à travers ses homélies, pour dénoncer la corruption de la classe politique et la crise des valeurs en Argentine. Sa fermeté dans la direction de l'école lui crée des difficultés au sein de l'ordre qu'il avait dirigé, et en 1986, il se rend en Allemagne et commence une thèse à la faculté de philosophie et de théologie de Sankt Georgen de Francfort. Il ne s'y trouve pas à l'aise, et à son retour rapide en Argentine, il est relégué à Córdoba comme prêtre de quartier et confesseur.

### Pendant la dictature
Son attitude durant la dictature militaire entre 1976 et 1983 fait l'objet de controverses : en 2000, il demande à l’Église argentine de reconnaître son rôle durant la période de la dictature et l'appelle à la pénitence pour purifier sa mémoire.
Mais en 2005, le journaliste Horacio Verbitsky, ancien membre des « Montoneros » devenu directeur du quotidien pro-gouvernemental Página/12, reconnu au niveau international pour ses enquêtes, relance la polémique en publiant El Silencio. Verbitsky affirme notamment que le père Bergoglio a collaboré avec la junte et n'a pas cherché à faire libérer deux jésuites travaillant sous son autorité, Franz Jalics et Orlando Yorio.
Ces accusations sont reprises par une partie de la presse latino-américaine et internationale, au lendemain de l'élection du pape. Elles sont démenties par le Service d'Information du Vatican (VIS) le surlendemain ; le Vatican réitère ainsi les précédents démentis à ces allégations nées dans un climat anticlérical, arguant qu'elles n'ont jamais été concrètement fondées, qu'il a été entendu par la justice et qu'a contrario il existe de nombreux témoignages de personnes qu'il a protégées à l'époque de la dictature.
Un des trois magistrats chargés de l'examen des accusations en 2011 explique après étude des éléments qu'« il est totalement faux de dire que Jorge Bergoglio [aurait] livré ces prêtres » et que, par conséquent, la justice l'a innocenté. L'un des jésuites, Orlando Yorio, mort en 2000, est resté persuadé que le Provincial n'était pas intervenu pour leur libération, et qu'ils étaient d’ailleurs passés pour morts. Peu après l'élection du cardinal argentin au pontificat, l'autre jésuite, Franz Jalics, estime qu'« il ne peut se prononcer sur [son] rôle dans ces événements » et qu'après avoir discuté de ceux-ci avec le père Bergoglio — devenu archevêque — et concélébré une messe fraternelle avec lui, il considère l'histoire comme close, précisant encore qu'« il est faux de prétendre que notre mise en détention a[it] été provoquée par le père Bergoglio. »
Lorsqu'en octobre 2007, le prêtre Christian von Wernich est condamné pour torture, acte qualifié de crime contre l'humanité commis pendant la dictature, et qu'est évoqué le soutien apporté par la hiérarchie ecclésiastique à la junte, le cardinal Bergoglio exclut que l'Église puisse en tant qu'institution avoir une part dans les crimes de la « guerre sale », rejetant cette responsabilité sur des individus isolés. Des représentants de familles de victimes et des Mères de la place de Mai considèrent que l'attitude de l’Église est hypocrite quand elle refuse de participer aux procès sur les exactions de la dictature.
L'activiste des droits de l'homme et prix Nobel de la paix argentin Adolfo Pérez Esquivel, lui-même arrêté et torturé, estime pour sa part que le père Bergoglio n'a pas été complice de la dictature et qu'on ne peut l'accuser de cela.
Le biographe de Jorge Bergoglio, Sergio Rubín, explique que, d'une manière générale, l’Église catholique avait échoué à s'opposer à la junte, comme, du reste, une bonne partie de la société argentine d'alors. Selon Marie-Monique Robin, journaliste qui a enquêté sur la dictature argentine, l’Église argentine n'avait même pas, à quelques exceptions près, tenté de s'opposer, et sa responsabilité est lourdement engagée.
Rubín affirme que le père Bergoglio avait alors pris des risques personnels importants pour sauver des « subversifs » des griffes de la dictature, sans en faire part avant 2010. C'est ainsi qu'il a sauvé la vie de l'avocate Alicia Oliveira, persécutée par les militaires. Le témoignage d'un ancien militant de gauche uruguayen, réfugié quelque temps en Argentine, va dans le même sens,,.
En octobre 2012, la Conférence épiscopale argentine émet sous sa responsabilité une déclaration pour s'excuser de l'échec de l’Église à protéger la population de l’Argentine durant la dictature, et condamne cette période de violence, tant du côté de la junte que de la guérilla.

## Évêque et cardinal
Jean-Paul II le nomme évêque auxiliaire de Buenos Aires le 20 mai 1992, sur intervention de l'archevêque de la ville (le cardinal Antonio Quarracino) et malgré les mauvais retours que le pape aurait reçus (d'après le journaliste italien Aldo Maria Valli) sur le profil de Bergolio de la part du supérieur général des jésuites Peter-Hans Kolvenbach. Bergoglio reçoit le titre d'évêque titulaire d'Oca. Il quitte ainsi « l'exil » de Cordoba, à l'âge de cinquante-cinq ans.

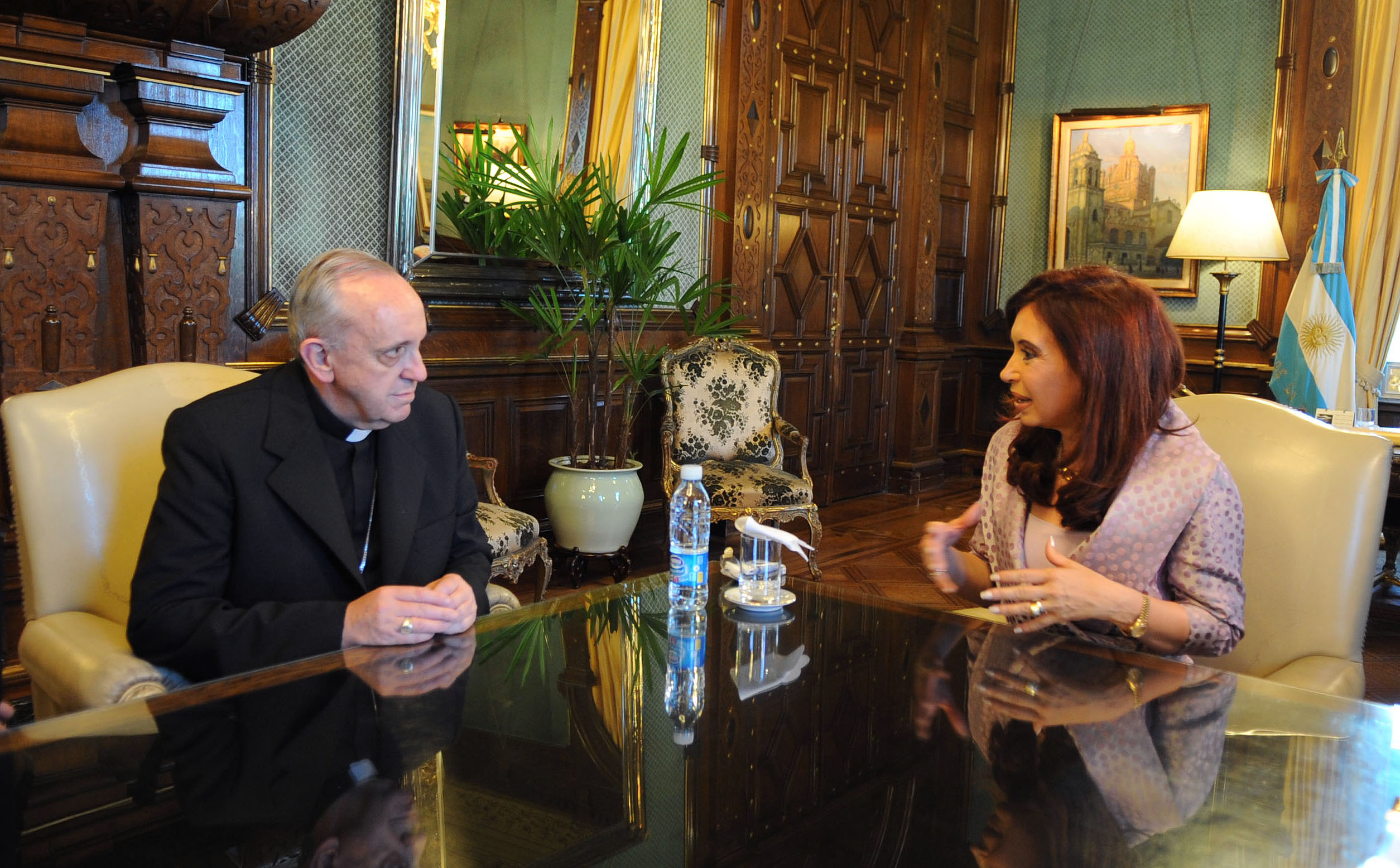
Jorge Bergoglio et la présidente de l’Argentine Cristina Fernández de Kirchner.

Il est nommé coadjuteur du même archidiocèse le 3 juin 1997. Le 28 février 1998, à la mort du cardinal Antonio Quarracino, il devient archevêque de l'archidiocèse de Buenos Aires.
Bergoglio refuse alors de loger dans la résidence des archevêques de Buenos Aires et opte pour un petit appartement situé près de la cathédrale métropolitaine de Buenos Aires. Il confesse régulièrement dans cette cathédrale.
Il se lève vers 4 h 30 le matin pour une journée de travail complète et sans arrêt. Afin de rester proche de ses prêtres, il crée une ligne téléphonique qui le relie à eux ; de plus, il déjeune régulièrement avec un de ses curés. Un jour, en 2009, il loge avec un de ses prêtres, menacé de mort par des narcotrafiquants dans un bidonville.
Il est aussi l'évêque ordinaire des fidèles de rite oriental. Il suit également depuis 1996-1997 le dossier du miracle eucharistique de Buenos Aires, dont le rapport médical final lui est remis en 2006.

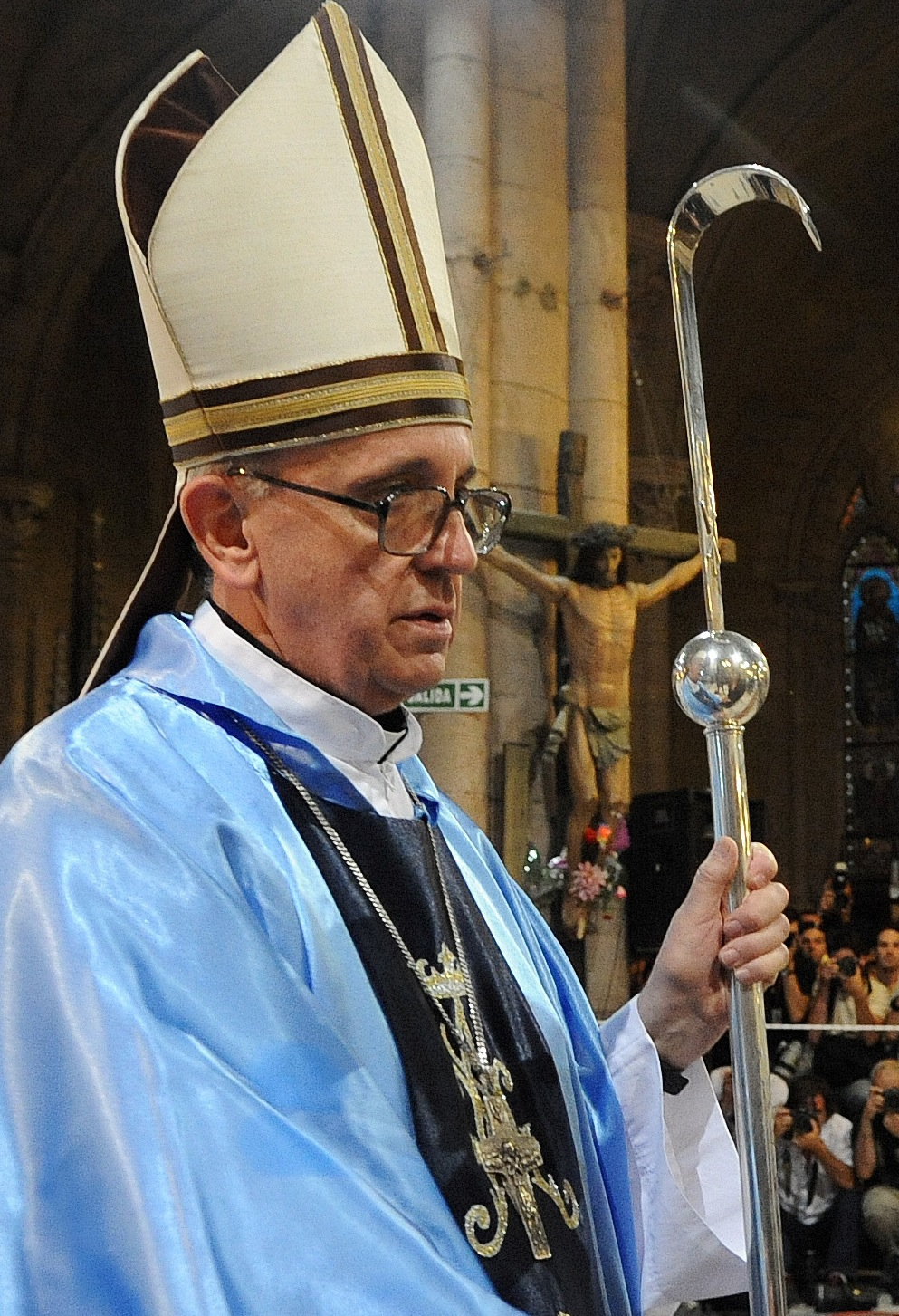
Le cardinal Bergoglio en 2008.

Jean-Paul II le crée cardinal-prêtre lors du consistoire du 21 février 2001 au titre cardinalice de San Roberto Bellarmino.
À cette occasion, il refuse que ses compatriotes se rendent à Rome pour les festivités et ordonne que le produit de la quête pour financer les billets d'avion soit distribué aux pauvres.
Le Jeudi saint de la même année, à l'hôpital Francisco Muniz de Buenos Aires spécialisé dans le traitement des maladies infectieuses, il lave les pieds de douze personnes atteintes du sida.
En novembre 2001, le cardinal, qui évite de se mettre en avant, refuse d'être élu à la tête de l'épiscopat argentin. Réputé pour sa proximité avec les fidèles dans la crise politique et économique que traverse alors l'Argentine et ses élites, il devient une référence et sa popularité ne cesse de grandir. Ainsi, à la perte de reconnaissance du « pouvoir religieux » de l’Église et sa désinstitutionnalisation au sein de la société argentine, correspond dans le même temps une politisation non partisane de cette Église, à la suite du discrédit des partis politiques ; ce qui fait répéter au cardinal que c'est cette dernière qui met « la Patrie à l'épaule », poussant les partis au compromis politique.
Cette situation n'est pas sans créer des frictions régulières et engendre à partir de 2003 une nette dégradation des liens entre l’État et l’Église catholique, notamment avec les gouvernements de Néstor Kirchner et Cristina Fernández de Kirchner qui font des droits de l'homme une politique d’État et remettent en cause la liaison entre « identité argentine » et « identité catholique ».

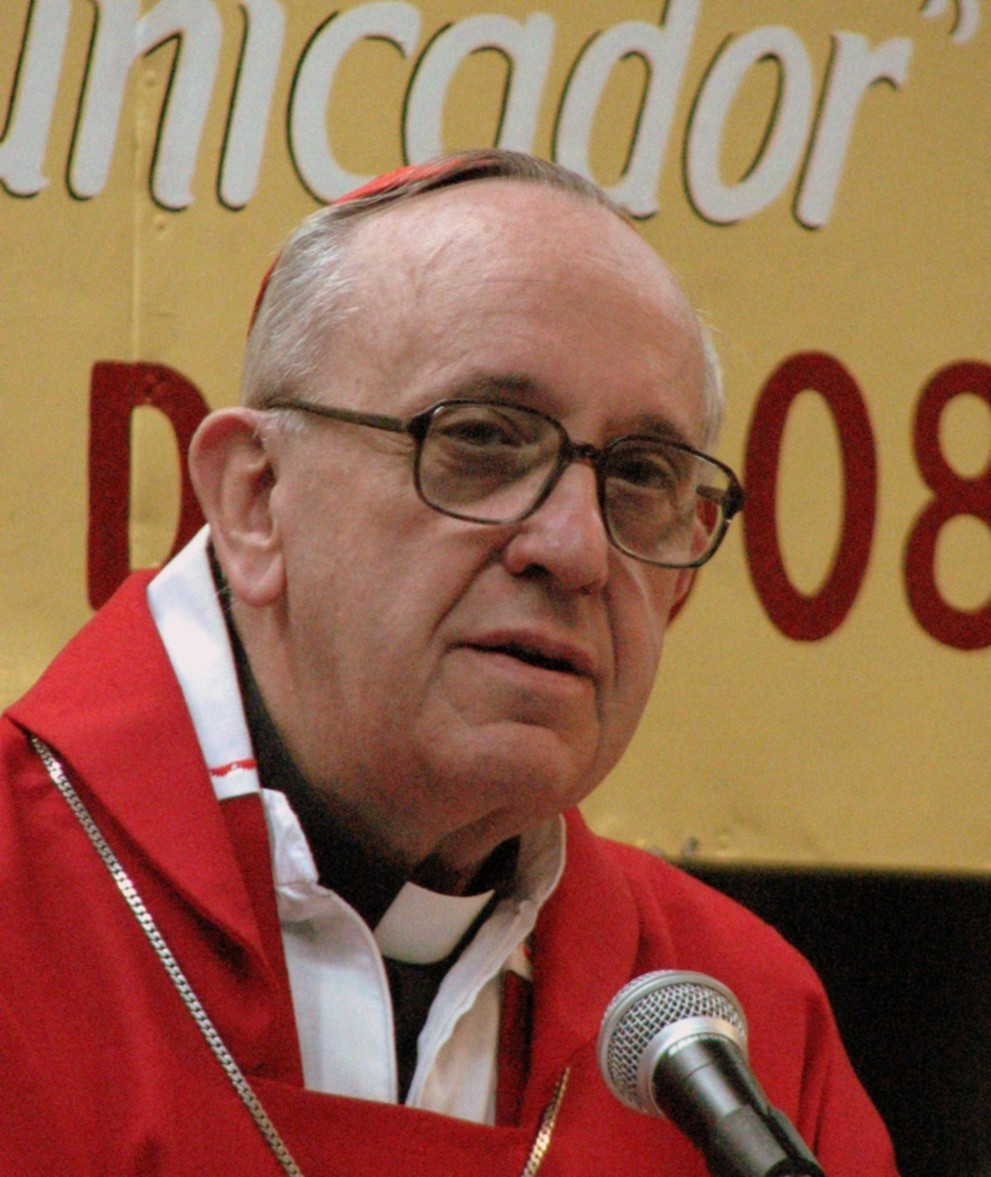
Le cardinal Bergoglio en 2008.

Selon le vaticaniste Lucio Brunelli, lors du conclave d'avril 2005 pour l'élection du successeur de Jean-Paul II, Jorge Mario Bergoglio aurait été comme non Italien, réputé en outre pour sa solidité doctrinale, le principal concurrent du cardinal Ratzinger ainsi que le candidat de la mafia de Saint-Gall. Le quatrième et dernier tour du scrutin aurait donné 26 voix en faveur du cardinal Bergoglio contre 84 pour le futur pape (avec 5 votes dispersés). L'historien vaticaniste Hervé Yannou rapporte que le cardinal Bergoglio aurait déclaré qu'il ne voulait pas être pape, et qu'il aurait dit, à une autre occasion, qu’appelé à ces hautes fonctions, il en mourrait.
D'après Brunelli, sa pneumonectomie partielle (qui le fatigue rapidement) aurait effectivement joué un rôle dans cette préférence donnée à Joseph Ratzinger, perçu par les cardinaux comme plus énergique. Mais d'après lui, Bergoglio se serait retiré de la course, « presque en larmes ». Si cette version a longtemps fait autorité, Marco Tosatti en a donné une autre : le nom de Bergoglio, soutenu aux premiers tours par des Sud-Américains, aurait été utilisé par les opposants à Ratzinger pour montrer qu'il existait une minorité de blocage contre l'élection de Ratzinger. Bergoglio aurait alors lui-même refusé d'évincer le favori de l'élection en indiquant qu'il ne voulait pas être élu. C'est cette faiblesse relative des suffrages portés sur Ratzinger, sans qu'on sache ce qui a favorisé le report de voix du dernier tour qui serait une des causes de ses difficultés une fois élu.

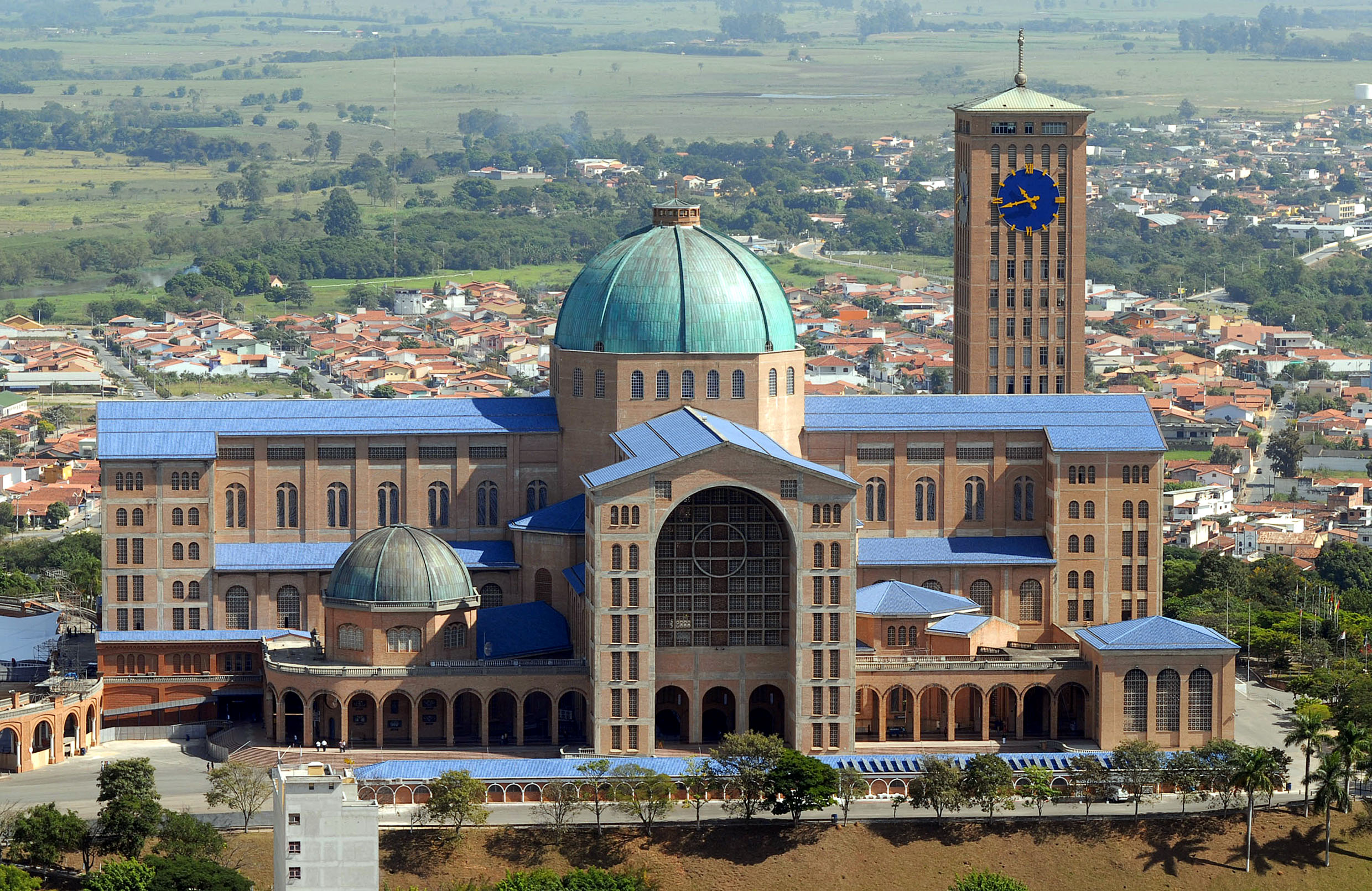
Basilique Notre-Dame d'Aparecida (Brésil).

Le 15 mai 2007, lors de la Ve conférence générale du Conseil épiscopal latino-américain (CELAM) qui se déroulait dans le sanctuaire d'Aparecida au Brésil, le cardinal Bergoglio est élu président de la commission de rédaction du document final, appelé « document d'Aparecida ».
Le 14 mars 2009, il effectue sa visite ad limina en tant que président de la Conférence épiscopale argentine, il évoque devant le pape Benoît XVI, les difficultés de l'Argentine sur les changements qu'elle voit naître au sujet du mariage et de la famille.
En 2011, atteint par la limite d'âge canonique de 75 ans, il présente sa démission à Benoît XVI mais est confirmé par ce dernier pour quelques mois dans sa fonction d'archevêque.
Au sein de la Curie romaine, il était membre de la Congrégation pour le culte divin et la discipline des sacrements, de la Congrégation pour le clergé, de la Congrégation pour les instituts de vie consacrée et les sociétés de vie apostolique, du Conseil pontifical pour la famille et de la Commission pontificale pour l'Amérique latine.

## Pape de l’Église catholique

### Élection et inauguration du ministère
Benoît XVI ayant annoncé le 11 février 2013 sa renonciation comme pape, un conclave est convoqué à partir du 12 mars suivant. Lors des discussions préalables, l'intervention du cardinal Bergoglio sur la nécessité pour l'Église catholique de se décentrer vers ses marges est particulièrement remarquée. Le 13 mars, après environ vingt-quatre heures de délibérations et cinq tours de scrutin, il est élu : la traditionnelle fumée blanche apparaît à 19 h 6.

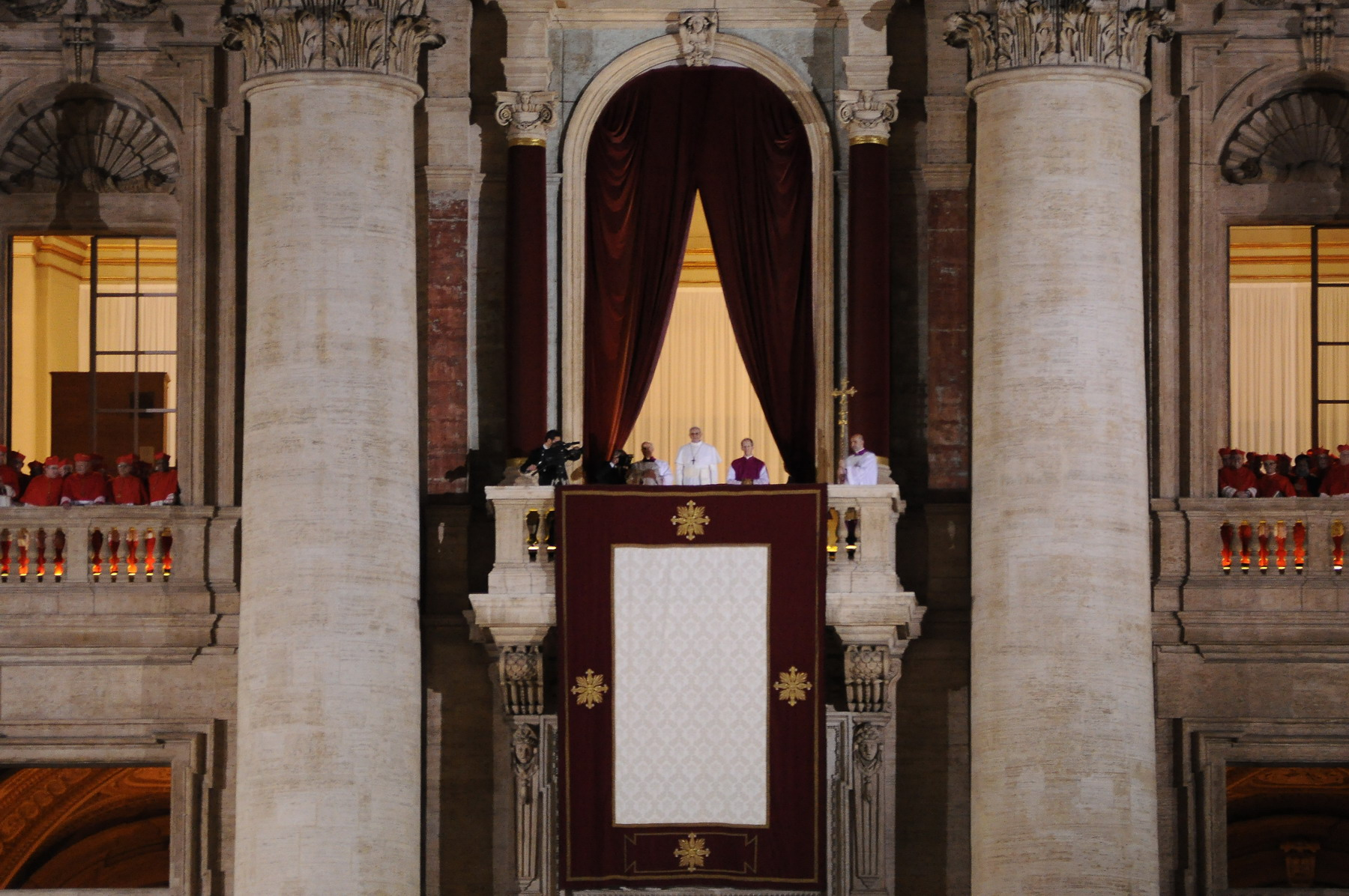
Première apparition du pape François au balcon de Saint-Pierre de Rome.

Il est le premier pape à prendre le nom de François, en mémoire de François d'Assise. Il est également le premier pape à se présenter au balcon sans aucun ornement liturgique, portant une simple soutane blanche et une croix pectorale sobre. Depuis le balcon de la loge des bénédictions de la basilique Saint-Pierre, François, dont les premières paroles sont « Frères et sœurs, bonsoir », adresse sa bénédiction apostolique Bénédiction urbi et orbi (« À la ville et au monde ») d'abord à la « communauté diocésaine de Rome », déclarant que « le conclave a donné un évêque à Rome ». Il ajoute : « les cardinaux sont allés me chercher au bout du monde. » Il prie ensuite pour Benoît XVI qu'il appelle « évêque émérite » — étant lui-même évêque de Rome — et récite en italien le Notre Père, le Je vous salue Marie et la petite doxologie : Gloire au Père… (« Gloria Patri… »), puis demande à la foule de faire silence et de prier pour lui avant qu'il donne sa bénédiction.
Pour son audience inaugurale, il reçoit dans une certaine cordialité la présidente de la Nation argentine, Cristina Fernández de Kirchner, qui lui évoque la situation diplomatique des îles Malouines en demandant une intercession auprès du Royaume-Uni.

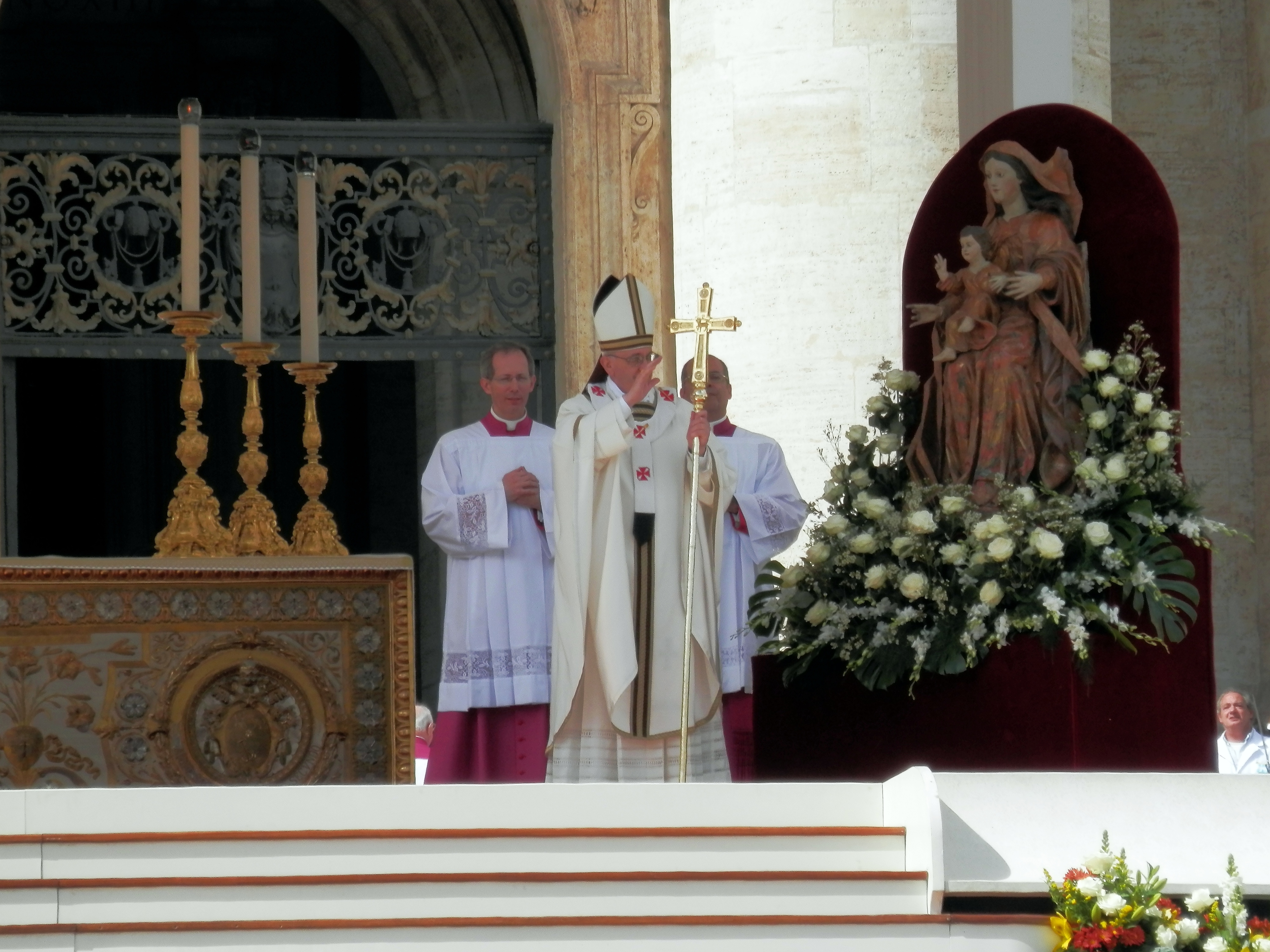
Le pape François saluant la foule à la fin de la messe inaugurale, le 19 mars 2013.

Sa « messe d'inauguration » devant 150 000 à 200 000 fidèles et 132 délégations officielles de pays du monde entier a lieu le 19 mars 2013 sur la place Saint-Pierre au Vatican. Elle commence par la visite du pape au tombeau de saint Pierre, devant lequel il prie. La messe est précédée par la remise des insignes pontificaux : le pallium pétrinien est remis en premier au pape par le cardinal protodiacre Tauran, puis l'anneau du pêcheur est remis par le cardinal Sodano, premier de l'ordre des évêques : cette bague est en argent massif, et non pas en or comme celle de ses prédécesseurs.

Dans son homélie, le pape invite 

« à avoir du respect pour tous, pour chaque personne, spécialement les enfants, les personnes âgées, ceux qui sont les plus fragiles et qui souvent se trouvent à la périphérie de notre cœur. »

Pour la première fois depuis 1054 et la séparation des Églises d'Orient et d'Occident, un patriarche œcuménique de Constantinople est présent : Bartholomée. Reçu le lendemain par ce pape qui se présente lui-même habituellement comme évêque de Rome, le patriarche le qualifia de « premier évêque de la vénérable Église de Rome, qui préside dans la charité. »
Il est le premier pape issu des rangs de la Compagnie de Jésus ainsi que non-européen depuis le pape syrien Grégoire III au VIIIe siècle et le premier issu du continent américain. Albino Luciani (Jean-Paul Ier), Karol Wojtyła (Jean-Paul II) et Joseph Ratzinger (Benoît XVI), avaient tous trois été créés cardinaux par Paul VI ; Jorge Mario Bergoglio est le premier cardinal créé par Jean-Paul II à devenir pape.

### Choix du nom de règne
Il choisit le nom de François annoncé par le cardinal protodiacre français Jean-Louis Tauran. Il y avait 1 100 ans qu'un nouveau prénom de pape n'avait pas été introduit (même si Jean-Paul Ier avait pour la première fois introduit un nom composé, qui réunissait ceux de ses deux prédécesseurs Jean XXIII et Paul VI).
Il a expliqué avoir choisi ce nom en référence à François d'Assise, le saint des pauvres (« François est le nom de la paix, et c'est ainsi que ce nom est venu dans mon cœur ») après que le cardinal Claudio Hummes, préfet émérite de la Congrégation pour le clergé, archevêque émérite de São Paulo, lui a dit « Et n'oublie pas les pauvres ! » Certains vaticanistes remarquent que ce nom peut être aussi compris en seconde intention comme une référence à saint François Xavier, cofondateur de la Compagnie de Jésus.
Il a aussi choisi ce nom car « Il (saint François) nous enseigne le respect profond de toute la Création et de la protection de notre environnement que trop souvent, même si cela est parfois pour le bien, nous exploitons avec avidité, au détriment d'autrui ». Le nouveau pape a demandé explicitement à être désigné par « François », et non « François premier ». Il aurait confié avoir songé à prendre le nom de Jean XXIV en hommage à Jean XXIII, s'il avait été élu en 2005.

### Armoiries et devise
Le blason de ses armoiries papales, public le 18 mars 2013, reprend celui d'archevêque de Buenos Aires, entouré par les clés de saint Pierre utilisées par Jean-Paul II et par la mitre pontificale à trois bandes d'or de Benoît XVI dont le pallium archiépiscopal, sous le blason, disparaît.
Le blason est de type « écu espagnol », d'azur à un soleil non figuré de 32 rais d'or, chargé du monogramme IHS surmonté d'une croix pattée au pied fiché dans la barre horizontale du H, le tout de gueules, soutenu de trois clous de sable appointés en bande, pal et barre, le tout accompagné en pointe d'une étoile d'or à huit branches à dextre et d'une fleur de nard de même, versée et posée en bande, à senestre. Le meuble assez complexe situé en chef est le sceau de l'ordre des jésuites, qui reprend le monogramme du Christ, tandis que l'étoile symbolise la Vierge Marie, et la fleur de nard saint Joseph.
Dans les armes que portait le cardinal Bergoglio comme archevêque de Buenos Aires, l'étoile à cinq branches et la fleur de nard étaient d'argent et non d'or. Le 29 mars 2013, l'étoile passe à huit branches, en référence aux huit béatitudes.
François garde sa devise archiépiscopale : « Miserando atque eligendo ». Elle provient d'une des Homélies de Bède le Vénérable, celle de la saint Matthieu, dans la liturgie des Heures où il commente ainsi le récit évangélique de sa vocation : « Vidit ergo Jesus publicanum, et quia miserando atque eligendo vidit, ait illi, Sequere me » (« Alors Jésus vit un publicain, et, parce qu'il le regardait avec des sentiments de miséricorde [ou : d'amour] et qu'il l'avait choisi, il lui dit : Suis-moi »). Le souverain pontife explique avoir ressenti sa vocation au cours de cette fête en 1953.
| Blason | Blasonnement : D'azur à un soleil non figuré de 32 rais d'or, chargé du monogramme IHS surmonté d'une croix pattée au pied fiché dans la barre horizontale du H, le tout de gueules, soutenu de trois clous de sable appointés en bande, pal et barre, le tout accompagné en pointe d'une étoile d'argent à dextre et d'une fleur de nard de même, versée et posée en bande, à senestre. « Miserando atque eligendo » Par miséricorde et par élection Commentaires : Armoiries en tant que Jorge Mario Bergoglio, cardinal et Archevêque de Buenos Aires (2001-2013) |

| Blason | Blasonnement : D'azur à un soleil non figuré de 32 rais d'or, chargé du monogramme IHS surmonté d'une croix pattée au pied fiché dans la barre horizontale du H, le tout de gueules, soutenu de trois clous de sable appointés en bande, pal et barre, le tout accompagné en pointe d'une étoile d'or à dextre et d'une fleur de nard de même, versée et posée en bande, à senestre. « Miserando atque eligendo » Par miséricorde et par élection Commentaires : Armoiries en tant que pape François (depuis 2013) |

### Réformes vaticanes
Dès son accession au pontificat, François entreprend des réformes ambitieuses destinées à une adaptation de la pastorale de l'Église au monde actuel. Dans un discours aux cardinaux prononcé peu avant son élection, il avait déjà souligné que « Le Christ frappe à la porte de l’Église, mais il frappe de l’intérieur ! Il veut qu’on ouvre les portes en grand, pour le laisser sortir. Pour aller rencontrer le monde et l’humanité ».
Peu après, dans l'avion qui le ramène des Journées mondiales de la jeunesse de Rio de Janeiro, il explique aux journalistes que « nous devons trouver un nouvel équilibre, autrement l’édifice moral de l’Église risque de s’écrouler comme un château de cartes, de perdre la fraîcheur et le parfum de l’Évangile ». Les deux premières grandes réformes entreprises concernent les institutions curiales de l'Église au Vatican et la pastorale de la famille.
Dans les deux cas, l'action du pape s'est heurtée à de fortes résistances. Par ailleurs, François répète souvent son intention de lutter contre ce qu'il appelle le « cléricalisme », c'est-à-dire la trop grande distance entre les membres du clergé et les fidèles. Il rappelle que les clercs ont d'abord une obligation de service (ministerium en latin) envers les fidèles, et non des pouvoirs sur eux.
Si François a affirmé combattre le cléricalisme et promouvoir la synodalité, son style de gouvernement est paradoxalement très centralisateur voire autoritaire.

#### Transmission et relations avec Benoît XVI

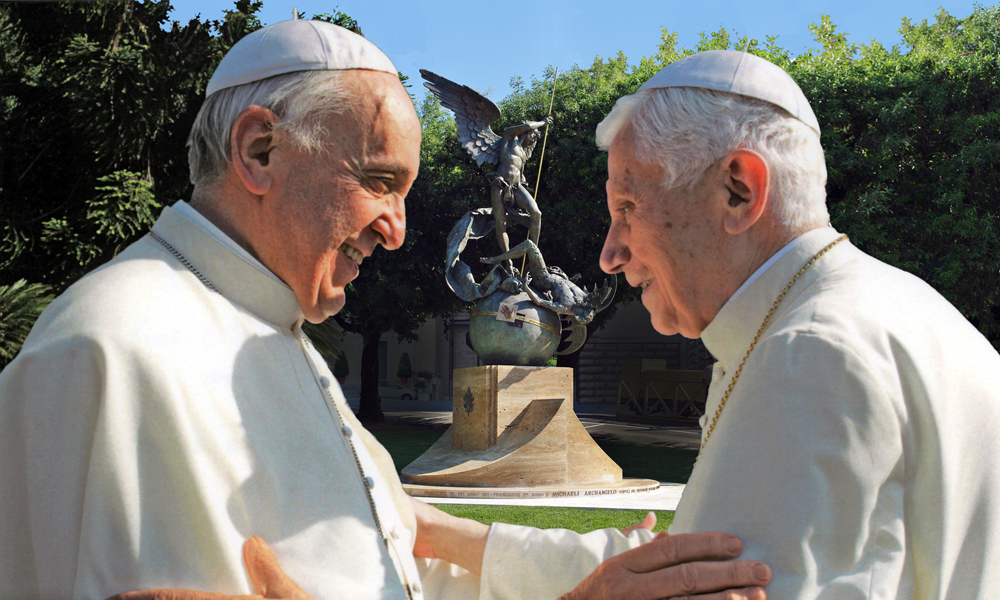
Pape François avec Benoît XVI, le 29 octobre 2013.

Selon Peter Seewald, biographe de Benoît XVI, « dès le premier jour de son pontificat, le pape François a tenté de prendre ses distances avec son prédécesseur. »
Le 23 mars 2013, dans une rencontre sans précédent dans l'histoire de la chrétienté, François rencontre son prédécesseur Benoît XVI à Castel Gandolfo,, lors d'un échange de près de trois heures,. Bien qu'aucune information sur l'entretien n'ait filtré, certains commentateurs estiment que les deux hommes ont discuté des dossiers importants impliquant le Vatican, dont l'affaire « Vatileaks », ainsi que sur des questions plus ouvertes (réforme de la curie romaine, évolution du gouvernement de l’Église, point sur le dossier lefebvriste, finances vaticanes).
En 2021, François abroge, avec Traditionis custodes, l'œuvre de réconciliation que Benoît XVI avait cherché à établir avec Summorum Pontificum. Selon le secrétaire particulier du pape émérite Georg Gänswein et son biographe Peter Seewald, Benoît XVI découvrit Traditionis custodes en lisant l'Osservatore Romano et cela lui « brisa le cœur » (Peter Seewald affirme que la santé de Benoît XVI ne s'en est pas remise),.

#### Curie

##### Le «C9»
Un mois après son élection et suivant l'une des recommandations importantes issues des congrégations générales, la secrétairerie d’État du Vatican rend publique la constitution d'un groupe de travail collégial composé de huit puis neuf cardinaux (surnommé le « C9 ») pour conseiller le pape dans le gouvernement de l’Église et, plus particulièrement, étudier un projet de réforme de la curie en révisant la constitution apostolique Pastor Bonus promulguée par Jean-Paul II en 1988.
Le 10 mars 2023, le Saint-Siège annonce une « refondation » du « C9 », avec l'entrée au Conseil des très « bergogliens » cardinaux Gérald Cyprien Lacroix, archevêque de Québec, Sérgio da Rocha, archevêque de San Salvador de Bahia au Brésil, Jean-Claude Hollerich, archevêque de Luxembourg, Juan José Omella, archevêque de Barcelone qui rejoignent les cardinaux Alzaga, Parolin, Gracias, Ambongo et O’Malley.

##### Praedicate evangelium
Suivant les recommandations du « C9 », François se livre, pas à pas, à une réforme des structures de la curie, touchant en premier lieu ses organes de gestions administrative et financières, ses moyens de communication, puis ses dicastères eux-mêmes dans une démarche devant aboutir à la promulgation d'une nouvelle constitution apostolique régissant la curie.
Cette nouvelle constitution, intitulée Praedicate evangelium (« Annoncez l'Évangile »), est publiée de manière inattendue le 19 mars 2022. Elle ambitionne transformer la Curie en « un outil plus tourné vers le monde », une structure plus missionnaire et davantage au service de l'évangélisation et des Églises particulières d'où « faire remonter du terrain les meilleures initiatives prises par les catholiques ». Insistant pour que la Curie se mette au service des évêques, Praedicate evangelium confère plus d'importance aux conférences épiscopales et à la synodalité ainsi qu'aux laïcs, appelés à jouer « des rôles de gouvernement et de responsabilité » à la tête des dicastères, tandis que le pouvoir du souverain pontife « principe perpétuel et visible et le fondement de l’unité de l’Église » se trouve renforcé.
Décrit comme « un changement de culture radical », voire une « révolution », reprenant les changements déjà opérés par décrets pontificaux tout en proposant plusieurs nouveautés significatives, cette nouvelle constitution légifère également sur des questions de dogme, de discipline générale ou de structure de l'Église, simplifiant notamment l’organigramme autour de seize dicastères dont le premier d'entre eux est celui consacré à l’évangélisation, présidé par le pape lui-même qui en est le préfet.

##### Doctrine de la foi
Le 1er juillet 2017, il démet inopinément de ses fonctions le cardinal Gerhard Ludwig Müller (qui avait été nommé par Benoît XVI à la tête de la Congrégation pour la doctrine de la foi), et le remplace par le jésuite Luis Ladaria Ferrer.
En juillet 2023, il nomme à la tête du dicastère pour la Doctrine de la foi l'un de ses proches collaborateurs, l'argentin Víctor Manuel Fernández. Considéré comme étant en harmonie avec le pape tant sur le plan pastoral que théologique (Fernández affirmant pourtant être, « sur de nombreux aspects », « plus progressiste que le pape »), c'est le premier compatriote que le pape argentin nomme à un poste d'importance à la Curie. Le choix par François d'une personnalité décrite comme un « profil de rupture », est interprété par le vaticaniste Gerard O'Connell comme « l'indication la plus claire à ce jour de la détermination du pape à poursuivre sur la voie du renouveau théologique et pastoral de l'Église catholique dans la mise en œuvre des enseignements du concile Vatican II ».
Dans la lettre « très inhabituelle » du pape François qui accompagne l'annonce de cette nomination, le souverain pontife incite le nouveau préfet à « veiller sur l’enseignement » de l’Église et à rompre avec « d’autres époques où des méthodes immorales ont été utilisées […] [des] époques où, au lieu de promouvoir la connaissance théologique, on poursuivait d’éventuelles erreurs doctrinales ». L'évêque de Rome préconise de privilégier « le charisme des théologiens et leur effort de recherche théologique à condition qu’ils ne se contentent pas d’une théologie de bureau, d’une logique froide et dure qui cherche à tout dominer », insistant sur son attachement à développer « une pensée capable de présenter de manière convaincante un Dieu qui aime, qui pardonne et qui sauve ».

#### La «Banque du Vatican»
Lors de l'audience générale du mercredi 24 avril 2013, François a qualifié l'Institut pour les œuvres de religion de « nécessaire jusqu'à un certain point », annonçant une réforme de la « Banque du Vatican ». Par chirographe en date du 24 juin 2013, le pape crée une commission pontificale consultative chargée d'étudier la situation de l'institution et les pistes de réformes en vue de mieux l’harmoniser avec la mission de l’Église universelle et du siège apostolique. Cette commission est placée sous la présidence du cardinal Raffaele Farina.
Quelques jours plus tard, le 2 juillet, le directeur général et son adjoint quittent l'IOR. Le 24 février 2014, il promulgue le Motu Proprio : Fidelis dispensator et prudens dans lequel il crée un secrétariat présenté comme un ministère de l'économie, afin de veiller à la préparation du budget et à la planification financière.
Engagé contre les scandales financiers de l'Institut pour les œuvres de religion, il lutte également contre ceux touchant les diocèses de l'Église, comme l'attestent les démissions de plusieurs évêques et archevêques.

#### Secrétaire d'État
Le 31 août 2013, le pape fait état de sa décision de nommer Pietro Parolin aux fonctions de secrétaire d’État du Saint-Siège en remplacement du cardinal Tarcisio Bertone à partir du 15 octobre de la même année. Doté d'un profil pastoral, attentif aux problèmes sociaux et aux personnes, ce diplomate aguerri agé alors de cinquante-huit ans est un bon connaisseur de la curie romaine, à la réforme de laquelle François s'est attelé. Les commentateurs voient dans la nomination d'un profil diplomatique classique, choisi dans le corps des nonces apostoliques, la redéfinition d'un poste qui avait pris de plus en plus de poids au cours du pontificat de Benoît XVI.
Peu de temps avant sa nomination, Pietro Parolin explique dans un entretien que le célibat des prêtres « n'est pas un dogme et [qu']on peut en discuter car c'est une tradition ecclésiastique » déclarant qu'il s'agit d'un « grand défi » pour le pape.

#### Nouveaux cardinaux
Dès le début de son pontificat, François crée de nouveaux cardinaux (35 en une année), délaissant certaines villes traditionnellement cardinalices (dont Venise) et mettant l'accent sur des pasteurs dont le pape approuve la ligne pastorale et des prélats de pays du sud (Thaïlande, Cap-Vert, Birmanie, Vietnam, Nouvelle-Zélande, Tonga, etc.). Il réduit le poids de la Curie au profit des prélats qui sont chargés d’un diocèse (seulement cinq des 44 cardinaux électeurs créés lors des trois premiers consistoires du pontificat travaillent à la Curie) et celui de l'Europe (en particulier, celui de l'Italie au bénéfice des autres parties du monde).
Ainsi, lors du conclave de 2013, l'Europe fournissait 60 des 117 cardinaux électeurs (soit 51 %) et en 2020 plus que 52 sur 122 (42,6 %) ; et les électeurs italiens sont passés de 28 à 21 sur la même période. A contrario, l'Amérique latine compte 23 cardinaux électeurs, soit dix de plus qu'en 2013, l'Asie et l'Océanie en comptent 18 contre onze en 2013 et l'Afrique, dans le même temps, est passée de onze à seize. Les « périphéries » de l’Église (pays en guerre, pays où les chrétiens sont minoritaires, pays de grande pauvreté comme la Dominique, Haïti, les Îles Tonga, la Papouasie-Nouvelle-Guinée, le Cap-Vert, la République centrafricaine, le Lesotho, le Bangladesh, la Malaisie, la Birmanie) ont, pour la première fois, des cardinaux[réf. nécessaire].
Selon Peter Seewald (biographe de Benoît XVI) et le vaticaniste Ludwig Ring-Eifel (de), François, contrairement à ses prédécesseurs Jean-Paul II et Benoît XVI, « a largement appelé au collège cardinalice des hommes qui sont dans sa ligne théologique ». Le Sacré Collège deviendrait ainsi « de plus en plus un reflet de sa pensée et de ses origines ».

#### Validité des mariages catholiques
Le 8 septembre 2015, le pape publie deux motu proprios, Mitis Iudex Dominus Iesus (Le Seigneur Jésus, Juge clément) et Mitis et misericors Iesus (Jésus, doux et miséricordieux), allégeant la procédure des éventuelles reconnaissances en invalidité des mariages catholiques pour le premier et une modification du droit canonique oriental concernant le même domaine pour le second.

### Pastorale

#### Béatifications et canonisations
En canonisant les 800 martyrs d'Otrante le 12 mai 2013, soit après deux mois de pontificat, François devient le pape ayant canonisé le plus grand nombre de personnes.
En janvier 2014, il annonce la baisse des coûts nécessaires pour ouvrir un procès en canonisation afin de favoriser les « causes pauvres ». Il a aussi fréquemment recours à la canonisation équipollente, quand ses prédécesseurs en usaient exceptionnellement. Ainsi, par dérogation papale, il canonise Jean XXIII, qui n'a alors qu'un seul miracle officiellement reconnu. En une seule année, le pape a donc autorisé par dérogation papale la canonisation de six nouveaux saints : seul Léon XIII en avait fait davantage de cette façon, mais en vingt ans.
Le 11 juillet 2017, il publie le motu proprio Maiorem hac dilectionem, dans lequel il introduit l'offrande de la vie parmi les cas d'espèce dans la procédure de béatification et de canonisation.

#### Vision de l'Église et de sa mission d'évangélisation

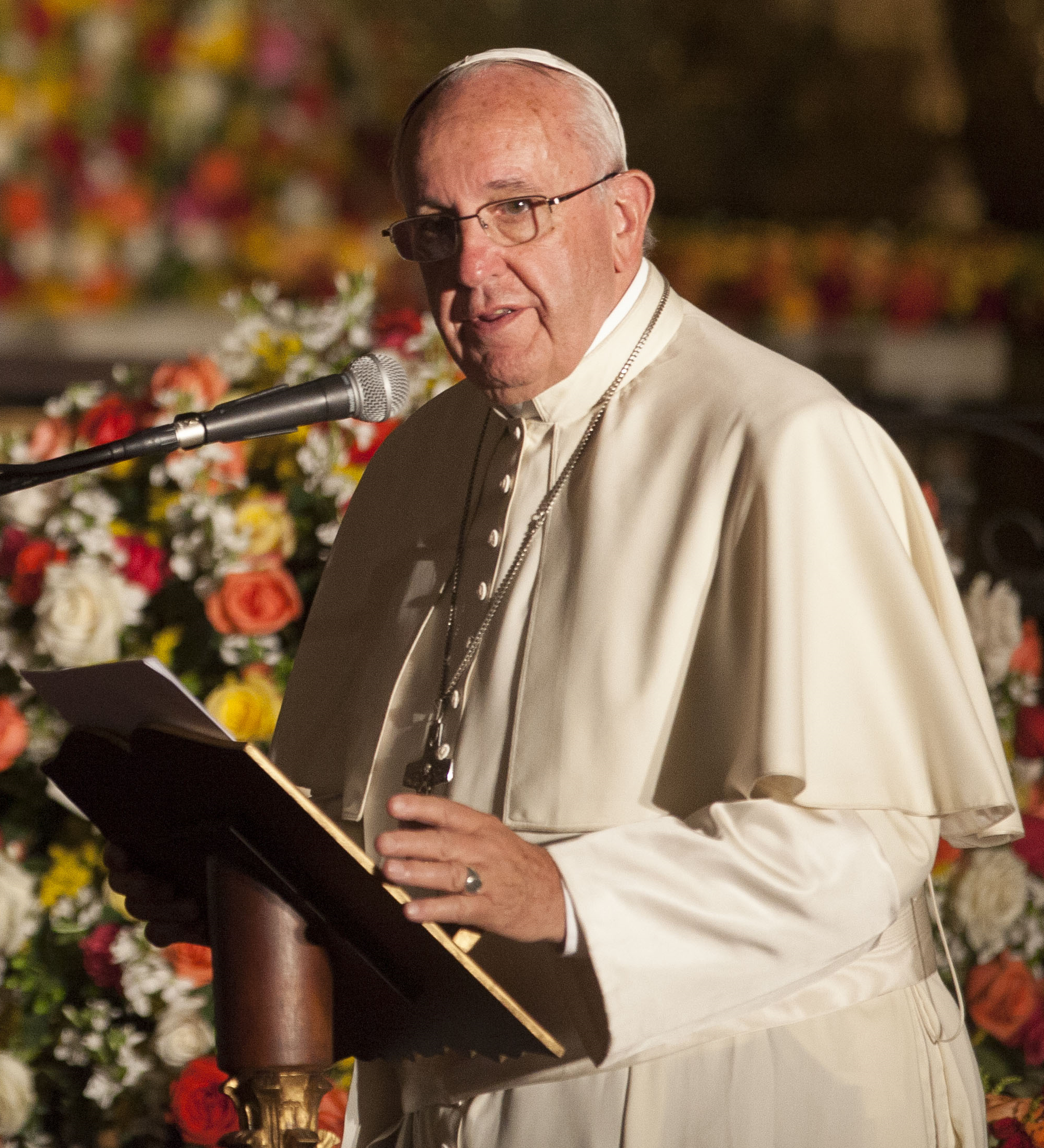
François en Équateur, le 8 juillet 2015.

Selon les propos qu'il a tenus lors d'une congrégation générale des cardinaux avant d'entrer en conclave, transcrits par lui-même à la demande du cardinal Jaime Ortega, le cardinal Bergoglio a une vision personnelle de l'Église qu'il articule en quatre points :
- Sur la mission d'évangélisation de l'Église : « L'Église est appelée à sortir d’elle-même et à aller dans les périphéries, les périphéries géographiques mais également existentielles : là où résident le mystère du péché, la douleur, l’injustice, l’ignorance, là où le religieux, la pensée, sont méprisés, là où sont toutes les misères. »
- Sur l'Église elle-même : il critique l'Église « autoréférentielle » et des institutions ecclésiastiques frappées d'une sorte de « narcissisme théologique ». « L’Église autoréférentielle prétend retenir le Christ à l'intérieur d’elle-même et ne le fait pas sortir. »
- Sur les réformes : selon lui, l'Église va vers un mal très grave dont on connaît le nom : « la spiritualité mondaine » (selon Henri de Lubac, c’est le pire mal qui puisse arriver à l’Église). Il critique « l’Église mondaine qui vit repliée sur elle-même et pour elle-même. Cette analyse devrait apporter un éclairage sur les changements et réformes possibles qui doivent être faites pour le salut des âmes. »
- Sur le pape : il faut un « homme qui, partant de la contemplation de Jésus-Christ, pourrait aider l'Église à se rapprocher des périphéries existentielles de l’humanité. »

Dans cette perspective, au 20e anniversaire de l'université del Salvador en 1995, ou encore dans sa biographie de 2010 El jesuita, le pape reprend la formule de Joseph Malègue : « Loin que le Christ me soit inintelligible s'il est Dieu, c'est Dieu qui m'est étrange s'il n'est le Christ. »
Le 24 novembre 2013 sur le parvis de la basilique Saint-Pierre, lors d'une messe solennelle clôturant symboliquement l'« Année de la foi (de) », le pape expose pour la première fois les reliques de saint Pierre et remet sa première lettre d'exhortation apostolique Evangelii gaudium dont les principaux thèmes sont la nouvelle évangélisation pour la transmission de la foi chrétienne.

#### Jeudi saint 2013
Lors du Jeudi saint du 28 mars 2013, dans le cadre de la célébration de la Cène, François lave les pieds de détenus du centre de détention pour mineurs de Casal del Marmo, dans la banlieue de Rome. Alors que le missel romain ne prévoit que la présence d'hommes dans cette cérémonie (viri),, François lave les pieds de deux femmes (comme il l'avait déjà fait en tant que cardinal, notamment à la maternité Sarda de Buenos Aires en 2005). L'une est italienne catholique et l'autre serbe musulmane. Il déclare faire « un signe qui est une caresse de Jésus », soulignant : « Je le fais avec amour, pour moi qui suis évêque et prêtre, c'est un devoir. »

#### L'entretien aux revues jésuites
Lors du premier entretien à la presse de son pontificat, publié simultanément en septembre 2013 dans La Civiltà Cattolica et quinze autres revues culturelles jésuites, il opère ce que les commentateurs décrivent comme une « ouverture historique », une « rupture » porteuses de réformes, ou encore un « aggiornamento » parfois qualifié de « révolutionnaire ». Dans cet entretien long de trente pages, François rappelle qu'« une pastorale missionnaire n’est pas obsédée par la transmission désarticulée d’une multitude de doctrines à imposer avec insistance » et « qu'on ne peut pas insister seulement sur les questions liées à l’avortement, au mariage homosexuel et à l’utilisation de méthodes contraceptives ». Il prône ainsi l'ouverture, la miséricorde et l'accompagnement de l’Église catholique vis-à-vis des personnes divorcées, des personnes homosexuelles ou encore des femmes qui ont subi un avortement, expliquant que « l'ingérence spirituelle dans la vie des personnes n'est pas possible ». Il s'agit pour l'Église de trouver un nouvel équilibre sans quoi « l'édifice moral de l’Église risque lui aussi de s’écrouler ».
Le pape, plaçant l'Évangile avant la doctrine, compare l’Église à un « hôpital de campagne » après une bataille : on attend d'elle qu'elle soigne les blessures « avant d'aborder le reste ». Il estime ainsi qu'il faut « commencer par le bas ». Concernant la place des femmes dans l'Église, il estime nécessaire « d’agrandir les espaces pour une présence féminine plus incisive dans l’Église » et appelle à « réfléchir sur la place précise des femmes, […] là où s’exerce l’autorité dans les différents domaines de l’Église ».
Il entend rompre avec la tradition centralisatrice de la curie romaine en invitant les églises locales à jouer un plus grand rôle et invite à s'inspirer des églises orthodoxes en matière de collégialité et de synodalité, tout en jugeant nécessaire de rendre « moins rigides dans leur forme » les consistoires et synodes catholiques. Ainsi, il promeut une vision renouvelée de l’œcuménisme, fondée sur la conviction que les confessions chrétiennes ont à apprendre les unes des autres.

#### Relations avec le courant traditionaliste
En 2015, la Fraternité sacerdotale Saint-Pie-X est inscrite dans le registre des instituts de vie consacrée catholiques. En Argentine, le catholicisme bénéficie en effet d’un statut protégé par la Constitution et tout institut se disant catholique doit obtenir une reconnaissance de l’Église pour en bénéficier.
Pendant le jubilé de la Miséricorde du 8 décembre 2015 au 20 novembre 2016, François déclare que les fidèles approchant les prêtres de la Fraternité sacerdotale Saint-Pie-X pour se faire confesser durant ce jubilé auront la possibilité de recevoir l'absolution,. Dans la lettre Misericordia et misera signée le jour de la clôture du jubilé, il décide de prolonger cette autorisation « jusqu’à ce que soient prises de nouvelles dispositions ».
Le 17 janvier 2019, François supprime la commission pontificale Ecclesia Dei fondée en 1988 par Jean-Paul II à la suite du sacre illicite d'évêques au sein de la Fraternité sacerdotale Saint-Pie-X et en transfère les activités à la Congrégation pour la doctrine de la foi.
Le 16 juillet 2021, après avoir consulté les évêques du monde entier, François publie Traditionis custodes, lettre apostolique sous forme de motu proprio qui annule l'élargissement en 2007 par Summorum Pontificum des conditions de célébration de la messe selon l'édition 1962 du Missel romain (appelée « rite tridentin »).
Ce Traditionis custodes est accompagné d'une lettre aux évêques catholiques du monde entier où le pontife se dit « attristé par une utilisation instrumentale du Missale Romanum de 1962, toujours plus caractérisée par un refus croissant non seulement de la réforme liturgique, mais du concile Vatican II, avec l’affirmation infondée et insoutenable qu’il aurait trahi la Tradition et la « vraie Église » ». François précise que, au contraire, « le chemin de l'Église doit être être compris dans le dynamisme de la Tradition, « qui tire son origine des Apôtres et qui progresse dans l'Église sous l'assistance de l'Esprit Saint » (DV, 8). » Il rappelle qu'« une étape récente de cette dynamique a été constituée par le concile Vatican II où l'épiscopat catholique s'est réuni pour écouter et discerner le chemin pour l'Église indiqué par l'Esprit Saint ». Il conclut : « Douter du Concile, c'est douter des intentions de ces mêmes Pères qui ont exercé leur pouvoir collégial de manière solennelle cum Petro et sub Petro [avec Pierre et sous Pierre] dans un concile œcuménique, et, en dernière analyse, de douter du Saint-Esprit lui-même qui guide l'Église. »
En juillet 2025, des documents ayant fuité suggèrent que la majorité des évêques ayant répondu à l'enquête préliminaire à Traditionis custodes étaient satisfaits de Summorum Pontificum et de la messe tridentine dans leur diocèse, contrairement à ce que le pape François avait affirmé en 2021.

#### Réseaux sociaux
François a fait le souhait de se rapprocher des jeunes, comme son prédécesseur, par le réseau social Twitter, le but étant d'évangéliser par des tweets. Ils sont publiés en neuf langues sur le compte nommé @Pontifex. En 2014 et en 2015, il est, selon le cabinet Burson-Marsteller, le leader mondial le plus influent sur Twitter. En juillet 2017, son compte Twitter dépasse les 35 millions d'abonnés.
Le 19 mars 2016, un compte est également ouvert sur Instagram sous le nom de Franciscus. Il annonce alors : « Un nouveau chemin débute pour parcourir avec vous les voies de la miséricorde et de la tendresse de Dieu ».

#### Action diplomatique
François a joué un rôle clé dans la reprise des relations diplomatiques entre Cuba et les États-Unis. Le Vatican a en effet accueilli, avec le Canada, les pourparlers secrets engagés entre les États-Unis et Cuba. Ces négociations ont été un sujet majeur de l'entretien entre le pape et Barack Obama lors de la visite du président américain au Vatican à la fin de mars 2014.
Il se montre favorable à la cause palestinienne. En 2014, lors d’une visite à Jérusalem et en Cisjordanie, il multiplie les actes symboliques, notamment en s'arrêtant devant le mur de séparation construit par Israël autour de la ville de Bethléem et en y posant une de ses mains, en signe de protestation contre l’occupation militaire israélienne et la colonisation. En 2015, il annonce la reconnaissance officielle par le Vatican de l’État de Palestine.
En mars 2017, à l'occasion du 60e anniversaire du Traité instituant la Communauté économique européenne, il a adressé un message d'espérance aux dirigeants européens. Il a été salué dans la salle royale du Vatican par le président du Parlement européen Antonio Tajani, puis par le président du Conseil italien Paolo Gentiloni.
À la suite des révélations troublantes[Lesquelles ?] au sujet des enfants autochtones décédés alors qu'ils fréquentaient les pensionnats gérés par l’Église catholique, le pape a accepté de se rendre au Canada[Quand ?] pour participer au processus de réconciliation avec les Premières Nations.

### Voyages et visites pastorales

Carte des voyages du pape François dans le monde.
Italie et Cité du Vatican (entouré)
3 voyages
2 voyages
1 voyage
0 voyage

#### Voyage au Brésil

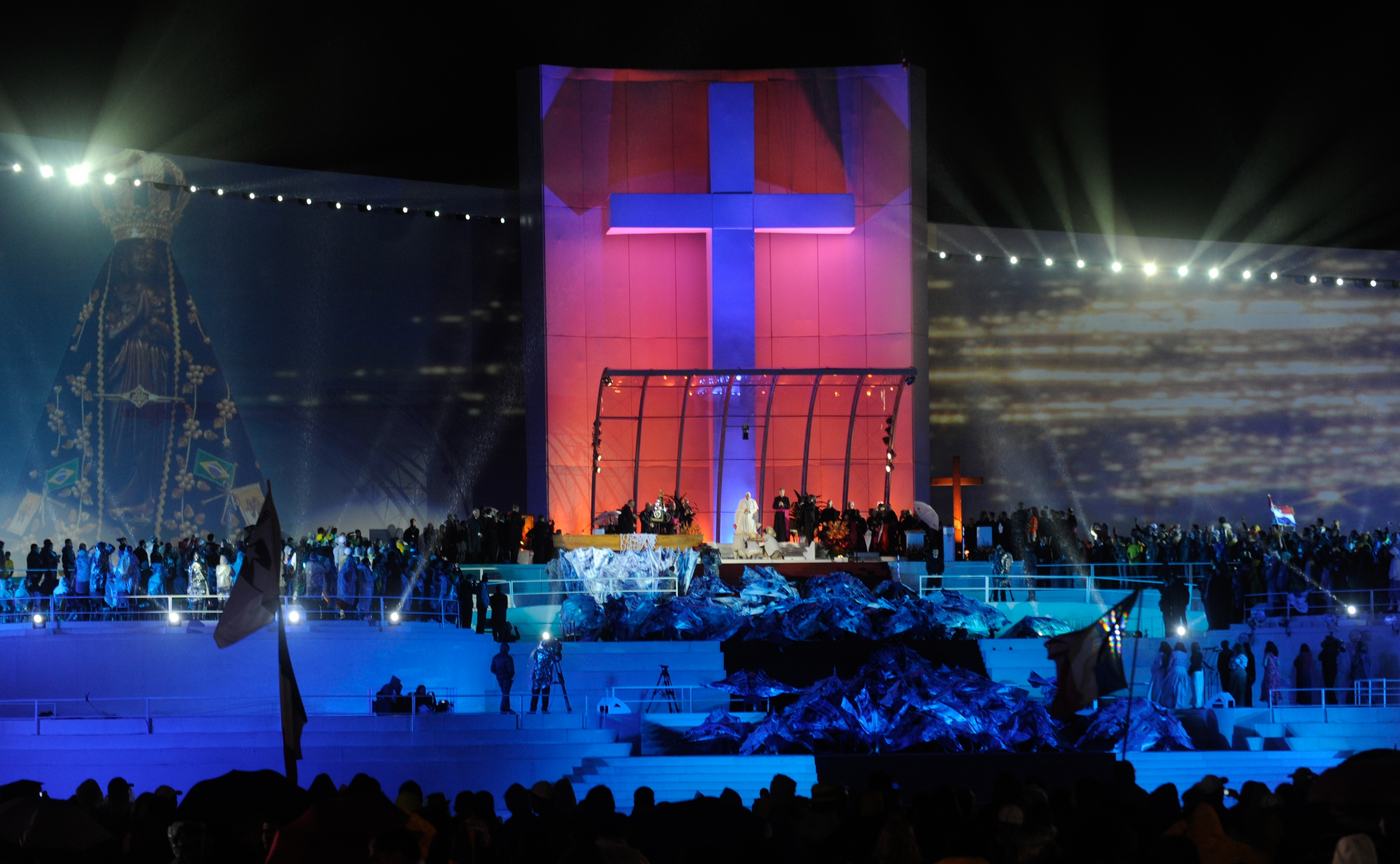
Cérémonie d'accueil du pape, lors des 28e JMJ à Copacabana.

Pour son premier déplacement à l'étranger, François se rend au Brésil, où se déroulent du 23 au 28 juillet 2013 les 28e Journées mondiales de la jeunesse à Rio de Janeiro. L'évènement, clôturé par une messe sur la plage de Copacabana, rassemble plus de trois millions de fidèles, dans une atmosphère festive, visant à concurrencer les Églises évangéliques vers lesquelles de nombreux catholiques brésiliens se sont détournés.
S'entretenant de façon imprévue avec la presse lors de son retour, il n'esquive aucune question, déclarant que la voie à l'ordination des femmes n'est pas d'actualité et que « si une personne est gay et qu'elle cherche le Seigneur avec bonne volonté, qui suis-je pour la juger ? Le catéchisme de l'Église catholique dit très bien qu'on ne doit pas marginaliser les homosexuels. Ils sont nos frères. Le problème n'est pas d'avoir cette tendance, c'est de faire du lobbying ».
Pour certains observateurs, cette approche d'une église catholique engageant le dialogue « avec le monde » contraste avec la position plus timide du théologien Benoît XVI, davantage tourné vers les problèmes éthiques et préconisant une Église plus pure, au risque d'en réduire le nombre de fidèles.

#### Voyage au Sri Lanka et aux Philippines
Dès l'élection du pape François, les Philippines ont cherché à faire venir le Pape visiter leur pays, et le cardinal Luis Antonio Tagle, en a fait l'invitation lors de l'inauguration du ministère pétrinien du Pape.
Le pape arrive au Sri Lanka le 13 janvier. Il y prend part à une rencontre inter-religieuse et procède à la canonisation du bienheureux Joseph Vaz, apôtre de Ceylan.
Le 15 janvier, il se rend aux Philippines. Le 16 janvier, il effectue une visite hors programme dans un centre de l'association ANAK-Tnk, où il salue 300 enfants des différents centres de la fondation qui lui avaient envoyé précédemment de nombreux courriers d'invitation à les visiter. À l'occasion de cette visite il rappelle que « Ces enfants pauvres parmi les pauvres sont le trésor de notre Église, ils sont nos maîtres ».
Le 17 janvier il effectue un aller-retour à Tacloban, archipel qui a été dévasté par un typhon quatorze mois auparavant ; cette visite a par ailleurs dû être écourtée en raison de l'arrivée d'une tempête tropicale. Le 18 janvier il célèbre à Manille une messe devant plus de 6 millions de personnes ce qui représente la plus grande messe de toute l'histoire, la dernière étant celle de Jean-Paul II au même endroit en 1995. Dans cette messe géante, François a demandé aux six millions de catholiques philippins réunis d'être « missionnaires » en Asie, où l'Église ne représente que 3,2 % de la population. Selon le cardinal de Manille Luis Antonio Tagle, le pape François lui a confié pendant le voyage qu'il voyait « l'Asie comme l'avenir de l'Église ».

#### Voyage en Irak
Le week-end du 6 au 7 mars 2021, le souverain pontife fait un voyage en Irak, pour soutenir les catholiques de ce pays. Ceci est un geste symbolique et risqué puisque terroristes et délinquants sont présents et donc tout risque de bombardement ou d’attentat n’est pas exclu.

#### Visites en Italie

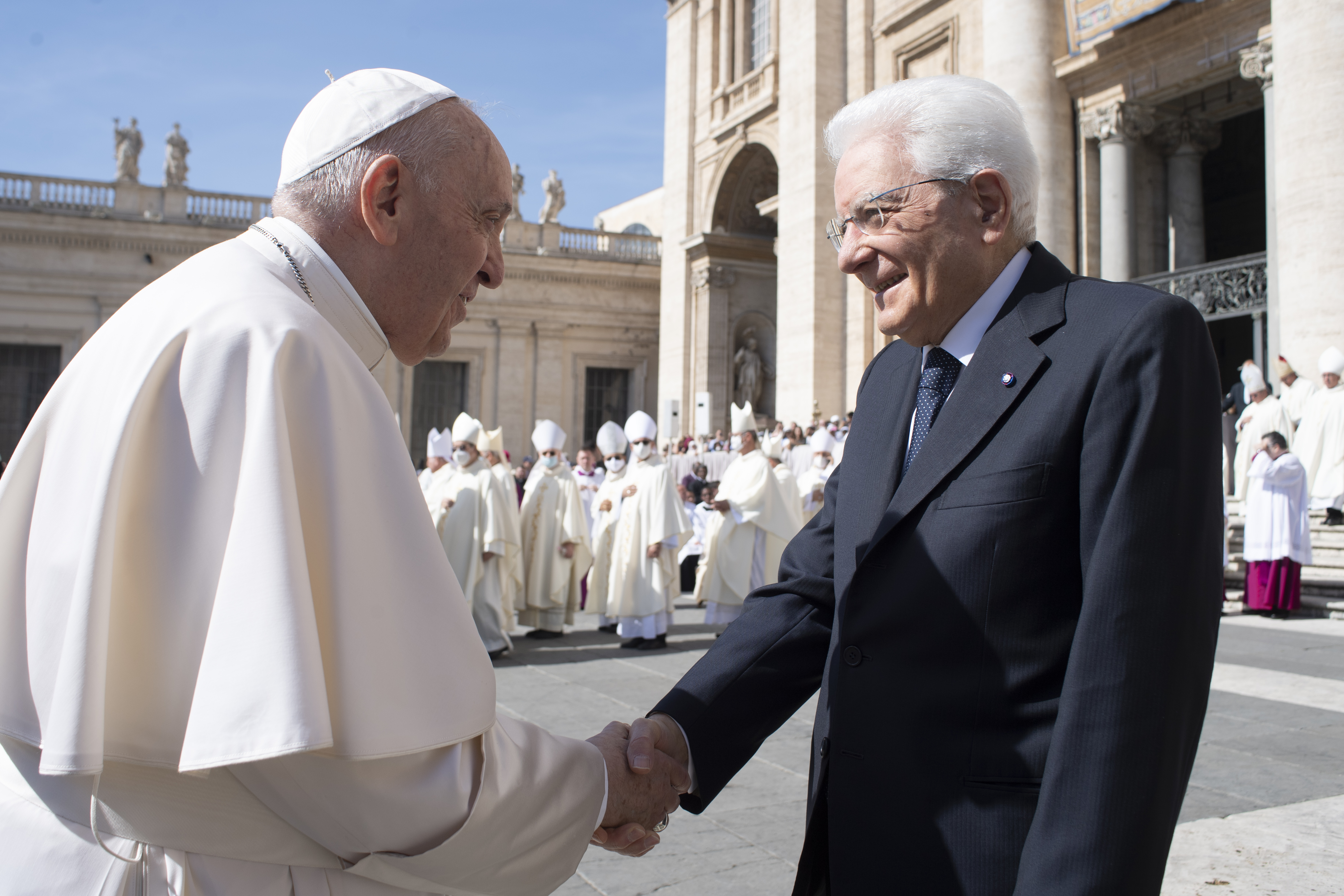
Pape françois avec le président italien Sergio Mattarella, le 15 mai 2022.

Le 8 juillet 2013, le pape se rend sur l'île italienne de Lampedusa située au large de la Tunisie, porte d'entrée en Europe pour de nombreux migrants africains. Cette visite, décidée quelques jours auparavant en réponse à une recrudescence d'arrivée de migrants, se déroule avec un protocole très allégé, sans représentant du gouvernement italien ni représentant de l'épiscopat italien autre que l'évêque du lieu. Elle a pour objectif d'attirer l'attention du monde sur la situation des migrants et fustiger « La culture du bien-être » qui rend les hommes « insensibles aux cris d'autrui (…) et aboutit à une globalisation de l'indifférence ».
Le 5 juillet 2013, c'est à nouveau une région pauvre de l'Italie méridionale, le Molise, qu'il visite. Ce déplacement est motivé notamment par l'ouverture de l’année jubilaire célestinienne, en mémoire du pape Célestin V dont on célèbre le huit-centième anniversaire de la naissance et qui est resté dans l'histoire pour avoir renoncé à la charge pontificale.
Le 22 septembre 2013, le pape effectue une visite pastorale à Cagliari en Sardaigne. Les questions liées à la dignité humaine face aux épreuves que constituent la maladie, le chômage ou la précarité sont au centre de ce voyage dans une région durement frappée par la crise économique.
Quelques jours plus tard, le 4 octobre 2013, en la fête de Saint François, le pape reprend son bâton de pèlerin et se rend à Assise, pour un déplacement à portée plus spirituelle sur les traces de celui dont il a pris le prénom.
Le 21 juin 2014, le pape se rend en visite pastorale en Calabre dans le diocèse de Cassano all'Ionio, diocèse dont l'évêque n'est autre que Nunzio Galantino, secrétaire général de la CEI. Dans cette région marquée par la puissance de la 'Ndrangheta, la mafia calabraise, il est allé à la rencontre des détenus de la prison de Castrovillari, puis a rencontré le clergé du diocèse à la cathédrale, avant de célébrer une messe devant 250 000 fidèles au cours de laquelle il déclare « La Ndrangheta est ceci : adoration du mal et mépris du bien commun. […] Ceux qui dans leur vie suivent cette voie du mal, comme le sont les mafieux, ne sont pas en communion avec Dieu : ils sont excommuniés ». Cette excommunication intervient trois mois après la veillée à Rome avec les victimes de la mafia italienne au cours de laquelle il avait imploré les mafieux pour qu’ils changent de comportement.
Les 21 et 22 juin 2015, François se rend à Turin à l'occasion de l'ostension du Saint-Suaire. Trois jours après la publication de l'encyclique Laudato si', il lance de nouveau un appel à dire « « non » à une économie du déchet » et au contraire à prêter attention aux plus pauvres, aux plus faibles et aux migrants. Ce voyage est aussi pour lui une occasion de retrouver ses racines piémontaises et de rencontrer une partie de sa famille résidant à Turin.
Le 10 novembre 2015, il se rend à Florence et Prato à l'occasion du 5e congrès ecclésial italien. Le 20 septembre 2016, il se déplace à Assise pour la clôture de la 30e journée mondiale de prière pour la paix, en présence de nombreux dignitaires d'autres religions.
Le 25 mars 2017, le pape effectue une visite à Milan, initialement programmée en 2016 et repoussée en raison du Jubilé de la Miséricorde, où il visite un quartier populaire avant de rencontrer le clergé et les séminaristes du plus grand archidiocèse d'Europe au Duomo puis de partager le déjeuner des détenus de la prison San Vittore. Plus tard dans la journée, il célèbre une messe à Monza devant un million de fidèles et rencontre les jeunes rassemblés au stade San Siro.
Huit jours plus tard, le 2 avril 2017, il se rend à Carpi en Émilie-Romagne, dans une région lourdement touchée par un séisme en 2012.
Le 28 avril 2024, il rend visite aux détenues de la prison pour femmes de l'île de la Giudecca, où se trouve le Pavillon du Saint-Siège de la 60e Exposition Internationale d'Art, une première fois pour un pontife à la Biennale de Venise, puis a célébré la messe sur la Place Saint-Marc.

#### Voyage à Bahreïn
Du 3 au 6 novembre 2022, François visite Bahreïn. Il s'adresse au forum de Bahreïn pour le dialogue, rencontre des chefs religieux et célèbre une messe pontificale publique. En outre, il rencontre le roi de Bahreïn Hamed ben Issa Al Khalifa et d'autres autorités gouvernementales bahreïnies. François s'exprime au sujet des droits de l'homme à Bahreïn, exhortant notamment le pays à garantir des conditions de travail « sûres et dignes » pour ses travailleurs migrants.

#### Déplacements en France
Le pape François se rend en 2014 à Strasbourg, au Parlement européen et au Conseil de l’Europe.
Le pape François se rend à Marseille les 22 et 23 septembre 2023 pour participer aux derniers travaux de la 3e rencontre des évêques de la Méditerranée, qui se tient dans la ville française du 17 au 24 septembre. Le saint-père est accueilli par la Première ministre Élisabeth Borne. Dans l'après-midi, il se rend à la basilique Notre-Dame-de-la-Garde pour la prière mariale avec le clergé diocésain, puis participe à un moment de réflexion avec les chefs religieux[Qui ?] près du mémorial dédié aux marins et migrants perdus en mer, où il dépose une couronne de fleurs. Le samedi matin, après une rencontre privée avec quelques personnes en précarité à la Maison des Missionnaires de la Charité à Saint-Mauront, quartier le plus pauvre de Marseille, le pontife se rend au palais du Pharo pour présider la séance finale de la réunion des évêques de la Méditerranée. À la fin, il rencontre le président de la République française Emmanuel Macron, avec le traditionnel échange de cadeaux. Dans l'après-midi, le pape célèbre une grande messe en public au stade Vélodrome, en présence notamment du président français Emmanuel Macron. Cette messe historique réunit près de 60 000 personnes.
Le pape François se rend le 15 décembre 2024 à Ajaccio où ont lieu plusieurs bains de foules tout au long de la journée. Il bénit à l'occasion un certain nombre d'enfants sur son trajet. Il célèbre une messe géante à laquelle assistent environ dix mille personnes. Le pape appelle à la paix au Moyen-Orient en citant la Palestine, Israël, le Liban et la Syrie mais aussi les peuples ukrainien et russe. Il a un message de soutien à l'égard de l'archipel de Mayotte, touché par le cyclone Chido. Son séjour se termine par un entretien privé avec le président Emmanuel Macron.

### Crise du coronavirus
Le 10 mars 2020, contrairement aux consignes données par les États et les autorités sanitaires, le pape appelle les prêtres à avoir « le courage » de rencontrer les personnes atteintes par le Covid-19. Lors d’une messe à la Résidence Sainte-Marthe au Vatican, le 20 mars 2020, le pape explique, en s’appuyant sur le Catéchisme de l’Église catholique : « Si tu ne trouves pas de confesseur, il faut que tu t’adresses directement à Dieu [pour lui demander son pardon] » ; il précise la nécessité d’aller se confesser après la pandémie. Dans la basilique Saint-Pierre, lors de la messe des Rameaux, loin de la cérémonie romaine habituelle, il appelle à regarder « les vrais héros », à savoir « ceux qui se donnent eux-mêmes pour servir les autres ». Le 20 mars 2020, il annonce le lancement de la Commission COVID-19 du Vatican sous l'égide du Dicastère pour le service du développement humain intégral, pour penser l'après-Covid,.

### Enseignements

#### Encycliques

##### Lumen fidei

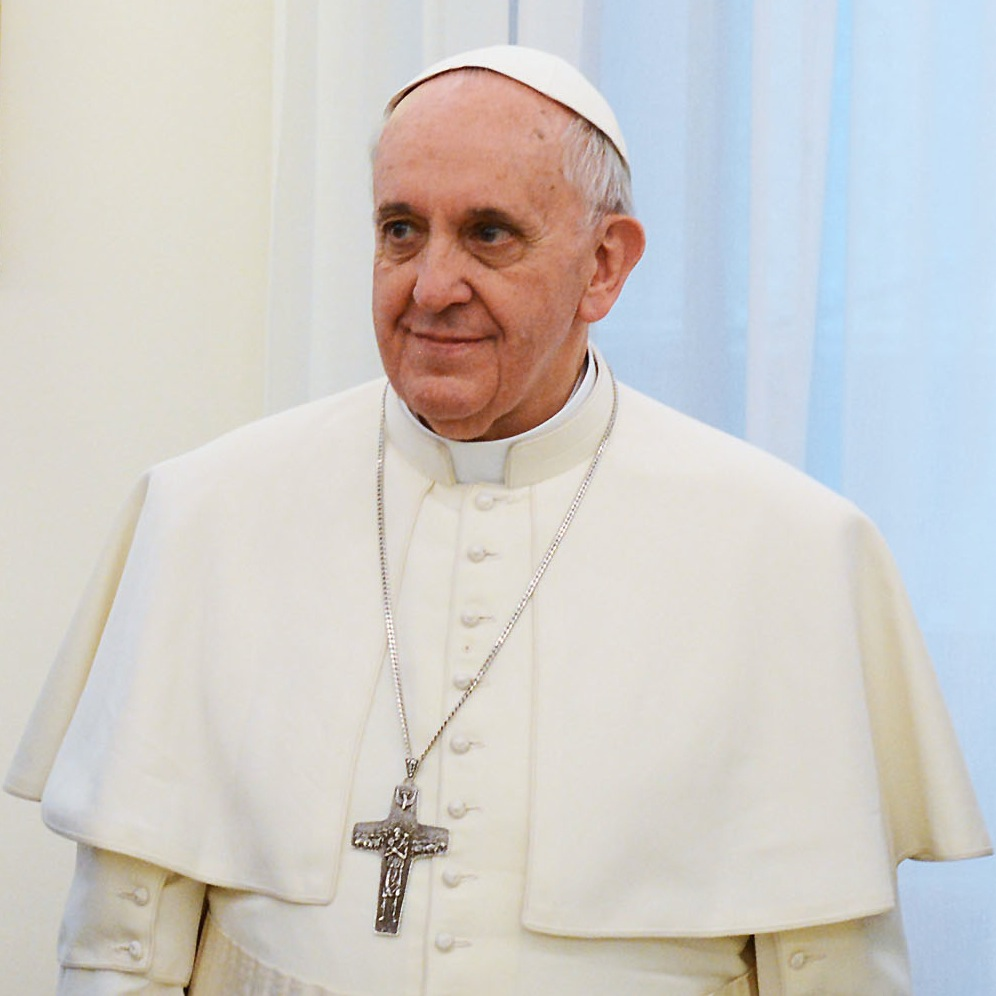
François à Rome, le 18 mars 2013.

La première encyclique du pape François intitulée Lumen fidei (« la lumière de la foi ») est présentée le 5 juillet 2013. Cette encyclique, signée de François, est le fruit d'un travail largement entamé sous le pontificat de Benoît XVI, travail repris et complété par le nouveau pape. Publiée au cours de l'année de la foi, elle forme avec les encycliques de Benoît XVI Deus caritas est et Spe salvi une trilogie sur les vertus théologales (charité, espérance et foi).

##### Laudato si
Sa deuxième encyclique, Laudato si' (« Loué sois-tu ! ») est présentée le 18 juin 2015. Quelques mois avant la conférence de Paris sur les changements climatiques, c'est la première encyclique à traiter spécifiquement des questions liées à la sauvegarde de la Création, à l'écologie intégrale et au développement durable. Dans cette encyclique, il constate les effets des activités humaines sur l'environnement (réchauffement climatique…), critique le court-termisme de notre civilisation, voit dans « la globalisation du paradigme technocratique » la cause de la crise écologique actuelle, se préoccupe de l'« inégalité planétaire » entre les pays du Nord et les pays du Sud et notamment des pays les plus pauvres, se montre attentif aux besoins des générations futures.
Cette encyclique est considérée par le CERAS comme le document magistériel le plus important depuis le concile Vatican II.
À l'occasion de cette encyclique, la revue Forbes rappelle alors que, comparé aux candidats à la présidence des États-Unis, le pape est le seul a posséder une expérience scientifique, le seul à exercer des responsabilités sur une population plus vaste que celle des États-Unis, et le seul à se fixer une feuille de route concernant l'équilibre durable de la Terre et de toute forme de vie existant dessus.
Pour Gérard Leclerc, il « s’engage très fort, avec l’Église entière, en faveur d’une remise en cause drastique des fondamentaux de la civilisation industrielle ».

##### Fratelli tutti
L'encyclique Fratelli tutti est signée le 3 octobre 2020 et publiée le lendemain, en la fête liturgique de François d'Assise. Rédigée à Rome, elle est symboliquement publiée depuis le Sacro Convento d'Assise et porte sur la fraternité et l'amitié sociale,. Dans ce document de 287 paragraphes, le pape s'insurge en particulier contre « le dogme néolibéral […], une pensée pauvre, répétitive […], qui poursuit comme objectif principal le gain facile [et] continue à faire des ravages » et promeut, en contrepoint, plusieurs figures de fraternité : François d'Assise, mais aussi Martin Luther King, Desmond Tutu, Mohandas Karamchand Gandhi ou Charles de Foucauld,.

##### Dilexit nos
L'encyclique Dilexit nos est publiée le 24 octobre 2024.

#### Lettres d’exhortation apostolique
Sa première lettre d'exhortation apostolique, Evangelii gaudium (« La joie de l'Évangile »), est émise le 24 novembre 2013. Cette exhortation veut montrer que l'évangélisation est constitutive de l'Église et de la vie chrétienne et indique des points non négociables : le « sacerdoce réservé aux hommes » et la dignité des enfants à naître, autrement dit le refus de tout avortement. « On ne doit pas s’attendre à ce que l’Église change de position sur cette question », prévient-il.
Sa seconde lettre d'exhortation apostolique, Amoris laetitia (« La Joie de l'amour ») est émise le 19 mars 2016 et conclut les Synodes sur la famille de 2014 et 2015. Elle donne la position actuelle de l'Église catholique sur la famille et la vie conjugale, et définit le discernement pour l'accès aux sacrements pour des divorcés remariés. Le pape y décrit notamment les attitudes pour un amour épanoui, et des thèmes comme la sexualité et l’érotisme, en soulignant pour la première fois l'importance de l'éducation sexuelle des enfants par les parents. Il y dessine « un paysage radicalement nouveau dans le champ de la théologie et de la pastorale catholique du couple et de la famille », qui soulève sur certains aspects de nombreuses critiques au sein de la partie conservatrice de l'Église catholique.
Gaudete et exsultate, en date du 19 mars 2018 et publiée le 9 avril suivant traite de « l'appel à la sainteté dans le monde actuel ».
Christus vivit (« Il vit, le Christ »), émise le 25 mars 2019, traite de la jeunesse dans le monde à la suite du synode des 3-28 octobre 2018 et ayant pour thème « les jeunes, la foi et le discernement des vocations ».
Le 12 février 2020 est publiée l'exhortation apostolique Querida Amazonia, qui fait suite au Synode des évêques sur l'Amazonie tenu à Rome en octobre 2019.
Laudate Deum est signée le 3 octobre 2023 et publiée le lendemain, en la fête liturgique de François d'Assise. Elle est la suite de Laudato si' et traite de l'écologie et du réchauffement climatique.

## Fin de vie et décès

### Dégradation de sa santé
Dès son élection, la santé du pape François est réputée fragile, notamment à cause de l'ablation partielle de son poumon droit dans sa jeunesse.

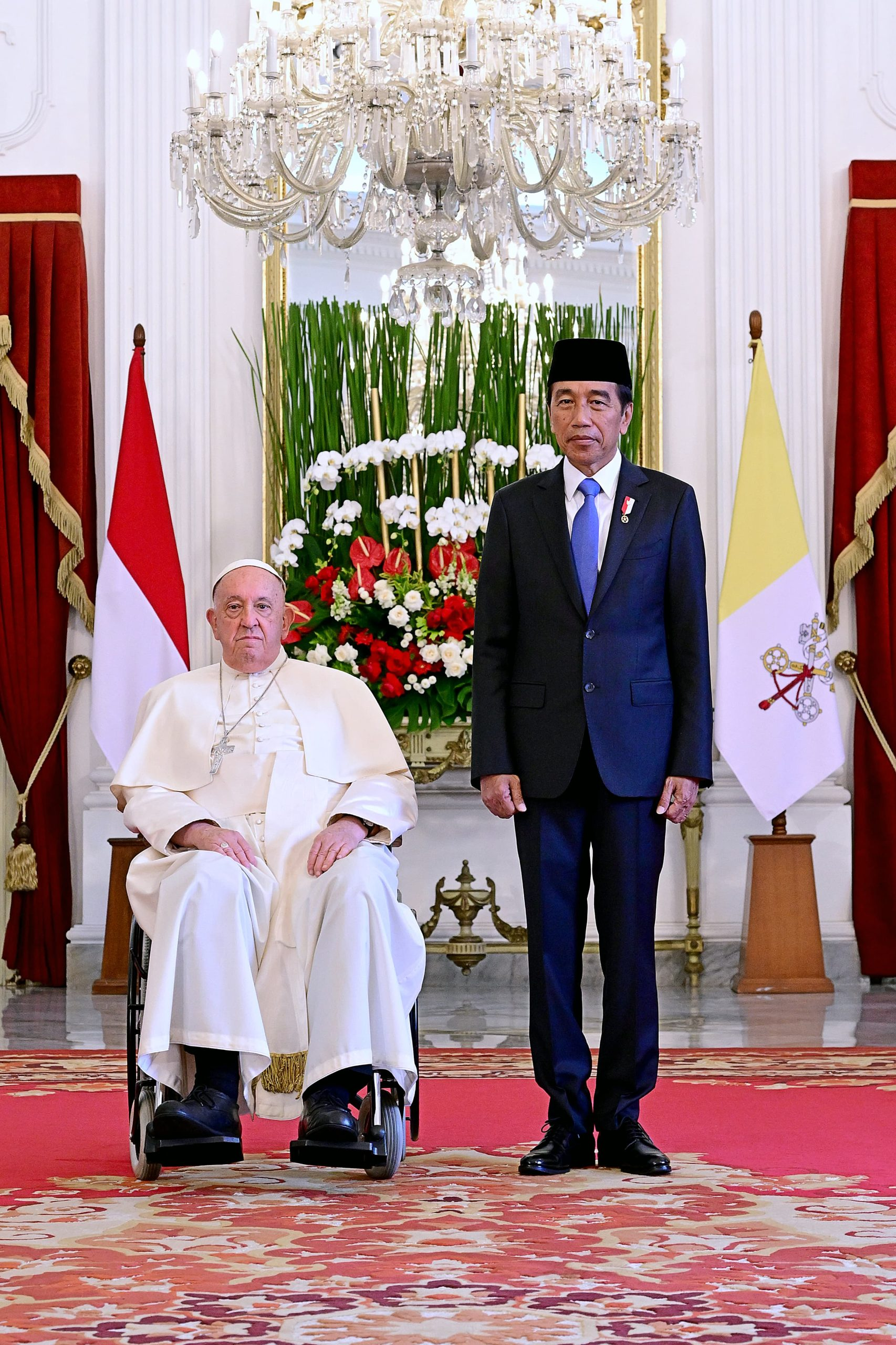
Le pape François avec Joko Widodo, président de la république d'Indonésie (Jakarta, 4 septembre 2024).

Il subit plusieurs hospitalisations à partir de 2021, notamment pour des difficultés respiratoires,. En outre, en raison principalement d'une affection inopérable du genou, sa mobilité se réduit : il se déplace avec une canne puis uniquement en fauteuil roulant,,.
Le 29 mars 2023, le Vatican annonce que le souverain pontife a été hospitalisé pour traiter une bronchite ; il revient au Saint-Siège le 1er avril. Par la suite, il est annoncé que le pape a en réalité souffert d'une pneumonie aiguë,,.
Deux mois plus tard, le 7 juin, le Vatican annonce que le pape va subir une intervention chirurgicale en raison d'un risque d'occlusion intestinale, et qu'il a été admis à l’hôpital Gemelli deux jours auparavant,. L'opération est un succès et le pape quitte l'établissement le 16 juin,.
Le 14 février 2025, le Vatican annonce pour la quatrième fois que le pape est hospitalisé, en raison d'une nouvelle bronchite. Deux jours plus tôt, il était apparu le visage gonflé et n'avait pas pu terminer sa catéchèse à cause d'un important essoufflement,. Le 18 février, le Vatican explique que le pape souffre d'une pneumonie bilatérale,. Le 22 février, le Saint-Siège annonce que l'état de santé du pape est « critique » et que son pronostic reste « réservé ». Il quitte l’établissement le 23 mars 2025 après plus d'un mois d'hospitalisation et est astreint à une période de convalescence d'au moins deux mois.
Le 25 mars, le journal italien Corriere della Sera rapporte que selon le médecin du pape, Sergio Alfieri, le pape a failli mourir deux fois durant cette hospitalisation et qu'il a été envisagé d'arrêter son traitement, afin qu'il puisse mourir paisiblement,.
Le 20 avril, jour de Pâques, le pape accorde un bref entretien à J. D. Vance, le vice-président des États-Unis, la dernière personnalité politique qu'il reçoit. Au cours de ce bref échange, le pape et Vance ont échangé « leurs vœux à l'occasion du jour de Pâques »,.
Peu après cette dernière rencontre officielle, et alors qu'il était incertain qu'il puisse le faire, le pape apparaît au balcon de la basilique Saint-Pierre et souhaite de joyeuses Pâques à la foule, puis sa bénédiction apostolique Urbi et orbi est lue par un collaborateur,.

### Mort et funérailles du pape
Le lundi 21 avril 2025, le pape François s'éteint à 7h35 du matin dans sa chambre de la résidence Sainte-Marthe, au Vatican, à l'âge de 88 ans et après 12 ans de pontificat,,. La mort survient suite à un accident vasculaire cérébral qui provoque un coma et une défaillance cardiocirculatoire irréversible. Le décès du pape est officiellement annoncé à 9h47 par le cardinal camerlingue Kevin Farrell, depuis la salle de presse du Saint-Siège. Dans la soirée, il est indiqué que « le décès a été constaté par enregistrement électrocardio-thérapeutique ».
Conformément à la constitution apostolique Universi Dominici gregis, le cardinal camerlingue procède immédiatement à la constatation officielle du décès en présence de l'archevêque Diego Ravelli, maître des célébrations liturgiques, du secrétaire et chancelier de la Chambre apostolique, ainsi que de ses prélats et clercs. Cette constatation se déroule dans la chapelle privée de François, selon sa volonté expresse. Le bureau et la chambre du pape sont aussitôt scellés par le cardinal Farrell, et l’anneau du pêcheur est retiré puis détruit selon la tradition. Les cloches de la basilique Saint-Pierre sonnent le glas pour annoncer au monde la mort du souverain pontife et le soir-même de son décès, le corps de François est mis en bière. Le mercredi 23 avril à 9h00, le cercueil est transporté en procession solennelle de la résidence Sainte-Marthe à la basilique Saint-Pierre, traversant une foule de fidèles rassemblés sur la place Saint-Pierre. Le corps du pape demeure ensuite exposé dans la basilique Saint-Pierre pendant quatre jours, permettant à plus de 250.000 fidèles venus du monde entier de lui rendre un dernier hommage.
Les funérailles du pape François se déroulent le samedi 26 avril à 10h00 sur le parvis de la basilique Saint-Pierre, au premier jour des novemdiales, la veille du dimanche de la divine Miséricorde. La liturgie est présidée par le cardinal Giovanni Battista Re, doyen du Collège cardinalice. Environ 400.000 personnes assistent à cette cérémonie, en présence de nombreux chefs d'État et de gouvernement. Conformément aux dernières volontés de François, qui avait refusé de reposer dans la basilique Saint-Pierre comme le veut la tradition, le cercueil est transporté vers la Basilique Sainte-Marie-Majeure pour l'inhumation. Après un cortège funèbre de 6 kilomètres salué par 150.000 personnes formant une haie d’hommage à travers Rome, le cercueil arrive sur le parvis de la basilique mariale vers 13h00, accueilli par un groupe d'une quarantaine de personnes en situation de précarité, notamment des sans-abris et des réfugiés. Dans la basilique, quatorze porteurs conduisent une dernière fois le cercueil au pied de l'icône de la Salus populi romani, à laquelle le pape était particulièrement attaché et qu'il avait visitée plus de 120 fois durant son pontificat.
Le pape François est ensuite enterré en privé, en présence de neuf cardinaux et de ses proches collaborateurs, sous une pierre tombale simple gravée du seul nom « Franciscus ». Il devient ainsi le premier pape depuis Léon XIII à ne pas être enterré au Vatican et le huitième à être inhumé à Sainte-Marie-Majeure, pour la première fois depuis Clément IX plus de 350 ans plus tôt.

Images de rites et des funérailles du pape François
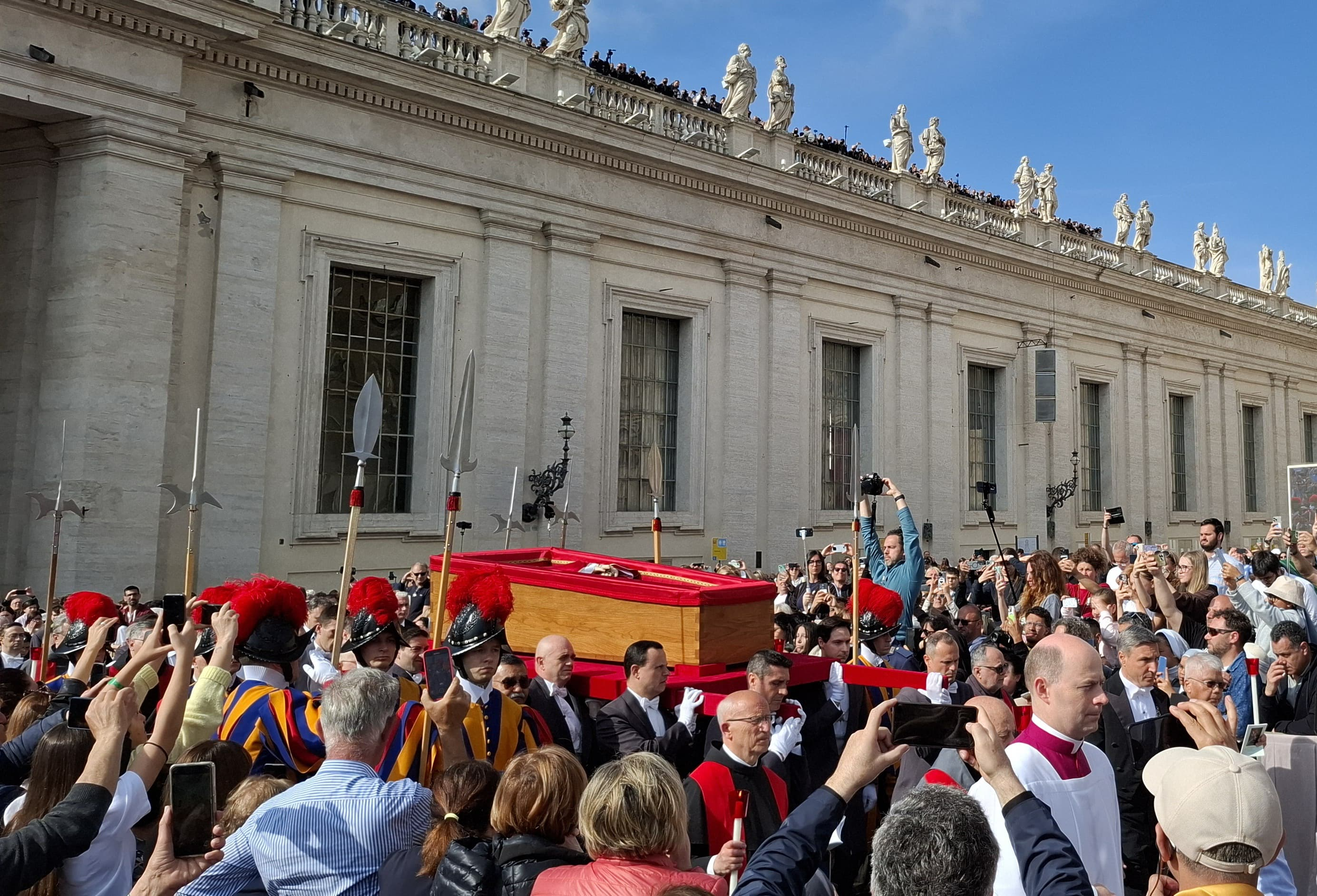
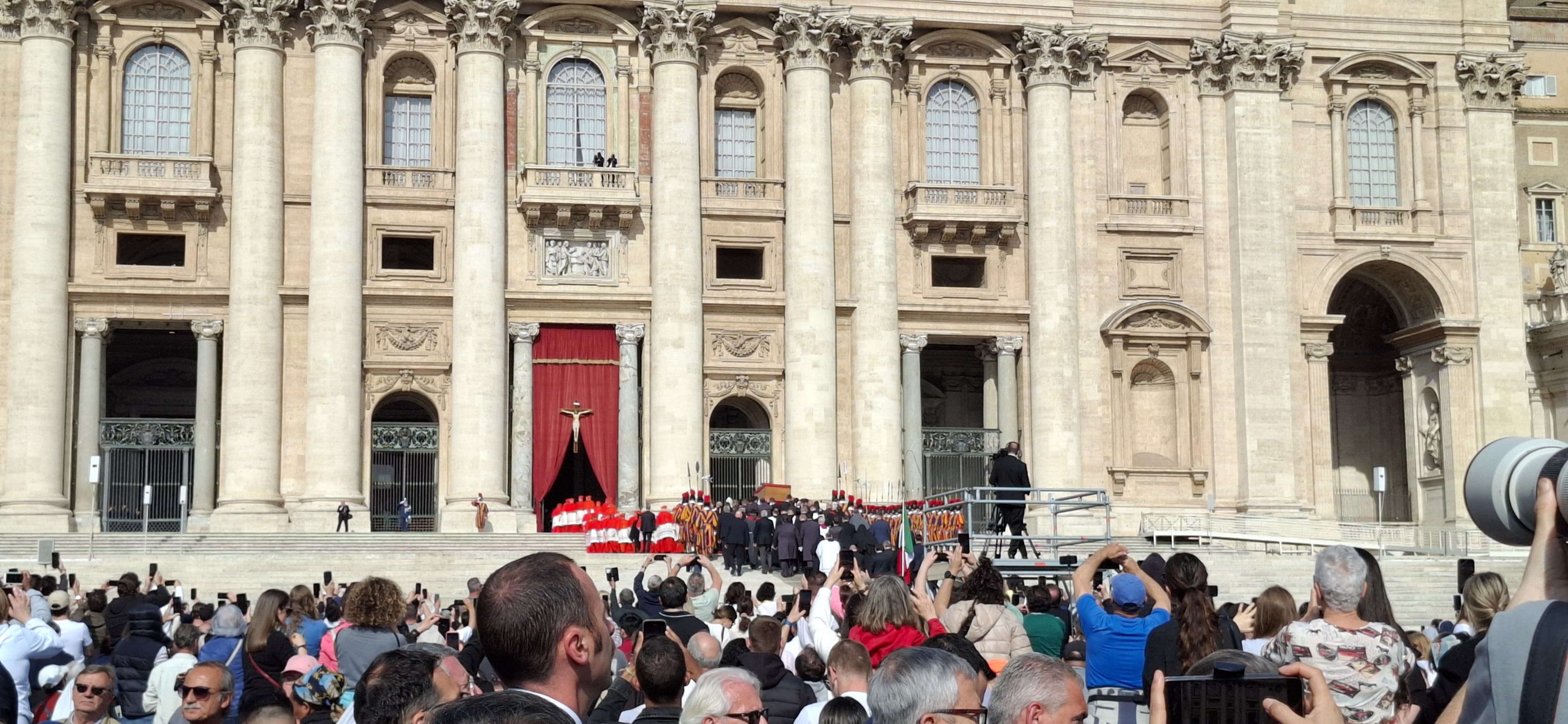
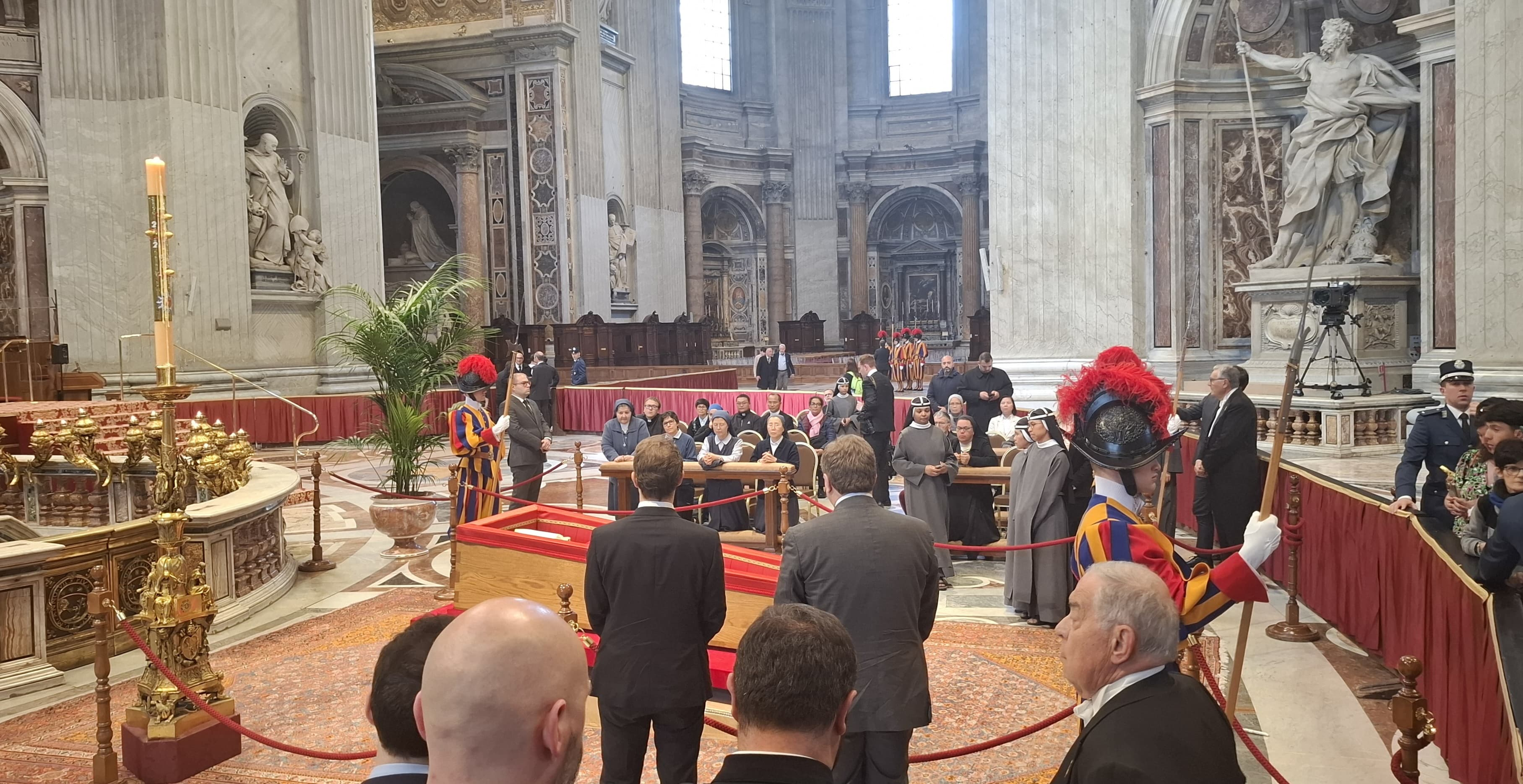
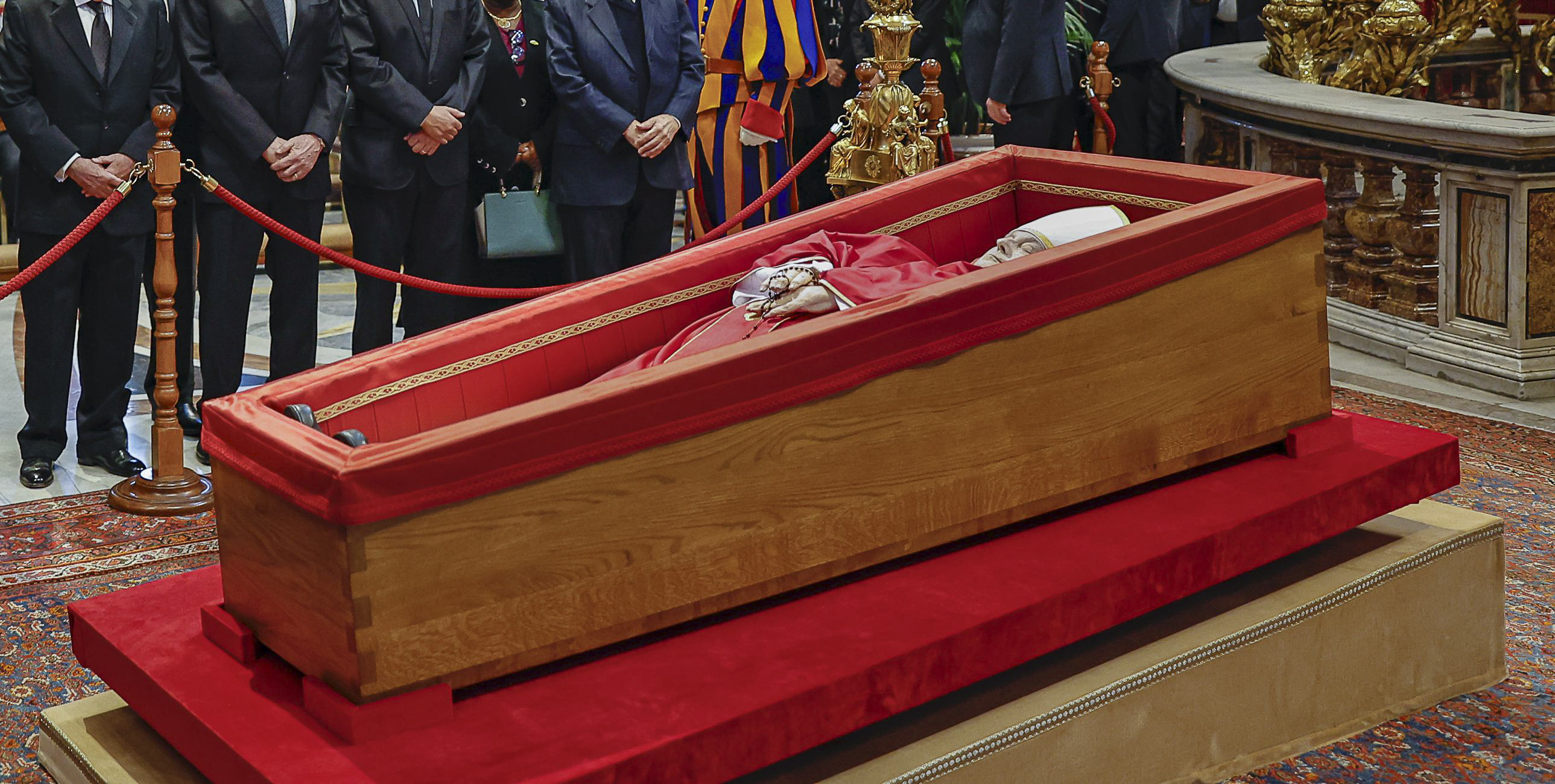
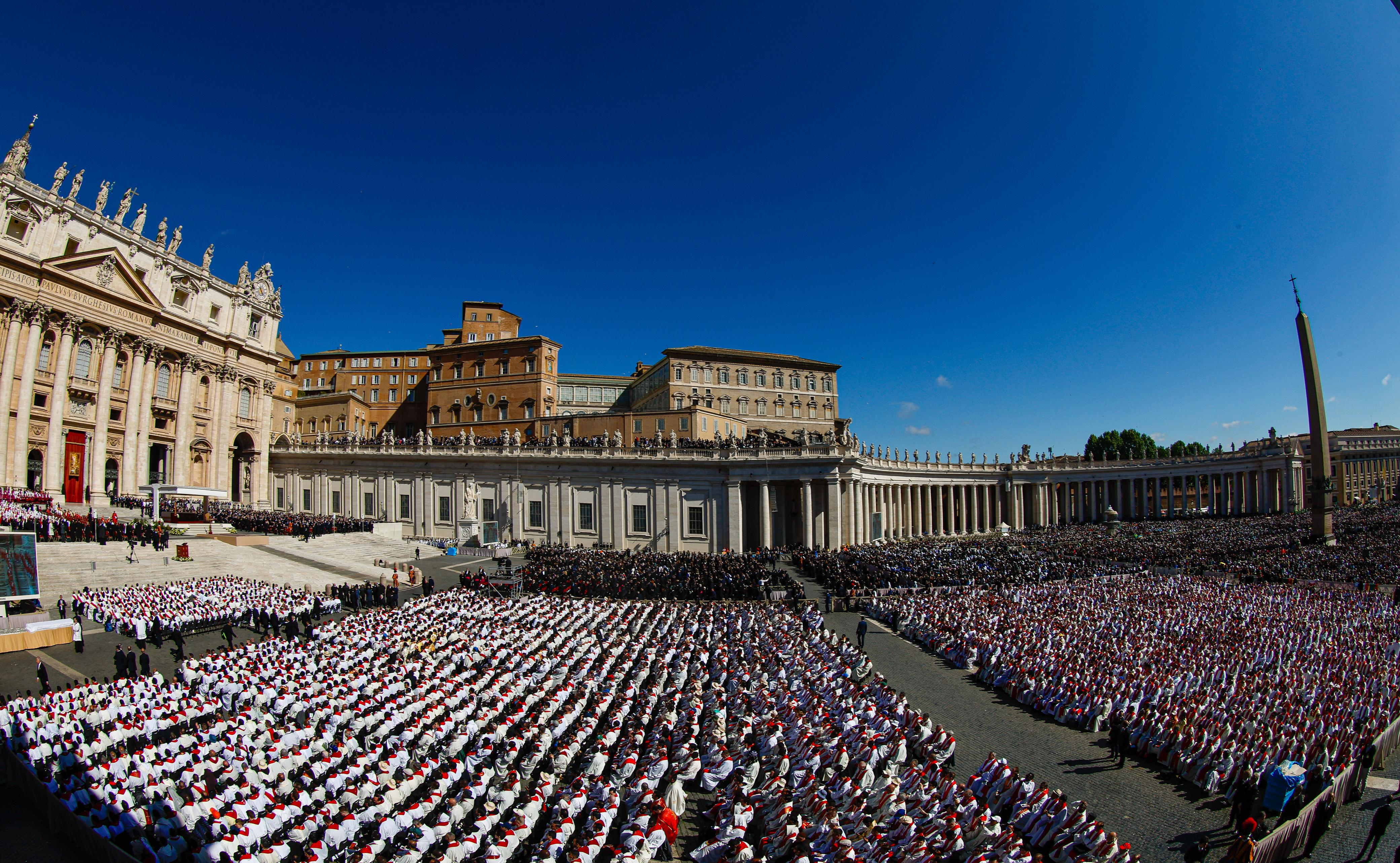
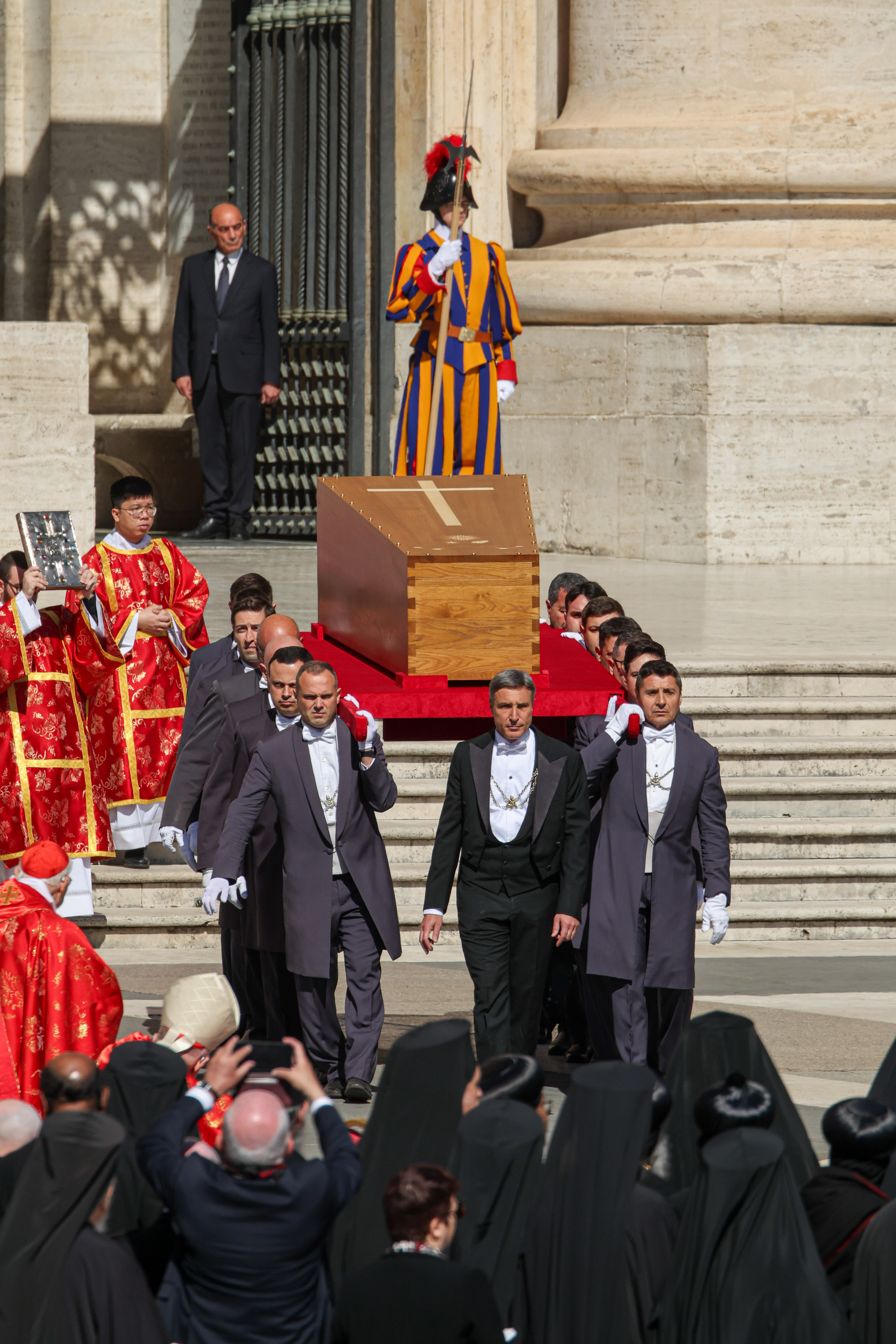
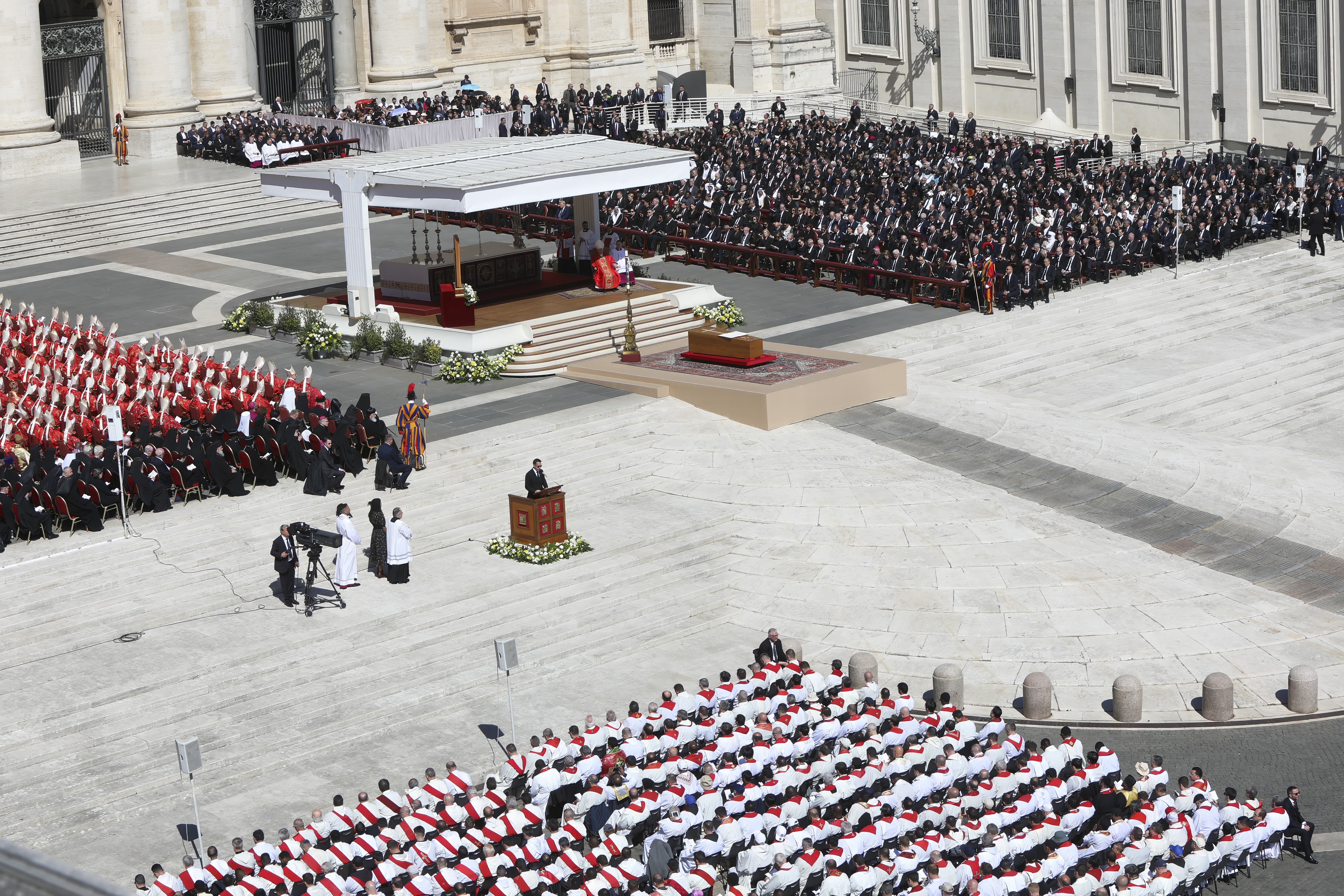
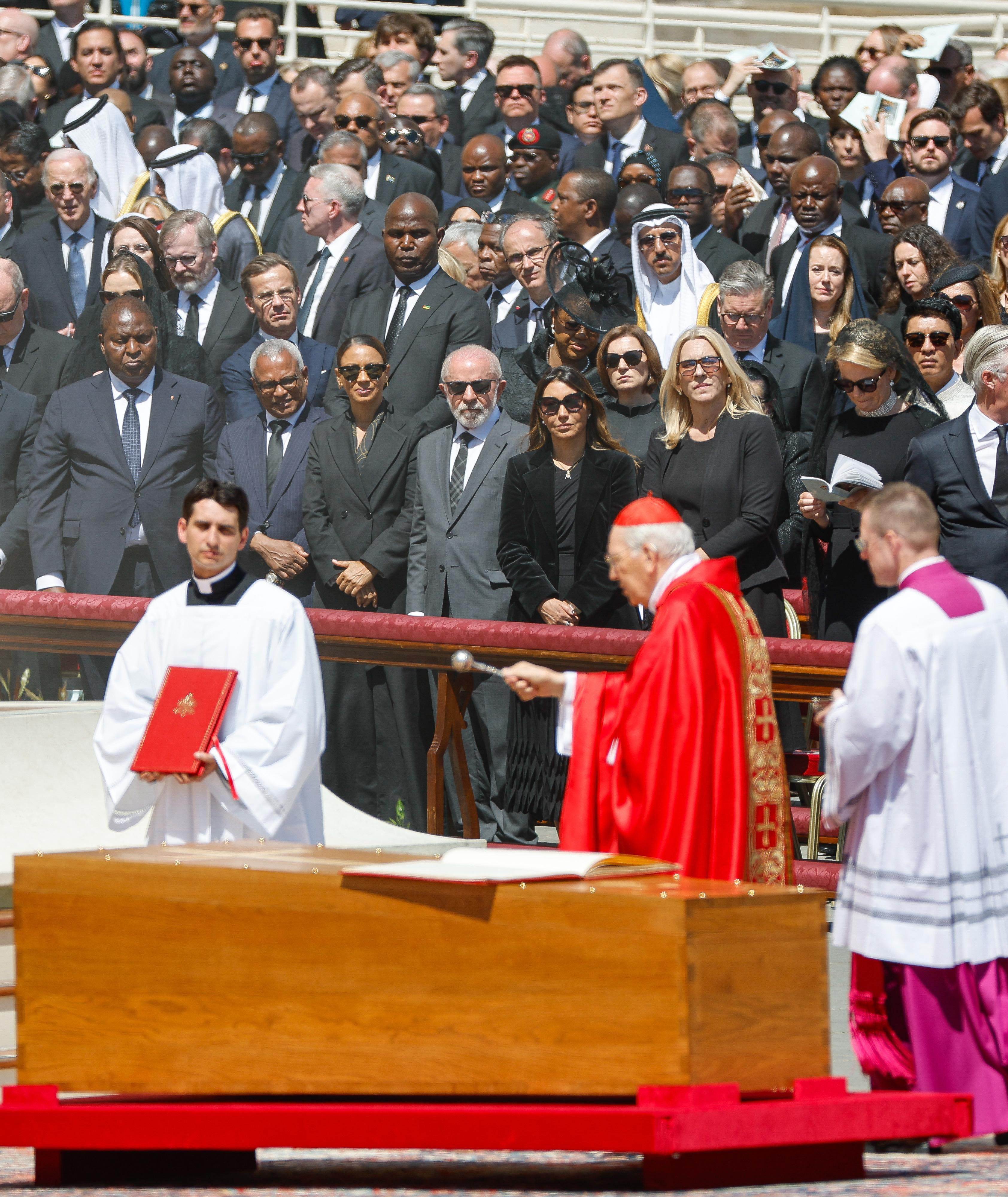
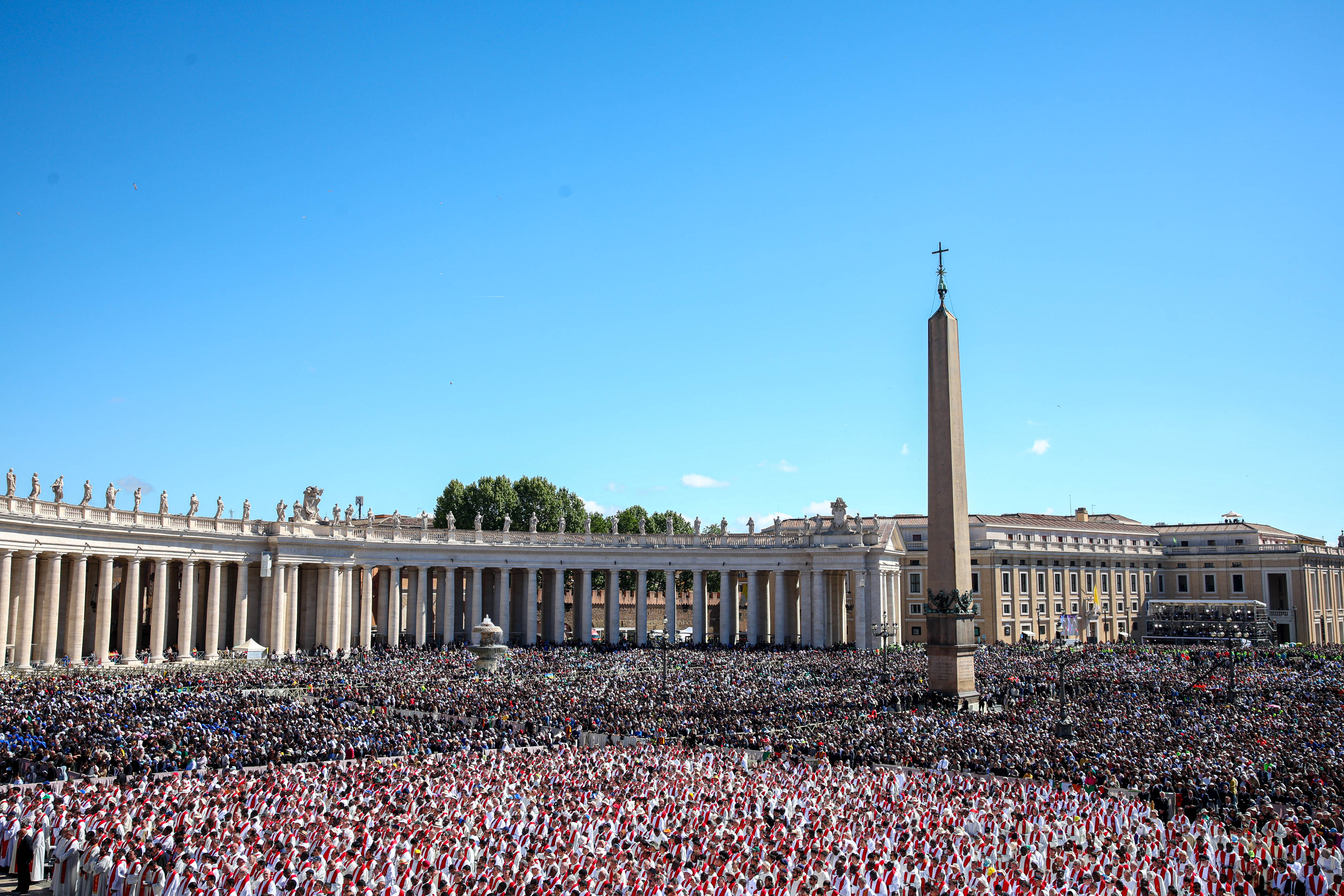
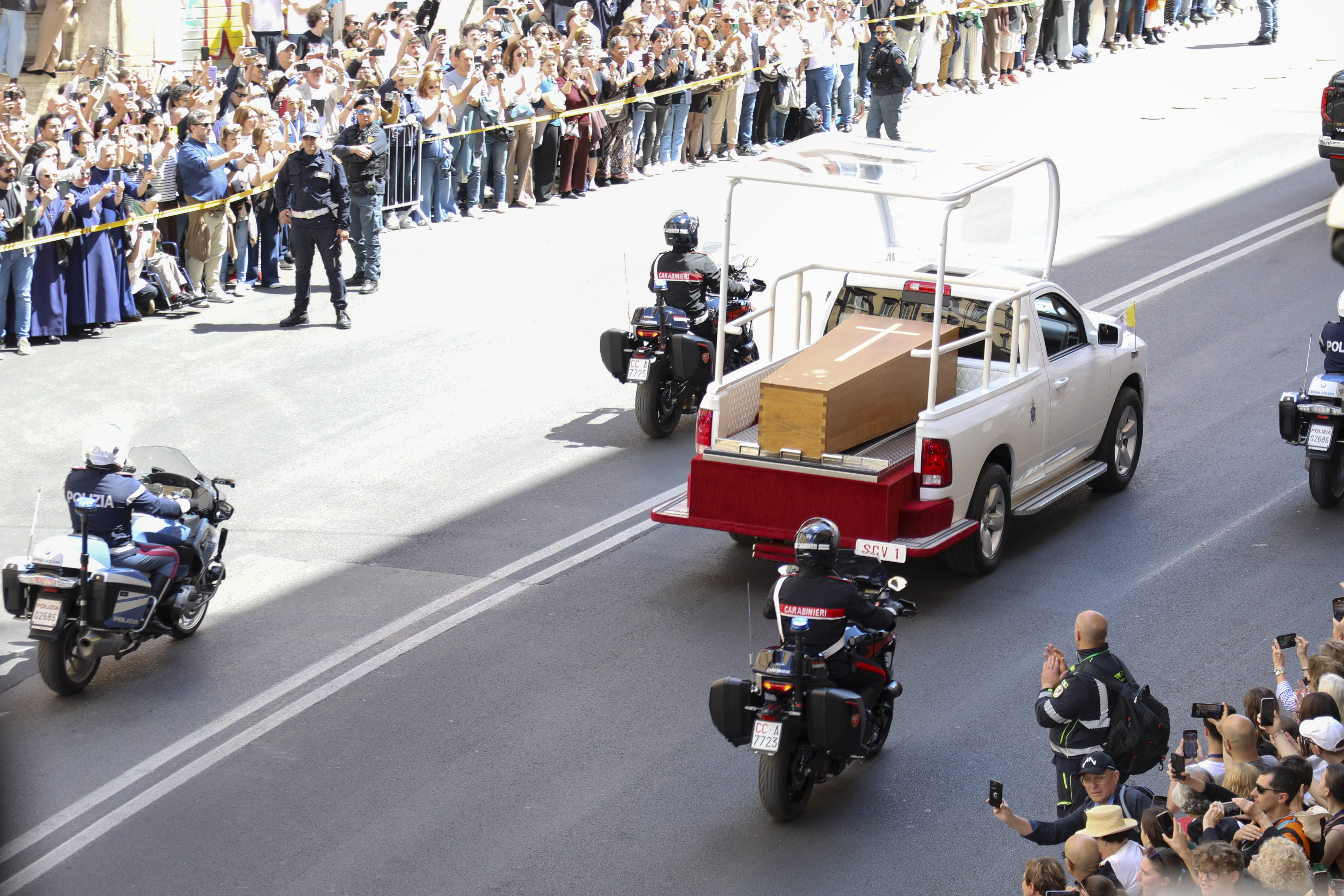

### Réactions internationales
À l'annonce de la mort du pape François, de nombreuses personnalités politiques et religieuses réagissent. Lui rendent ainsi hommage Giorgia Meloni, Emmanuel Macron, Javier Milei, Vladimir Poutine, Charles III,, Mark Carney, Luiz Inácio Lula da Silva, Volodymyr Zelensky, Recep Tayyip Erdoğan, Narendra Modi, Donald Trump, Tenzin Gyatso, Isaac Herzog, Mahmoud Abbas, Mohammed VI, Abdel Fattah al-Sissi, Pierbattista Pizzaballa.
De nombreux pays à travers le monde décrètent des deuils nationaux et mettent leurs drapeaux en berne durant plusieurs jours pour honorer sa mémoire,,.

## Succession au trône de Pierre
Le conclave pour élire le successeur du pape François débute le 7 mai 2025 dans la chapelle Sixtine et se termine le lendemain à 18h08, après quatre tours de scrutin répartis sur deux jours, avec l'élection du cardinal américain Robert Francis Prevost, qui devient le premier souverain pontife originaire des États-Unis et choisit le nom de Léon XIV.

## Idées et opinions avant et après son élection comme pape

### Pauvreté et inégalités économiques
Comme jésuite, Jorge Bergoglio a fait vœu de pauvreté. Comme archevêque et cardinal, il a mené une vie très simple, préférant par exemple emprunter les transports en commun plutôt qu'une voiture de fonction, et porté un intérêt particulier à la situation des pauvres. Il a accepté en 1999 d'être membre honoraire du Rotary Club de Buenos Aires.
En tant que cardinal, il a dénoncé le « libéralisme sauvage d'un monde globalisé », il lui est aussi arrivé d'aller passer la nuit dans un bidonville, chez l'un de ses prêtres menacé par les trafiquants de drogue. Sa devise Miserando atque eligendo (« En ayant pitié [en aimant] et en choisissant ») montre l'intérêt du cardinal Bergoglio pour le problème du rejet, de l'exclusion et de toutes les sortes de misères[source insuffisante].
En septembre 2009, s'exprimant au cours d'une conférence sur « la dette sociale de notre temps », il reprend le document de 1992 « Documento de Santo Domingo » du Conseil épiscopal latino-américain, en disant que « la pauvreté extrême et les structures économiques injustes qui causent de grandes inégalités » sont des violations des droits de l'homme,,. Il décrit également la dette sociale comme « immorale, injuste et non légitime ».
En 2013, plusieurs médias argentins et américains l'accusent d'être marxiste. Il s'en défend dans une interview à La Stampa, indiquant que « l'idéologie marxiste est erronée, mais dans ma vie j'ai rencontré de nombreux marxistes qui étaient des gens bien », dénonçant toutefois le fétichisme de l'argent et la dictature de l'économie sans visage et sans un but véritablement humain. Il défend par ailleurs un renforcement de l'État dans le contrôle de l'économie.
Ces propos surprennent alors qu'ils sont dans la ligne de la doctrine sociale de l'Église, qui a toujours promu la responsabilité personnelle et la liberté d'entreprise pourvu que ce ne soit pas au détriment de l'humain par exemple dans l'encyclique Centesimus Annus, alinéa 35 où l'Église catholique proposait déjà « une société du travail libre, de l'entreprise et de la participation, [qui] ne s'oppose pas au marché, et demande que le marché soit dûment contrôlé par les forces sociales et par l'État, de manière à garantir la satisfaction des besoins fondamentaux de toute la société » avant de déclarer que « le profit n'est pas le seul indicateur de l'état de l'entreprise. Il peut arriver que les comptes économiques soient satisfaisants et qu'en même temps les hommes qui constituent le patrimoine le plus précieux de l'entreprise soient humiliés et offensés dans leur dignité. Non seulement cela est moralement inadmissible, mais cela ne peut pas ne pas entraîner par la suite des conséquences négatives même pour l'efficacité économique de l'entreprise. »

### Discipline sacramentelle
En mai 2012, il critique sévèrement certains prêtres argentins qui — dans ce qu'il décrit comme un « néo-cléricalisme » détournant les sacrements de leur objet — refusent de baptiser les enfants de mères célibataires, affirmant que dénier le baptême aux enfants nés hors mariage est une forme de « gnosticisme hypocrite pharisien » qui éloigne les gens du salut. L'archevêque de Buenos Aires appelle au contraire le clergé à aller au-devant des familles éloignées de la pratique religieuse pour proposer le baptême ; avec ses confrères, il publie un guide sur « le baptême comme clef de la mission » pour proposer des moyens de vaincre les réticences,.
En 2014, pour la première fois dans l'histoire, le pape baptise l'enfant d'un couple non marié lors d'une cérémonie à la chapelle Sixtine, à Rome, et ce, durant la messe traditionnelle du Baptême du Seigneur avec 31 autres personnes, en commémoration du jour où Saint Jean a baptisé Jésus.

### Éducation sexuelle
Alors qu'il était encore cardinal en Argentine, il affirmait à un journaliste que l’Église n’est pas contre l’éducation sexuelle, même s'il admet que l'Église n'a pas toujours abordé cette question de manière appropriée :

« Je crois qu’il doit y en avoir durant toute la phase de croissance des enfants, adaptée à chaque étape. En réalité l’Église a toujours donné une éducation sexuelle, même si j’admets qu’elle ne l’a pas toujours fait de manière adéquate. Ce qui se passe c’est qu’actuellement un grand nombre de ceux qui agitent les drapeaux de l’éducation sexuelle la conçoivent comme séparée de la personne humaine. Au lieu de compter sur une loi pour l’éducation sexuelle, pour que la personne soit totale, pleine, pour l’amour, on tombe alors dans une loi pour la génitalité. Et notre objection est là. Nous ne voulons pas que la personne humaine soit dégradée. C’est tout ! »

### Euthanasie et avortement
Ainsi que le rappellent l'historien Hervé Yannou ou la revue jésuite America, le cardinal Bergoglio a toujours été « conservateur » sur le plan doctrinal, en particulier sur les questions familiales et éthiques relatives à la vie. Concernant l'euthanasie, suivant la doctrine traditionnelle de l’Église catholique, il s'y est opposé publiquement. Après l'approbation au Portugal du décret 43/XV sur la « mort médicalement assistée », il a renouvelé son opposition déterminée à cette évolution législative qu’il considère comme le signe d’une « culture du déchet » et d’une exclusion des personnes malades et âgées du champ de la vie en société.
Concernant l'avortement, il estime que c'est davantage un problème d'éthique, au-delà même du religieux, considérant qu'un être humain existe dès la « formation de son code génétique » : selon lui l'avortement est une privation du « premier des droits de l'homme, celui du droit à la vie. Avorter c'est tuer quelqu'un sans défense » et ce n'est « jamais une solution ». Il est ainsi opposé à l'avortement même en cas de viol de la mère, qualifiant de « lamentable » la loi argentine le dépénalisant, estimant avec la Conférence épiscopale argentine que lorsqu’on parle d’une femme enceinte, il s'agit de deux vies « qui doivent être préservées et respectées, car la vie est une valeur absolue ». Il explique : « La femme enceinte ne porte pas en elle une brosse à dents, ni une tumeur. La science enseigne que dès le moment de sa conception le nouvel être possède tout son code génétique. C’est impressionnant. Ce n’est donc pas une question religieuse, mais une question clairement morale avec des bases scientifiques, car nous sommes en présence d’un être humain ».

### Femmes et hommes: relation et rôles respectifs
« Sur la femme » est le titre du chapitre 13 du livre d’entretien avec le rabbin Abraham Skorka paru en 2010. À l’exemple de Jean-Paul II et du cardinal Ratzinger, Jorge Bergoglio se concentre sur la spécificité féminine. Il l'identifie à la figure de la mère tendre et accueillante. D’emblée c’est pour justifier l’impossibilité pour les femmes d’accéder à la prêtrise : « Dans le catholicisme, par exemple beaucoup de femmes conduisent une liturgie de la parole mais elles ne peuvent pas exercer le sacerdoce car dans le christianisme le souverain prêtre est Jésus, un homme. Et la tradition fondée théologiquement est que le sacerdoce passe par l’homme. La femme possède une autre fonction dans le christianisme, reflétée dans la figure de Marie. C’est elle qui accueille, qui contient, la mère de la communauté. La femme possède le don de la maternité, de la tendresse. »
Selon lui, ce rôle spécifique n’est pas le produit du machisme ; au contraire « si toutes ces richesses ne sont pas intégrées, une communauté religieuse se transforme en une société non seulement machiste mais aussi austère, dure et sacralisée ». Il déplore la « tentation machiste » dans l’Église qui a empêché de rendre visible la place des femmes dans la communauté. Il ajoute que « le fait que la femme ne puisse pas exercer le sacerdoce ne signifie pas qu’elle soit moindre qu’un homme » car Marie est « supérieure aux apôtres ».
Concernant la place des femmes dans la société, il déplore qu’au cours de l’histoire la femme « a été la plus frappée » et qu'elle a été traitée comme « un objet d’usage, une marchandise, une esclave et reléguée au second plan » malgré l’exemple des femmes héroïques de la Bible telles Ruth ou Judith. Mais il critique la « philosophie féministe ». Maintenant que « les féministes du XXe siècle ont obtenu ce qu’elles voulaient », placer les femmes dans une « lutte revendicative » leur ferait courir le risque d’un « machisme en jupons ».

### Homosexualité et mariage homosexuel
Le cardinal Bergoglio s'est opposé, en vain, au projet de loi argentin de mariage entre personnes de même sexe.
Ses positions ont pour cadre l'enseignement de l'Église catholique qui appelle au respect des personnes homosexuelles (« Ils doivent être accueillis avec respect, compassion et délicatesse. On évitera à leur égard toute marque de discrimination injuste ») mais désapprouve les actes homosexuels comme « intrinsèquement désordonnés[précision nécessaire] » car ils « ferment l'acte sexuel au don de la vie ». Il entend défendre « l'identité et la survie de la famille : père, mère et enfants » contre « le dessein du Démon, responsable du péché en ce monde, qui cherche sournoisement à détruire l’image de Dieu : un homme, une femme, qui reçoivent le mandat de croître, de se multiplier, et de dominer la terre. Ne soyons pas naïfs : il ne s’agit pas seulement d’un combat politique ; il s'agit de la prétention de détruire le plan de Dieu ». La présidente argentine Cristina Kirchner a jugé que les expressions « guerre de Dieu » et « projets du démon » « renvoient à l'époque de l'Inquisition, aux temps médiévaux ».
Le 5 juillet 2010, il adresse une lettre au responsable de la Commission épiscopale pour les laïcs afin de soutenir la manifestation qu'il a initiée contre le projet de loi. Il le félicite car cette manifestation « ne sera pas dirigée contre des personnes étant donné que nous ne voulons pas juger ceux qui pensent et ressentent différemment que nous ». Il présente « l'union d'un homme et d'une femme comme une réciproque réalisation, attention et soin et comme le chemin naturel pour la procréation. Cela confère au mariage une transcendance sociale et un caractère public. Le mariage précède l'État, il est le socle de la famille, la cellule de la société, antérieure à toute loi et même à l'Église. Par conséquent, l'adoption du projet de loi serait un grave recul anthropologique. Le mariage (formé d'un homme et d'une femme) n'est pas la même chose que l'union de deux personnes de même sexe. Distinguer n'est pas discriminer, mais respecter […] Nous ne pouvons pas enseigner aux générations futures qu'il est équivalent de se préparer à développer un projet familial fondé sur un engagement de relation stable entre un homme et une femme, que de vivre avec une personne du même sexe […] ».
Dans un livre de dialogue avec le rabbin Abraham Skorka publié en décembre 2010 sous le titre Sobre el cielo y la tierra, Jorge Bergoglio estime que « dans une union de type privé, ne sont affectées ni tierce personne ni la société. Maintenant si on lui donne le statut matrimonial et que l’adoption reste autorisée, les enfants pourraient être affectés. Toute personne a besoin d'un père masculin et d'une mère féminine qui l'aident à former son identité ».
Le théologien Leonardo Boff rapporte néanmoins que le cardinal aurait « approuvé expressément qu'un couple d'homosexuels adopte un enfant ».
Quant au biographe de l'archevêque, Sergio Rubín, il explique que le cardinal, conscient de la difficulté de s'opposer au mariage gay, avait initialement voulu inciter les évêques à militer en faveur de l'union civile et ce n'est qu'à la suite du refus de sa conférence épiscopale qu'il s'était engagé dans une lutte plus âpre, sans succès.
Dans une interview accordée en septembre 2013 aux revues jésuites, François se refuse à condamner les personnes homosexuelles en tant que telles, déclarant : « L'ingérence spirituelle dans la vie des personnes n'est pas possible. Un jour, quelqu'un m'a demandé d'une manière provocatrice si j'approuvais l'homosexualité. Je lui ai alors répondu avec une autre question : « Dis-moi : Dieu, quand il regarde une personne homosexuelle, en approuve-t-il l'existence avec affection ou la repousse-t-il en la condamnant ? » Il faut toujours considérer la personne ».
Interrogé sur le droit de refuser de célébrer un mariage homosexuel, il a considéré le 28 septembre 2015 que le droit d'objection de conscience était un « droit humain ».
Le 26 août 2018, au cours de la traditionnelle interview à bord de l'avion le ramenant de son voyage en Irlande, le pape répond à la question du journaliste Javier Romero du groupe Rome Reports TV portant sur « ce qu’il conseillerait à un père auquel son enfant confie son homosexualité ». Un extrait de sa réponse : « Quand cela se manifeste dès l'enfance, il y a beaucoup de choses à faire par la psychiatrie, pour voir comment sont les choses. » est alors relayée par la presse et suscite ainsi une vive polémique, le Vatican modifie le lendemain la déclaration du pape précisant que le pape n'a pas voulu évoquer une maladie psychiatrique, mais que « quand le pape se réfère à psychiatrie, il est clair qu’il cite cela comme un exemple, parmi « différentes démarches qu’ils peuvent faire ». Avec ce mot, il ne voulait pas dire qu’il s’agit d’une « maladie psychiatrique », mais que cela a peut-être quelque chose à voir avec la psychologie ». Certains vaticanistes précisent ensuite que la citation de départ a été complètement sortie de son contexte, rappelant ainsi notamment que le début de la réponse commençait par « Je dirais d’abord à ce papa de prier, de ne pas condamner, de dialoguer, de comprendre, de faire place à son fils ou à sa fille afin qu’il s’exprime », et finit notamment par « Ignorer son fils ou sa fille qui a des tendances homosexuelles est un défaut de paternité ou de maternité : « Tu es mon fils, tu es ma fille, tel que tu es. Je suis ton père ou ta mère : parlons ». ».
Dans le documentaire Francesco de Evgeny Afineevsky projeté le 21 octobre 2020 dans le cadre du Festival international du film de Rome, il se déclare favorable à l'union civile des personnes homosexuelles, extrait largement repris par la presse internationale, sans que cela suscite de commentaires du Vatican. Il avait tenu des propos similaires comme archevêque de Buenos Aires. Le lendemain, le réalisateur reçoit le prix Kinéo dans les jardins du Vatican en présence de Paolo Ruffini et de Lucio Adrián Ruiz (es).
Fin janvier 2024 lors de la communication officielle de la déclaration Fiducia supplicans, il approuve la bénédiction des couples « irréguliers » aux yeux de l'Église catholique incluant les couples remariés et les couples de même sexe, à condition qu'elle soit effectuée en dehors des rituels liturgiques et défend l'autorisation des bénédictions des couples de même sexe malgré des critiques au sein de l'Église catholique,. Cette prise de position implique des fortes réticences notamment avec certains prélats conservateurs de l’épiscopat africain représenté par le cardinal Fridolin Ambongo,. Dans une interview accordée au magazine italien Credere, le pape François défend sa position en dénonçant une forme d'hypocrisie et souligne ne pas bénir « un mariage homosexuel », mais « deux personnes qui s'aiment »,.

### Transidentité
En 2015, il reçoit un homme transgenre rejeté par sa famille, et qui est venu avec sa compagne pour lui demander du soutien. Le pape l'a donc reçu en visite privée. Il indique ensuite ne pas vouloir revoir la position de l'Église sur la transidentité et l'homosexualité, mais voudrait créer une « nouvelle culture » dans cette dernière, « plus accueillante » pour les personnes homosexuelles et transgenres.
En 2016, il répond aux questions des journalistes dans son avion le ramenant du Caucase à Rome, et en profite pour reparler de cette conversation : « Il a changé son identité civile, s’est marié et m’a écrit une lettre pour me dire que pour lui ce serait une consolation de venir avec son épouse : lui, qui était elle, mais est lui. Et je les ai reçus. Ils étaient contents. » Néanmoins, François précise que même s'il soutient les personnes transgenres et que ces dernières sont acceptées par Dieu et doivent être acceptées par l'Église, il considère l'enseignement des théories liées aux stéréotypes de genre à l'école comme une « colonisation idéologique », employant même le terme controversé « théorie du genre », et critiquant les manuels scolaires français, qui selon lui seraient des instruments pour changer les mentalités. Il ajoute également : « ne dites pas que le pape sanctifiera les trans, je vois déjà les titres des journaux ! C'est un problème moral qui doit se résoudre comme on peut, mais toujours avec miséricorde ».
En 2017, lors d'un discours prononcé devant l'Académie pontificale pour la vie, il réitère sa position, indiquant qu'il refuse les opérations chirurgicales de réassignation sexuelle en tant que « manipulation des différences entre les sexes », car elles rendent pour la plupart les personnes trans stériles.

### Rapport avec le péronisme
Jorge Mario Bergoglio a été membre depuis la fin des années 1960 d’une organisation péroniste dite OUTG (Organisation unique du transfert générationnel) qui se consacrait à la formation de jeunes cadres du péronisme, mouvement à la fois social et très hostile au marxisme. Le politologue Paul Ariès explique dans le livre La face cachée du pape François (Max Milo, 2016) que l'OUTG résulte de la fusion d'un mouvement intitulé La Garde de fer et d'une autre organisation de la même mouvance idéologique. À la différences d'autres organisations péronistes, La Garde de fer rejetait la lutte armée comme méthode d'action contre la dictature. Fin 1974, alors qu’il était provincial des jésuites depuis un an, il confia le contrôle de l’université jésuite del Savaldor à d’anciens membres de cette organisation, qui venait d’être dissoute. Il fut de ceux qui ont voulu préserver l’héritage social du péronisme. Dans un livre d’entretien, El Jesuita, publié en 2010, il présente son parcours et insiste sur le fait que sa ligne a toujours été le souci des pauvres, l’organisation en leur faveur des structures sociales et l’évangélisation en ce sens.

### Patrie, pays, nation
En 2002, dans une longue annexe sur le poème épique Le gaucho Martin Fierro de l'Argentin José Hernández (1834-1886), il développe des réflexions sur la notion de « patrie ». Il publie encore deux livres sur le même thème au sortir de la crise argentine : La patrie sur les épaules en 2004 et La nation comme responsabilité en 2005. Son attitude critique vis-à-vis du gouvernement des époux Kirchner a porté simultanément sur la faiblesse de leur politique sociale et sur la remise en cause du fondement catholique de l’identité de la nation argentine[réf. incomplète]. Ses relations avec Cristina Kirchner s’améliorent par la suite.
Dans le livre d'entretien Le Jésuite, le cardinal Bergoglio expose : « J'aime bien parler de la patrie, pas de pays ou de nation. Le pays est en dernière instance un fait géographique et la nation un fait légal, constitutionnel. En revanche, la patrie est ce qui donne l'identité. D'une personne qui aime le lieu où elle vit, on ne dit pas qu'elle est une payiste ou une nationaliste, mais une patriote. Patrie vient de père ; c'est elle comme je l'ai dit qui reçoit la tradition des pères, la poursuit, la fait progresser. la patrie est un héritage des pères dans le présent qui doit être perpétué. C'est pourquoi ceux qui parlent d'une patrie détachée de son héritage, aussi bien que ceux qui veulent la réduire à l'héritage sans lui permettre de croître, font erreur. »

### Vision de la douleur et de la souffrance
Il déclare : « La douleur est un champ ouvert. Le ressentiment est comme une maison habitée par beaucoup de gens entassés, qui ne voient pas le ciel. La douleur, au contraire, c'est comme une ville où il y a foule, mais où l’on voit le ciel. Autrement dit la douleur est ouverte à la prière, à la tendresse, à la compagnie d’un ami, à mille choses qui donnent de la dignité à la personne. La douleur est une situation plus saine. C’est ce que me dit mon expérience. »

### Dialogue œcuménique

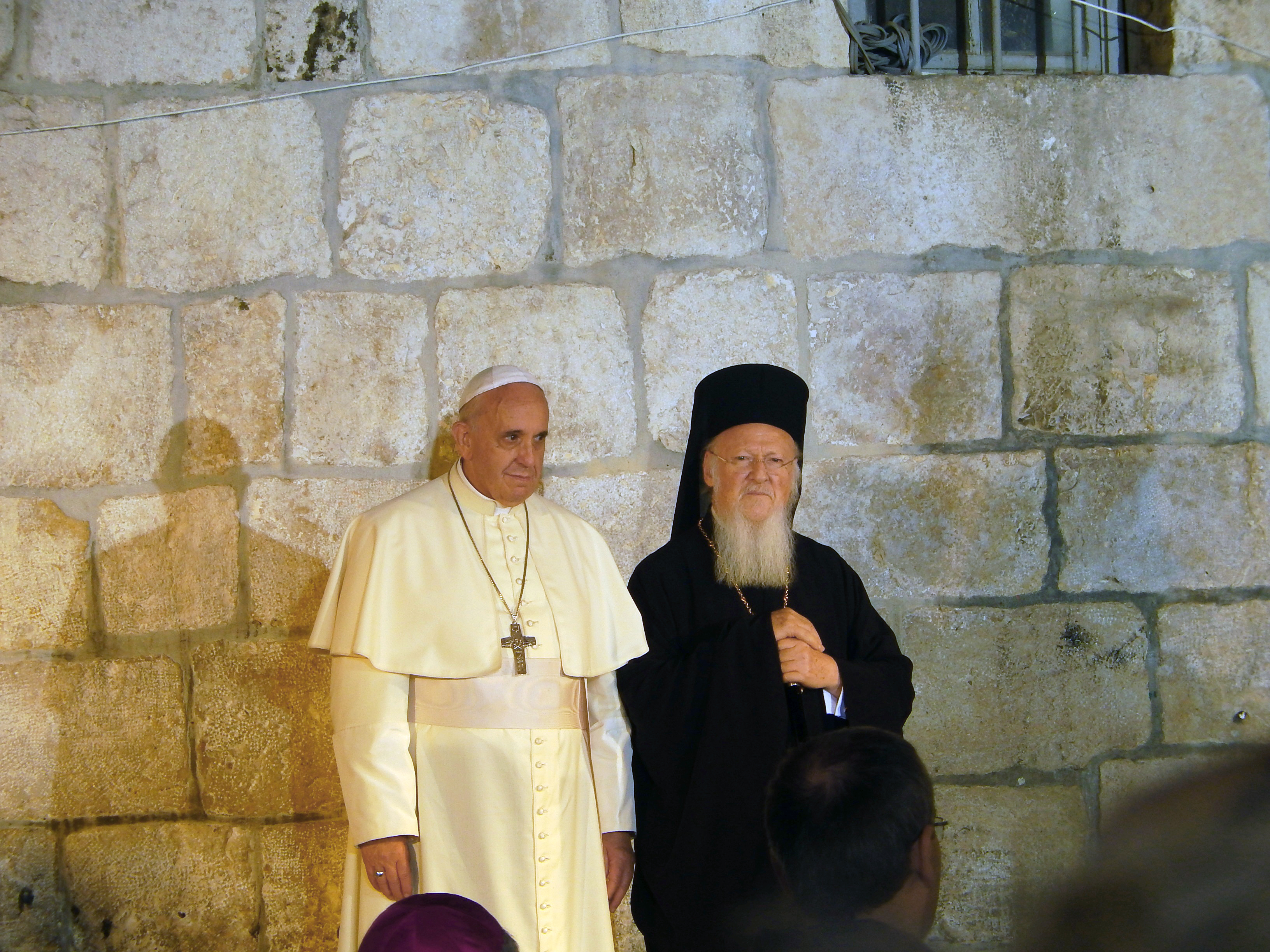
Le pape François avec le patriarche Bartholomée Ier de Constantinople à Jérusalem le 25 mai 2014.

En matière d'œcuménisme, la démarche phare durant son pontificat est sa rencontre avec le patriarche œcuménique Bartholomée Ier de Constantinople lors de son premier voyage en terre Sainte en mai 2014, au cours de laquelle ils signent une déclaration commune dans laquelle ils affirment que cette rencontre est « une nouvelle et nécessaire étape sur la route de l’unité ».
En février 2016, il rencontre le patriarche Cyrille Ier de Moscou à Cuba afin d'intensifier les relations œcuméniques entre les Églises orthodoxe et catholique, un événement inédit depuis le schisme entre les catholiques et les orthodoxes en 1054.

### Dialogue interreligieux
Dans le cadre de la préparation du 50e anniversaire de la déclaration conciliaire Nostra Ætate et d'un colloque sur cette déclaration (fondatrice du dialogue interreligieux contemporain et marquant la réconciliation judéo-catholique), organisé au siège des Nations unies à New York le 16 décembre 2015, il rencontrera, le 9 décembre 2015, quelques participants lors d'une audience au Vatican, dont l'écrivain et philosophe français Bernard-Henri Lévy,.

#### Dialogue avec l'islam

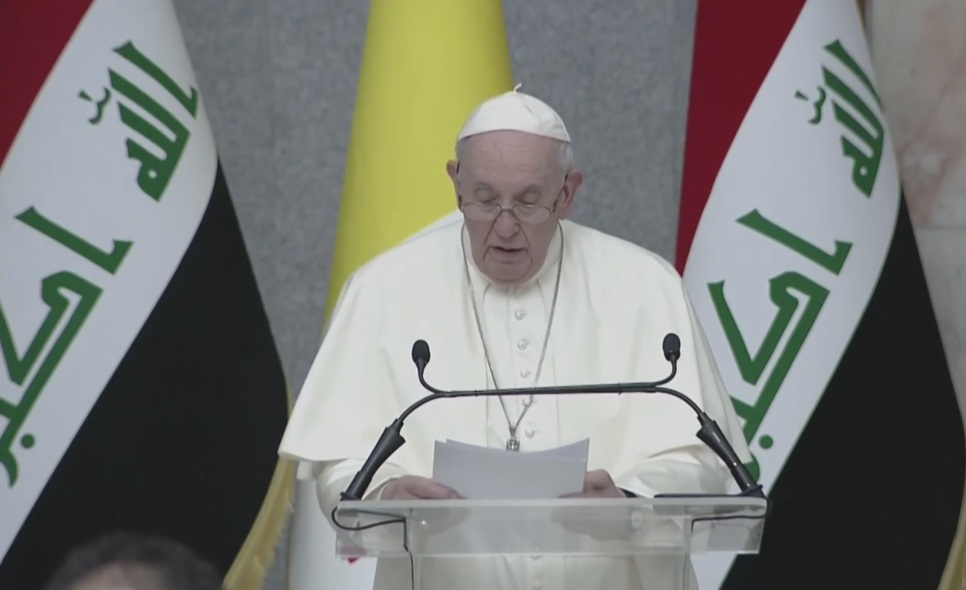
François à Bagdad (5 mars 2021).

Les responsables de la communauté islamique de Buenos Aires accueillent « avec enthousiasme » la nouvelle de l'élection de Bergoglio comme pape, notant qu'« il s'est toujours présenté comme un ami de la communauté islamique », et en faveur du dialogue, citant sa réaction à l'incident survenu lorsque Benoît XVI a cité un document médiéval qui décrivait Mahomet « comme maléfique et inhumain ». Selon eux, Bergoglio a pris immédiatement ses distances avec la citation. Bergoglio a visité une mosquée et une école islamique en Argentine, des visites que le Cheik Mohsen Ali, directeur de la diffusion d'Islam, a qualifiées d'actions renforçant la relation entre les communautés catholique et islamique. Dr Sumer Noufouri, secrétaire général du Centre islamique de la République argentine (CIRA) voit également l'élection de Bergoglio comme pape, comme une cause de joie et d'espoir de renforcement du dialogue entre les religions. Noufouri a dit que la relation entre le CIRA et Bergoglio pendant une dizaine d'années avait aidé à construire un dialogue islamo-chrétien d'une façon réellement significative dans l'histoire des relations entre les religions monothéistes en Argentine. Ahmed el-Tayeb, grand imam d'Al-Azhar et président de l'université Al-Azhar en Égypte, envoie ses félicitations après l'élection du pape. Al-Tayeb avait « interrompu les relations avec le Vatican » pendant le pontificat de Benoît XVI, si bien que sa déclaration a été interprétée comme un « signe d'ouverture » pour l'avenir.
Peu après son élection, lors d'une réunion avec les ambassadeurs de 180 pays accrédités auprès du Saint-Siège, le pape appelle à davantage de dialogue inter-religieux, « en particulier avec l'Islam ». En 2017, il demande que les droits des Rohingya, musulmans de Birmanie persécutés par le régime en place, soient respectés.
Le 23 mai 2016, une rencontre qualifiée d’historique a lieu au Vatican entre Ahmed el-Tayeb et François,. À cette visite suit, le 28 avril 2017, celle du pape à l'université al-Azhar. Le 4 février 2019, Ahmed el-Tayeb rencontre à nouveau le pape François à Abu Dahbi, et signe avec lui un Document sur la fraternité humaine pour la paix dans le monde et la coexistence commune. Ce texte a par la suite inspiré la résolution des Nations unies qui a désigné le 4 février comme la Journée internationale de la fraternité humaine,.
En voyage au Maroc en mars 2019, il met en garde les chrétiens du pays contre le « prosélytisme », et précise que « l'Église croît non par prosélytisme mais par le témoignage » et conseille : « Continuez à vous faire proches de ceux qui sont souvent laissés de côté, des petits et des pauvres, des prisonniers et des migrants ».

#### Relations avec le judaïsme et le peuple juif

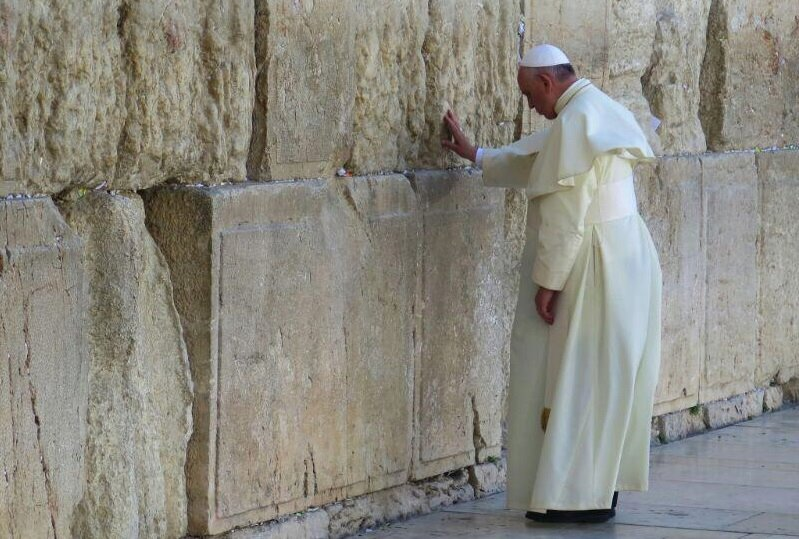
Visite du pape au mur des Lamentations, lieu saint du judaïsme.

Le cardinal Bergoglio a maintenu des relations suivies avec la communauté juive, par exemple en participant à des offices de Hanoucca ou de Seli'hot ou à des commémorations de la Nuit de Cristal et de l'attentat de 1994 contre la communauté juive argentine, auquel il apporte sa solidarité et demande justice. Il s'est rendu à la synagogue de Buenos Aires, et y a « examiné son cœur » et visite les lieux saints chrétiens en Israël en 1973. Il a aussi coécrit l'ouvrage À propos du ciel et de la terre (en version originale Sobre el cielo y la tierra) avec le rabbin Abraham Skorka, recteur du Séminaire rabbinique latino-américain. Les deux auteurs y exposent leurs vues sur Dieu, le fondamentalisme, les athées, la mort, la Shoah, l'homosexualité ou le capitalisme.
Dès son élection, il adresse un message au grand rabbin de Rome Riccardo Di Segni où il annonce son intention de contribuer au dialogue avec les juifs, dans un esprit de « collaboration renouvelée », et annonce que « de par leurs racines communes avec les juifs, les catholiques ne doivent pas être antisémites ». Julio Schlosser, Rabbin de Buenos Aires, affirme être un ami du pape.
Le 28 mars 2013, le pape François affirme que le lien entre Catholiques et Juifs est un lien spirituel « très spécial ». En octobre 2013, il condamne l'antisémitisme, et adresse une prière : « Que l'antisémitisme soit banni du cœur et de la vie de chaque homme et de chaque femme ». Il s'unit à la commémoration de la déportation des Juifs de Rome en 1943 et déclare notamment : « Notre devoir est de garder bien présent devant nos yeux le destin de ces déportés, de percevoir leur peur, leur douleur, leur désespoir, pour ne pas les oublier »,.
En 2015, il affirme que ceux qui ne reconnaissent pas le peuple Juif et l'État Juif, et leur droit à l'existence, sont coupables d'antisémitisme,. En décembre, il condamne à nouveau l'antisémitisme et affirme que le Vatican fait tout son possible avec ses amis Juifs.
En 2016, il est le troisième pape à se rendre au camp d'extermination d'Auschwitz-Birkenau et adresse une prière : « Seigneur, ait pitié de ton peuple, Seigneur pardon pour tant de cruauté ».
En 2019, le pape déplore de « voir combien aujourd'hui commence à renaître ici ou là l'habitude de persécuter les juifs », il déclare : « Ce n'est ni humain ni chrétien. Ils sont nos frères et ne doivent pas être persécutés, c'est bien compris ? ».
En 2020, il accueille une délégation du Centre Simon-Wiesenthal et réaffirme qu'il ne faut pas perdre la mémoire de la Shoah et réaffirme : « Je ne me lasse pas de condamner fermement toute forme d’antisémitisme »,.

### Sauvegarde de la maison commune
Dès 2014, le pape François a travaillé sur une encyclique sur l'« écologie de l'humanité ». Cette encyclique, Laudato si', datée du 24 mai 2015, a été officiellement rendue publique le 18 juin 2015. C'est la première encyclique qui porte sur la sauvegarde de la Création (son sous-titre est « sur la sauvegarde de la maison commune »), l'écologie intégrale et le développement durable. Le pape aborde la question du réchauffement climatique, qui devait être discutée lors de la conférence de Paris sur les changements climatiques (COP21) en novembre/décembre 2015. Bien qu'il demande l'utilisation des énergies renouvelables au lieu des combustibles classiques, il pense que ce ne serait pas suffisant, sauf si la société refuse les appétits illimités de la consommation.
Alors qu'il préparait l'encyclique, il a soutenu une réunion de l'Académie pontificale des sciences en avril 2015, qui a porté sur les liens reliant la pauvreté, le développement économique et le changement climatique. La réunion comportait des présentations et des discussions par des scientifiques, des chefs religieux, et des économistes. Le secrétaire général des Nations unies, Ban Ki-moon, qui exhortait les dirigeants mondiaux à un changement lors de la Conférence des Nations unies sur les changements climatiques en décembre 2015, a prononcé le discours d'ouverture.
Le 10 août 2015, François a publié une lettre instituant le 1er septembre comme Journée mondiale de prière pour la sauvegarde de la Création, rejoignant ainsi la pratique instituée par le patriarcat œcuménique de Constantinople.
Le 31 août 2016, il a institué un « dicastère pour le service du développement humain intégral » dont le large champ de compétence inclut la protection de la Création. Ce dicastère comprend trois commissions dont l'une est spécifiquement vouée à l'écologie.
Le 1er septembre 2016, à l'occasion de la deuxième journée mondiale de prière pour la sauvegarde de la Création, et dans le cadre du Jubilé de la Miséricorde, il appelle les fidèles chrétiens, citant l'encyclique Laudato si', « à une profonde conversion intérieure » et propose d'inclure la sauvegarde de la Création dans les Œuvres de miséricorde.
Le 24 mai 2020, à l'occasion du cinquième anniversaire de son encyclique sur la sauvegarde de la maison commune, François lance une année Laudato si' (24 mai 2020 - 24 mai 2021). Cette initiative fait suite à la Semaine Laudato Si’, convoquée par le pape du 16 au 24 mai 2020, qui a impliqué les communautés catholiques du monde entier, permettant aux paroisses, diocèses, congrégations religieuses, associations, écoles et autres institutions d’approfondir leur engagement pour la sauvegarde de la Création et la promotion d'une écologie intégrale.
Le 4 octobre 2023, il publie l'exhortation apostolique Laudate Deum, suite de Laudato si' « sur la crise climatique », dans laquelle il se montre inquiet de la tournure que prend le changement climatique, continue de dénoncer le « paradigme technocratique », et, à l'approche de la conférence de Dubaï de 2023 sur les changements climatiques, appelle les dirigeants politiques à adopter « des formes contraignantes de transition énergétique qui présentent trois caractéristiques : efficaces, contraignantes et facilement contrôlables ».

### Démographie
Lors de sa conférence de presse tenue lundi 19 janvier 2015 dans le vol retour de Manille à Rome, qui achevait son deuxième voyage en Asie, le pape François a rappelé la notion de « paternité responsable » et les conditions dans lesquelles doivent s’exercer « l’ouverture à la vie » dans le cadre du sacrement de mariage. S’inquiétant de la dénatalité en Italie ou en Espagne, il a néanmoins déclaré « Cela ne signifie pas que les chrétiens doivent faire des enfants en série ». Il a abordé la délicate question de la régulation des naissances : « Certains croient, excusez moi du terme, que pour être de bons catholiques, ils doivent être comme des lapins ». Le pape a insisté : « La parole-clé que l’Église défend est la paternité responsable », répétant plusieurs fois l’expression qui renvoie tant au père qu’à la mère et appartient à la doctrine de l'Église catholique : « Comment fait-on cela ? Par le dialogue […] Il existe dans l’Église des groupes matrimoniaux, des experts, des pasteurs ». « Je connais tant de solutions qui ont aidé ».

### Invasion de l'Ukraine par la Russie en 2022
À la suite de l’invasion, François rend visite à l’ambassade de Russie auprès du Saint-Siège ; action alors décrite comme un « geste sans précédent ». Il contacte également le président ukrainien Volodymyr Zelensky, lui faisant part de sa « tristesse » et indiquant que le Vatican s’efforce de trouver une « marge de négociation ».
Dénonçant une guerre « moralement injuste, inacceptable, barbare, insensée, répugnante et sacrilège », il n'en défend pas moins une issue négociée avec la Russie plutôt que la polarisation. S'interrogeant sur les racines du conflit, il invoque « les aboiements de l'OTAN aux portes de la Russie ». Sa position lui attire des accusations de naïveté et de complaisance vis-à-vis de Moscou. Selon l'historien Jan De Volder, « le pape parait isolé, pacifiste convaincu dans une époque où tout le monde est dans un esprit un peu va-t-en-guerre ».
Début mars, le pape déclare que « le Saint-Siège est prêt à tout pour se mettre au service de la paix » et envoie en Ukraine deux cardinaux haut placés avec des aides. Ces envoyés spéciaux ne sont autres que l’aumônier pontifical, le cardinal Konrad Krajewski, et le cardinal Michael Czerny, qui est à la tête du département papal spécialisé dans l’immigration, la charité, la justice et la paix. Cette mission impliquait plusieurs séjours,,.
Le dimanche 13 mars 2022, au terme de la prière de l’Angélus à Rome, le Saint-Père a lancé un appel à la fin de la guerre entre l’Ukraine et la Russie, alors que les bombardements se poursuivent sur le territoire ukrainien, notamment à Marioupol, faisant de nombreuses victimes, y compris parmi les civils.
Le mercredi 16 mars 2022, le pape François et le patriarche Cyrille de Moscou ont un entretien en visioconférence, au cours duquel ils conviennent que « l’Église ne doit pas utiliser la langue de la politique, mais le langage de Jésus ».

« Nous sommes pasteurs du même saint peuple qui croit en Dieu, dans la Très Sainte Trinité, dans la Sainte Mère de Dieu : nous devons pour cela nous unir dans l’effort d’aider la paix, d’aider celui qui souffre, de chercher les voies de la paix, pour arrêter le feu. »

Le vendredi 25 mars, jour de l'Annonciation, François consacre la Russie et l'Ukraine au cœur immaculé de Marie.
Lors d'une interview accordée au rédacteur en chef du Corriere della Sera, le 3 mai 2022, François déclare avoir à nouveau échangé avec le patriarche Cyrille de Moscou, il relate son échange : « J'ai parlé avec Kirill pendant quarante minutes sur Zoom. Pendant les vingt premières minutes, il lit sur une feuille de papier qu'il tient à la main toutes les raisons qui justifient l'invasion russe. Je l'ai écouté et j'ai répondu : je ne comprends rien à tout cela. Frère, nous ne sommes pas des clercs d'État, nous ne devrions pas parler le langage de la politique, mais plutôt le langage de Jésus. Nous sommes les bergers du même saint troupeau de Dieu. Pour cette raison, nous devons chercher un chemin vers la paix, nous devons arrêter les combats. Un patriarche ne peut pas s'abaisser à devenir l'enfant de chœur de Poutine »,.

### Guerre à Gaza depuis 2023
Tout au long de la guerre, François appelle à un cessez-le-feu immédiat, à la libération de tous les otages et à l'établissement d'une solution à deux États. Il condamne l'attaque du Hamas contre Israël d'octobre 2023. Il critique également les actions d'Israël dans la bande de Gaza pendant la guerre Israël-Gaza, disant que « la terreur ne devrait pas justifier la terreur » et décrivant les frappes aériennes d'Israël comme de « la cruauté, pas de la guerre ».
Depuis le début de la guerre, il communique quotidiennement avec l'unique paroisse de Gaza. Le 17 décembre 2023, il condamne le meurtre de deux chrétiennes palestiniennes par un tireur d'élite de Tsahal à Gaza, qualifiant l'acte de « terrorisme ».
En novembre 2024, François suggère à la communauté internationale d'enquêter pour déterminer si la campagne d'Israël à Gaza constitue un génocide du peuple palestinien. Il dresse aussi un parallèle avec l'invasion de l'Ukraine par la Russie et dénonce « l'arrogance de l'envahisseur », qui mène à « deux échecs de l'humanité ».
Lors de sa dernière allocution, durant les Pâques de 2025, il alerte sur la « situation humanitaire dramatique et ignoble » à Gaza ainsi que sur « le climat d’antisémitisme croissant qui se répand dans le monde entier ». Dans un communiqué publié après sa mort, survenue le lendemain, le Hamas rend hommage à « l'une des voix religieuses les plus importantes à condamner les crimes de guerre et le génocide auxquels notre peuple palestinien est soumis dans la bande de Gaza »,.

### Autres prises de position publiques

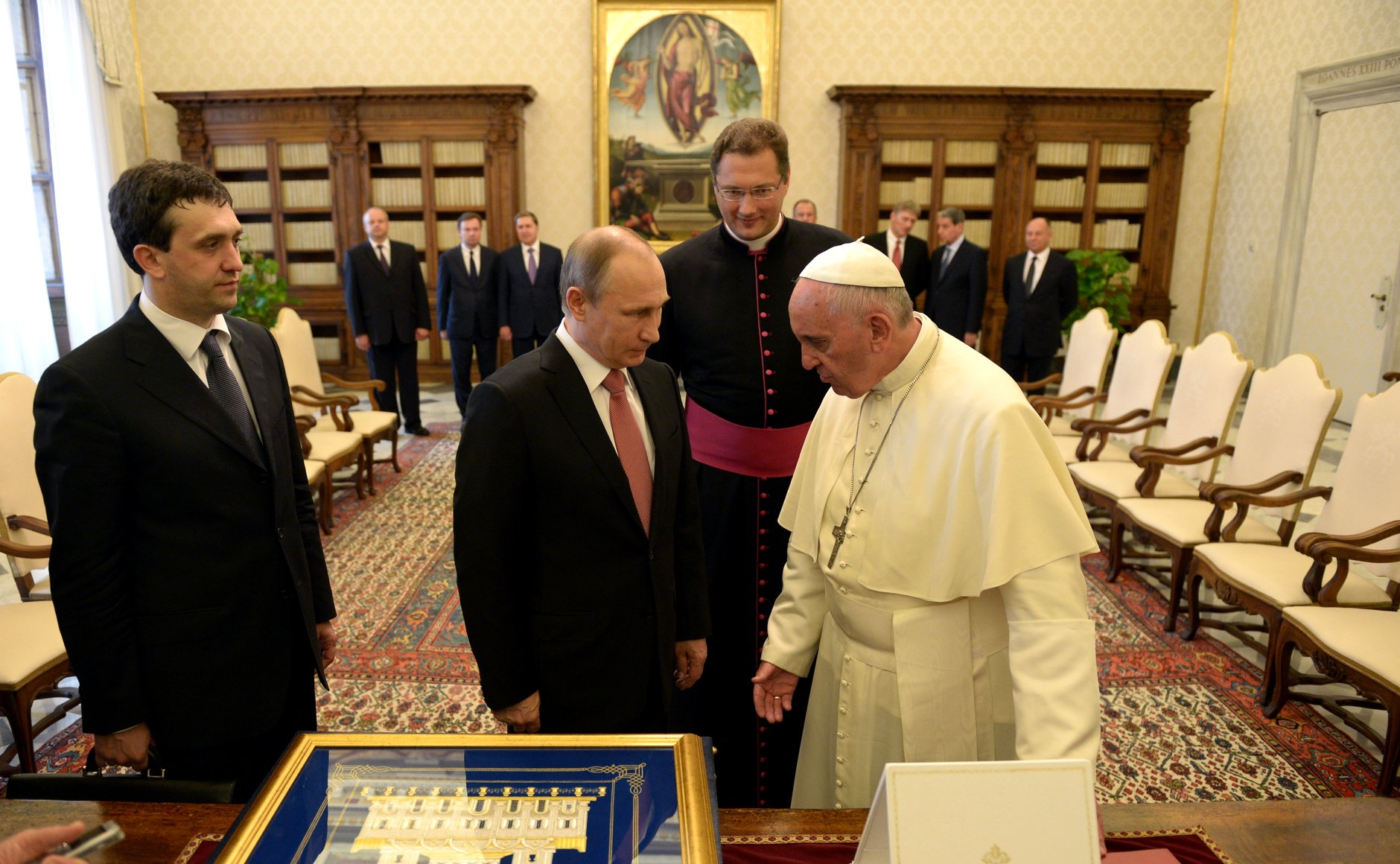
Le pape François avec le président russe Vladimir Poutine (10 juin 2015).

#### Paix et justice sociale
François est philosophiquement proche de la théologie du peuple, une branche de la théologie de la libération élaborée dans l'Argentine péroniste mêlant justice sociale et foi chrétienne tout en portant un regard critique sur le marxisme.
Il porte une plus grande attention que ses prédécesseurs aux « périphéries » du monde, rompant avec l'eurocentrisme traditionnel du Vatican pour s’intéresser davantage aux pays du Sud. Il a ainsi plusieurs fois pris ses distances avec la position des grandes puissances occidentales, s'opposant en 2013 à une intervention militaire contre la Syrie. Contrairement aux Occidentaux, le Vatican a maintenu son ambassade à Damas, ainsi qu'à Bagdad. Il a également critiqué l'usage de drones, de robots tueurs ou de l'intelligence artificielle par l'armée américaine au Proche-Orient, ainsi que la rupture par Washington de l'accord de Vienne sur le nucléaire iranien. Il dénonce par ailleurs régulièrement l'inflation des dépenses militaires et le pouvoir « économico-technocratico-militaire » par lequel les « puissants » dominent le monde, et plaide pour l'abolition des armes nucléaires.
Au terme de l'audience générale du mercredi 24 avril 2013, le pape affirme aux grands-mères de la place de Mai présentes qu'elles peuvent « compter sur [lui] » concernant l’ouverture des archives de l’Église au sujet de la dictature argentine. La semaine suivante, à l'occasion de la Fête du Travail, suivant ses prises de position plusieurs fois affirmées, il appelle à son audience hebdomadaire place Saint-Pierre les dirigeants politiques à « relancer le marché du travail » et lutter contre le chômage qui résulte pour lui « d'une vision économique de la société fondée sur le profit égoïste en dehors des règles de justice sociale », les appelant à se consacrer à la création d'emplois, car « le travail est essentiel pour la dignité ». Dénonçant le « travail d'esclave », il affirme que « ne pas verser un salaire juste, ne pas donner du travail parce qu'on ne regarde que les comptes d'une entreprise, rechercher le seul profit – tout cela est contraire à Dieu ».
Le 24 mai 2014, devant des réfugiés de Syrie et d’Irak et de jeunes handicapés, en Jordanie, il demande : « Qui vend les armes à ces gens pour faire la guerre ? Voici la racine du mal ! La haine et la cupidité de l’argent dans la fabrication et dans la vente des armes. Cela doit nous faire penser à qui est derrière, qui donne à tous ceux qui sont en conflit les armes pour continuer le conflit ! Pensons, et, dans notre cœur, disons aussi une parole pour ces pauvres gens criminels, afin qu’ils se convertissent ».
Au cours d'un voyage au Chili en janvier 2018, le pape rend hommage aux milliers de victimes de la dictature d'Augusto Pinochet en leur dédiant une messe. Cette attitude semble ainsi contraster avec celle de son prédécesseur Jean-Paul II, qui lors de son voyage en 1988 n'avait, selon le journal Le Monde, pas renvoyé l'image d'une contestation du régime dictatorial,.

#### Évolution des espèces et Big Bang
Au cours d'un discours à l'Académie pontificale des sciences, François déclare croire à l'évolution des espèces et au Big Bang, tout en affirmant que ces deux concepts ne sont pas « en contradiction avec l'existence d'un créateur », mais au contraire « la requièrent ».
La théorie du Big Bang a été elle-même élaborée par le chanoine catholique belge Georges Lemaître, professeur à l'université catholique de Louvain (et reprise plus tard par Hubble, d'où le nom de Loi de Hubble-Lemaître).

#### Immigration
En mars 2016, il évoque une « invasion arabe de l'Europe » qu'il considère comme un fait social, sans se rallier cependant au concept de « grand remplacement », selon le journal catholique La Vie. Le pape nuance ensuite ses propos, estimant que l'Europe « a toujours su se surmonter elle-même, aller de l’avant pour se trouver ensuite comme agrandie par l’échange entre les cultures ».
Il tient régulièrement un discours d'accueil et d'appel à la « générosité » envers les réfugiés, notamment dans les discours prononcés à Lesbos en 2016 et 2021. Il accueille une famille de réfugiés syriens au Vatican.
Fin 2018, il apporte son soutien au controversé Pacte mondial sur les migrations, dit « pacte de Marrakech ». Il prône « l'élargissement de canaux migratoires réguliers », appelant à « offrir aux migrants et aux réfugiés de plus grandes possibilités d'entrée sûre et légale dans les pays de destination ».
Ses prises de position sur l'immigration divisent l'Église et lui attirent notamment les critiques du cardinal Sarah, qui déplore « l'effondrement de l'Occident » et une « crise culturelle et identitaire ».

#### Individualisme et consumérisme
François condamne l'individualisme libéral et la croyance en un « progrès matériel sans limite ». Rappelant que le bien commun compte davantage que la propriété privée, il dénonce le fétichisme de la marchandise, la « vision consumériste de l'être humain » qui « tend à homogénéiser les cultures » et le pouvoir de l'argent. Ces positions ont suscité chez certains de ses détracteurs des accusations de cryptomarxisme.

## Centres d'intérêt

### Sport et loisirs
Jeune, il a pratiqué le basket-ball, mais comme nombre d'Argentins, Jorge Mario Bergoglio apprécie grandement le football. De fait, depuis l'enfance, il est supporter du Club Atlético San Lorenzo de Almagro, situé dans le quartier porteño populaire de Boedo. Ce club dont le collectif est usuellement surnommé los Santos (« les Saints »), fait partie avec River Plate, Independiente, Boca Juniors et Racing des Cinq grands du football argentin. Il apprécie beaucoup son compatriote, Lionel Messi, qui évolue à l’Inter-Miami.
Enfant, il collectionnait les timbres.

### Goûts artistiques

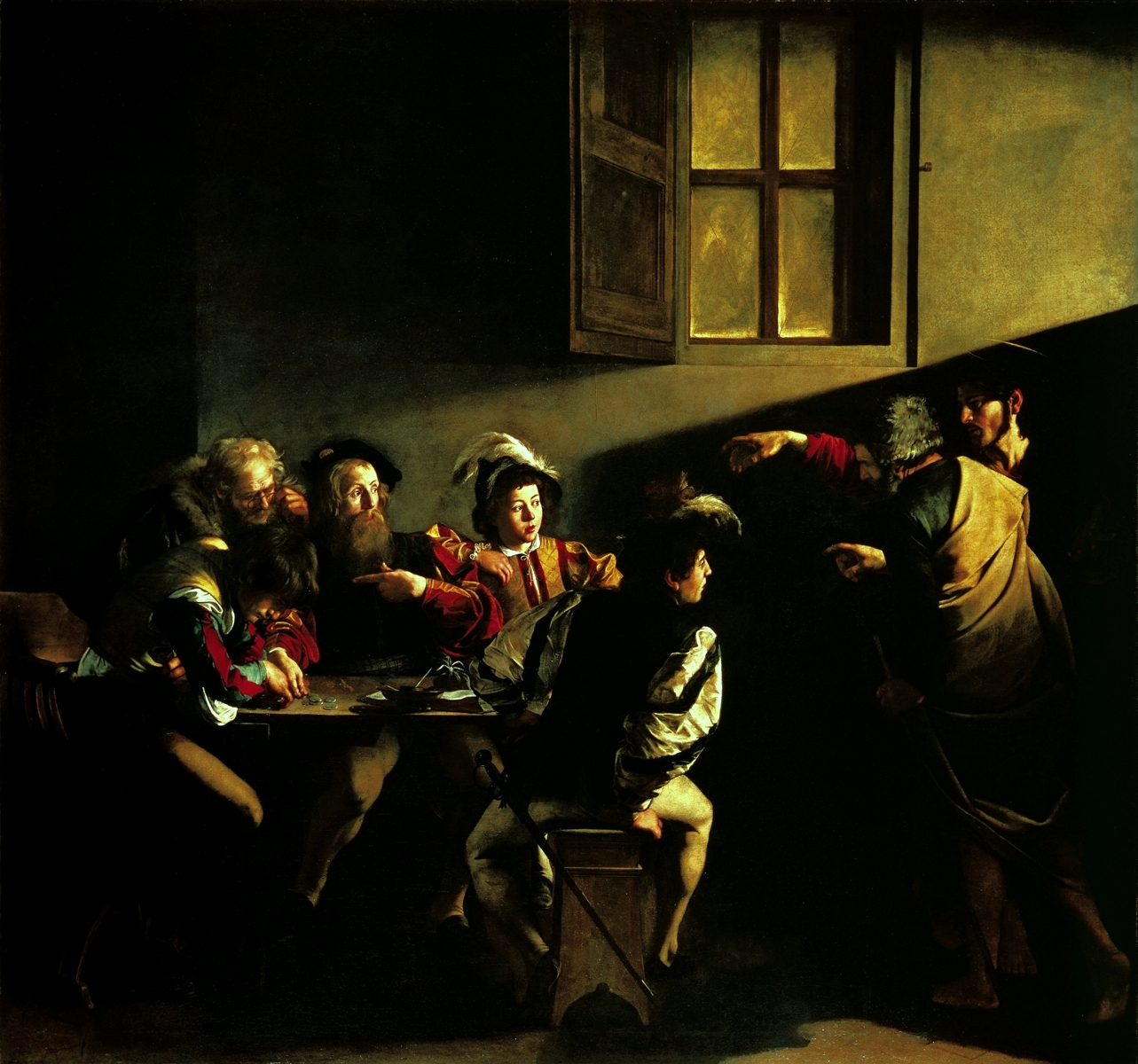
Le Caravage, La Vocation de saint Matthieu, 1600,
église Saint-Louis-des-Français de Rome.

Il aime beaucoup lire et il s'intéresse à la musique : dans le domaine musical, il cite l'ouverture Leonore III (nom donné à la troisième version de la pièce instrumentale placée en ouverture de l'opéra Fidelio, de Beethoven). Il déclare l'apprécier dans un enregistrement (maintenant ancien) effectué sous la direction du chef d'orchestre allemand Wilhelm Furtwängler. Il apprécie aussi l'opéra proprement dit (qui est une dénonciation de l’arbitraire, un appel à la liberté, traitant également de l'amour conjugal).
Son attirance pour l'art lyrique ne s'arrête pas là. Il est un admirateur des quatre opéras constituant Der Ring des Nibelungen (L'Anneau du Nibelung), tétralogie de Richard Wagner, toujours dans l'interprétation de Furtwängler. Il cite un autre opéra de Wagner, Parsifal (œuvre basée sur la légende médiévale selon laquelle le chevalier Perceval partit à la quête du Saint Graal, calice contenant le sang du Christ). Il l'évoque dans l'interprétation du chef Hans Knappertsbusch, en 1962, à Bayreuth.
Ses goûts le portent aussi bien vers la musique de piano de Mozart, jouée par Clara Haskil.
Concernant la musique d'inspiration religieuse, François considère que l’Et incarnatus est, extrait du Credo de la Messe en ut mineur de Mozart est indépassable.
Il apprécie également les Passions (d'inspiration luthérienne) de Jean-Sébastien Bach : il cite particulièrement, dans la Passion selon saint Matthieu, l’air d'alto « Erbarme dich, mein Gott » (« Aie pitié, mon Dieu »), qui succède immédiatement, et de manière saisissante, au récit du reniement de saint Pierre (récitatif de ténor qui se termine pas les mots « und weinete bitterlich » : « et il pleura amèrement » ; ces derniers mots annoncent directement l'air qui suit, et introduisent l'intense bouleversement émotionnel né de la situation, avant d'aboutir au choral « Bin ich gleich von dir gewichen », chanté à quatre voix, qui apporte une consolation donnée aussi bien par le texte que par sa mise en musique).
Quant à ses lectures, outre les nouvelles du monde qu'il lit tous les matins, il déclare : « J’adore la poésie d’Hölderlin. J'aime aussi beaucoup de livres de la littérature italienne. J’ai dû lire I promessi sposi [Les Fiancés, d'Alessandro Manzoni] quatre fois, et autant de fois la Divine Comédie, de Dante. J’aime aussi Dostoïevski et Marechal ». Il a d'ailleurs enseigné la littérature italienne, et en particulier Dante, au séminaire de Buenos Aires. Gerard Manley Hopkins l'a également marqué.
En ce qui concerne la danse, bien qu'il ait une préférence pour la milonga, il connaît très bien aussi le tango, qu'il a longtemps dansé quand il était jeune, au point d'en dire que « ça sortait de moi ».
En peinture, le pape admire Chagall — dont il cite la Crucifixion blanche — et Le Caravage. De ce peintre, il retiendra La Vocation de saint Matthieu , une œuvre qui le touchera particulièrement : « Ce doigt de Jésus… vers Matthieu. C’est comme cela que je suis, moi. C’est ainsi que je me sens, comme Matthieu ».
Concernant le cinéma, le film qu'il a « probablement le plus aimé » est La Strada de Federico Fellini, mais il a aussi particulièrement apprécié Rome ville ouverte de Roberto Rossellini. Il a vu tous les films avec Anna Magnani et Aldo Fabrizi quand il avait dix et douze ans, et que ses parents l'emmenaient fréquemment au cinéma.

## Publications

### Avant son pontificat

#### Homélies
- (es) Sur le site de l'archevêché de Buenos Aires (1999-2013).

#### Ouvrages personnels
En tant que Jorge Bergoglio.
- (es) Meditaciones para religiosos [Méditations pour les religieux], San Miguel, Diego Torres, 1982, 311 p. (ISBN 950-02-1000-2).
- (es) Reflexiones sobre la vida apostólica [Réflexions sur la vie apostolique], San Miguel, Diego Torres, 1987, 231 p. (ISBN 950-9210-07-2).
- (es) Reflexiones de esperanza [Réflexions sur l’espérance], Buenos Aires, Univ. del Salvador, 1992, 348 p. (ISBN 978-950-592-030-3).
- (es) Educar: exigencia y pasión [Éduquer : exigence et passion], Buenos Aires, Claretiana, 2003, 192 p. (ISBN 950-512-457-0, présentation en ligne).
- (es) Ponerse la patria al hombro [Prendre la patrie sur les épaules], Buenos Aires, Claretiana, 2004, 144 p. (ISBN 950-512-558-5, présentation en ligne).
- (es) La nación por construir [La nation à construire], Buenos Aires, Claretiana, 2005, 80 p. (ISBN 950-512-546-1, présentation en ligne).
- (es) Corrupción y pecado [Corruption et péché], Buenos Aires, Claretiana, 2006, 48 p. (ISBN 950-512-572-0, présentation en ligne).
- (es) Sobre la acusación de sí mismo [De l’auto-accusation], Buenos Aires, Claretiana, 2006, 48 p. (ISBN 950-512-549-6, présentation en ligne).
- (es) El verdadero poder es el servicio [Le pouvoir véritable est le service], Buenos Aires, Claretiana, 2007, 368 p. (ISBN 978-950-512-628-6, présentation en ligne).
- (es) Mente abierta, corazón creyente [Esprit ouvert, cœur croyant], Buenos Aires, Claretiana, 2012, 240 p. (ISBN 978-950-512-778-8, présentation en ligne).

#### En collaboration
- (es) Diálogos entre Juan Pablo II y Fidel Castro [Dialogues entre Jean-Paul II et Fidel Castro], Buenos Aires, Ciudad Argentina, 1998, 144 p. (ISBN 978-987-507-074-5).
- (es) Francesca Ambrogetti et Sergio Rubín, El jesuita : Conversaciones con el cardenal Jorge Bergoglio, Buenos Aires, Vergara, 2010, 1re éd., 192 p. (ISBN 978-950-15-2450-5).  Trad. française : Le Pape François. Je crois en l'homme. Conversations avec Jorge Bergoglio, Paris, Flammarion, 2013 (ISBN 2-0813-0851-7).
- (es) Avec Abraham Skorka, Sobre el cielo y la tierra, Buenos Aires, Editorial Sudamericana / Random House Mondadori, 1er décembre 2010, 220 p. (ISBN 978-950-07-3293-2, lire en ligne). Trad. française : Sur la terre comme au ciel, traduit de l’espagnol par Abel Gerschenfeld et Anatole Muchnik, Éd. Robert Laffont, 2013, 240 p.

### Durant son pontificat
En tant que Pape François.
- Sur la terre comme au ciel, Paris, Robert Laffont, 2013 (ISBN 2221137906)
- Prières réunies par le pape François, MAME, coll. « Pape François », 2015 (ISBN 978-2-7289-2104-1)
- Les 7 dons de l'Esprit-Saint (trad. de l'italien), Paris, éditions de l'Emmanuel, 2015, 47 p. (ISBN 978-2-35389-401-7)
- Veille sur ton cœur, Paris, MAME, coll. « Pape François », 2016, 30 p. (ISBN 978-2-7289-2228-4)
- La Joie de l'amour. Amoris Laetitia, sur l'amour dans la famille, Paris, Salvator, 2016, 260 p. (ISBN 978-2-7067-1402-3)
- Le diable existe vraiment ! … et nous devons le combattre (trad. de l'italien), Paris/Perpignan, Artège Éditions, 2018, 219 p. (ISBN 979-10-336-0690-1)
- La Force de la vocation. La vie consacrée aujourd'hui (trad. de l'espagnol), Nouan-le-Fuzelier, éditions des Béatitudes, 2018, 122 p. (ISBN 979-10-306-0247-0)
- Contro la guerra. Il coraggio di costruire la pace (« Contre la guerre. Le courage de construire la paix »), éd. Solferino, 2022
- Des pauvres au pape, du pape au monde, Seuil, 2022

#### En collaboration
- Des bidonvilles de Buenos Aires au Vatican : entretiens avec Jean-Pierre Prévost, Paris, Bayard, 2013  (ISBN 2227486880)
- Le nom de Dieu est Miséricorde : conversation avec Andrea Tornielli (trad. de l'italien), Paris, Robert Laffont/Presses de la Renaissance, 2016, 168 p. (ISBN 978-2-221-19214-6)
- Avec Luis Benavides et Godfried Danneels, 100 textes sur la miséricorde, Namur/Paris, Fidélité, coll. « Béthanie », 2016, 106 p. (ISBN 978-2-87356-678-4)
- Politique et société, rencontres avec Dominique Wolton, éditions de l'Observatoire, 2017
- Un temps pour changer : conversations avec Austen Ivereigh (préf. Benoist de Sinety), J'ai Lu, 2022, 224 p. (ISBN 978-2-2902-6016-6) .

#### Préface
- Daniel Pittet (préf. pape François), Mon Père, je vous pardonne : survivre à une enfance brisée, Paris, éditions Philippe Rey, 2017, 239 p. (ISBN 978-2-84876-573-0).

## Distinctions et hommages

### Prix et récompenses
- En 2013, François est désigné « personnalité de l’année » par le magazine Time[394].
- En 2015, il est nommé par le magazine Foreign Policy parmi les cent penseurs mondiaux les plus influents et nommé par l’association britannique People for the Ethical Treatment of Animals personnalité de l'année[395].
- Le 6 mai 2016, il reçoit à Rome le prix international Charlemagne d'Aix-la-Chapelle, en raison de « ses efforts visant à promouvoir les valeurs européennes de paix, de tolérance, de compassion et de solidarité[396] », en présence du président de la Commission européenne, Jean-Claude Juncker.
- En 2018, François et Dominique Wolton remportent le Prix spiritualités d'aujourd'hui pour leur livre d'entretiens Politique et société[397],[398],[q].

### Décorations

#### Décorations vaticanes (2013)
- Grand maître de l'ordre du Christ
- Grand maître de l'ordre de l'Éperon d'or
- Grand maître de l'ordre de Pie IX
- Grand maître de l'ordre de Saint-Grégoire-le-Grand
- Grand maître de l'ordre de Saint-Sylvestre[r]

#### Décorations internationales
- Grand collier de l'ordre du Condor des Andes (Bolivie, 8 juillet 2015 par le président Evo Morales)[399]
- Collier de l'ordre du Mérite Père Luís Espinal Camps (en) (Bolivie, 8 juillet 2015 par le président Evo Morales)[399]
- Chevalier de l'ordre du Sourire (Pologne, 26 avril 2016)[400]
- Collier de l'ordre de Zayed (Émirats arabes unis, 2019)[401]
- Grand cordon de l'ordre du Ouissam alaouite (Maroc, 2019)[402].
- Médaille présidentielle de la Liberté avec distinction (États-Unis, 2025)[403]
- Ordre olympique échelon or (Comité international olympique), le 23 novembre 2013[404]

### Hommages
- En mai 2015, un cultivar de rose est nommé en son honneur par les Pépinières et roseraies Paul Croix[405],[406].
- Dans son album Le Choix du fou, sorti en 2017, Michel Sardou lui consacre une chanson intitulée San Lorenzo[407].
- Dans la série The New Pope (2020), réalisée par Paolo Sorrentino, le successeur direct de Pie XIII (Jude Law), le cardinal Tomasso Viglietti (Marcello Romolo (it)), prend le nom de François II. Ordinairement doux et sensible, Viglietti se révèle un pape excentrique et radical, infusant une tonalité humoristique à la série. Il est finalement remplacé par Jean-Paul III (John Malkovich), plus pondéré[408].

### Filmographie

#### Documentaires
- 2018 : Le Pape François : Un homme de parole de Wim Wenders ; voir « Infos du Vatican - Toutes les infos sur l'Église », sur news.va.
- 2020 : Francesco (en) de Evgeny Afineevsky (en).
- 2022 : In viaggio de Gianfranco Rosi, sur les voyages internationaux du pape entre 2013 et 2022 ; voir « Le pape François et ses ennemis ». Un pape a-t-il déjà eu autant d’ennemis ? Sans doute pas dans l’histoire récente. François est détesté par certains et même au sein de son Église. Sans doute pour sa méthode, parfois expéditive. Certainement, aussi, pour son objectif de réforme. 8 juillet 2022, France Culture.

#### Cinéma
- 2016 : Le Pape François, de Beda Docampo Feijóo ; rôle interprété par Darío Grandinetti.
- 2019 : Les Deux Papes, de Fernando Meirelles ; cardinal Bergoglio/pape François interprété par Jonathan Pryce, cardinal Ratzinger/pape Benoît XVI interprété par Anthony Hopkins.

#### Télévision
- 2013 : sa marionnette dans Les Guignols de l'Infos voit le jour l'année de son élection pontificale[409].

- 2017 : rôle joué par Joseph Long dans Extremis, sixième épisode de la dixième saison de la série Doctor Who.

#### Ouvrages
(Ordre alphabétique des auteurs.)
- Paul Ariès, La Face cachée du pape François, Max Milo, 2016.
- Guy Baret, Pape François, le grand malentendu, Paris, Éditions du Moment, 25 septembre 2014, 175 p. (ISBN 978-2-35417-323-4).
- Arnaud Bédat, François l'Argentin. Le pape intime raconté par ses proches, Pygmalion, 2014 (ISBN 978-2-7564-1120-0).
- Arnaud Bédat, François, seul contre tous. Enquête sur un pape en danger, Flammarion, 2016 (ISBN 978-2-08-138856-7).
- (es) Omar Bello, El Verdadero Francisco, Buenos Aires, Noticias, 2013.
- Yves Chiron, Françoisphobie, Le Cerf, 2020, 352 p. (ISBN 978-2-2041-4156-7).
- Michel Dubost (dir.), Le Grand Tournant. L'an I de la révolution du pape François, Paris, Éditions du Cerf, 2014, 240 p. (ISBN 978-2-204-10108-0).
- Isabelle de Gaulmyn, François, un pape pour tous, Paris, Seuil, 2014, 163 p. (ISBN 978-2-02-114417-8).
- [[Jean-Marie Guénois|Jean-Marie Guénois]], Pape François. La révolution, Gallimard, 2023, 287 p..
- Jean-Louis de La Vaissière, De Benoît à François. Une révolution tranquille, Magnanville, Le Passeur éditeur, 2014, 345 p. (ISBN 978-2-36890-048-2).
- Frédéric Lenoir, François, le printemps de l’Évangile, Paris, Fayard, 2014, 178 p. (ISBN 978-2-213-68173-3).
- Gina Loehr (trad. de l'anglais), Saint François, pape François : vivre l'Évangile, Paris, Éditions franciscaines, 2014, 191 p. (ISBN 978-2-85020-313-8).
- Pierre Lunel, Je m'appellerai François : biographie, Paris, First Éditions, 2014, 426 p. (ISBN 978-2-7540-5616-8).
- Henri Madelin et Caroline Pigozzi, Ainsi fait-il, Paris, Plon, 2014  (ISBN 2259227635).
- Jean-Pierre Moreau, François, la conquête du pouvoir, Paris, Contretemps, 2022, 386 p. (ISBN 9782916951249).
- Marco Politi (trad. de l'italien par Samuel Sfez), François parmi les loups, Paris, Philippe Rey, 2015, 283 p. (ISBN 978-2-84876-440-5).
- Christiane Rancé, François, Un pape parmi les hommes, Albin Michel, 2014 (ISBN 2226254781).
- Andrea Riccardi, Comprendre le pape François, éd. de l'Emmanuel, 2015.
- Andrea Riccardi, François, un pape qui nous dérange, éd. de l'Emmanuel, 2015 (ISBN 2353893686).
- Frédéric Rouvillois, La Clameur de la terre : les leçons politiques du Pape François, éd. Godefroy, 2016.
- Damien Saurel, Procès du pape François : 10 chefs d'accusation, Avignon, éditions Docteur angélique, 2024, 128 p. (ISBN 978-2-918303-46-6).
- Bernadette Sauvaget, Le Monde selon François. Les paradoxes du nouveau pontificat, Paris, Éditions du Cerf, 2014, 174 p. (ISBN 978-2-204-10119-6).
- Anne Soupa, François, la divine surprise : ce pape va-t-il convertir l'Église ?, Paris, Médiaspaul, 2014, 134 p. (ISBN 978-2-7122-1315-2).
- Henry Sire, Le Pape dictateur : l'histoire cachée du pontificat, Presses de la Délivrance, 2018.
- Andrea Tornielli (trad. de l'italien), François : le pape des pauvres, Paris, Bayard, 2013, 200 p. (ISBN 978-2-227-48661-4, présentation en ligne).

#### Presse
- Ensemble d'articles de presse concernant le cardinal Bergoglio, sj, en diverses langues.
- Jean-Marie Guénois, « La sculpture Les Anges inconscients inaugurée au Vatican », sur Le Figaro, 30 septembre 2019 (consulté le 1er octobre 2019). François a voulu inscrire dans le bronze son combat en faveur de l’immigration.
- Jean-Marie Guénois, « Le pape fixe un nouveau cap à ses cardinaux », sur Le Figaro, 28 août 2022 (consulté le 8 septembre 2022). « C’est l’émerveillement d’être dans l’Église qui rend la communauté des croyants attrayante », a confié François aux nouveaux cardinaux, mardi, en fin d’après-midi, à l’occasion d’une messe de clôture à la basilique Saint-Pierre.
- Julien Théry-Astruc, « Dans la peau du pape François. L'Église catholique face à la menace de son extinction », La Revue du crieur,‎ octobre 2016, p. 5-19 (lire en ligne).
- (it) « Dieci anni di Francesco tra i Selfie e il "Buon pranzo" », sur spreaker.it - agenzia Ansa.

#### Bande dessinée
- Arnaud Delalande (scénario), Laurent Bidot (dessin), Yvon Bertorello (documentation), François : des favelas au trône de Saint-Pierre, un destin extraordinaire, septembre 2018, 92 p. (ISBN 978-2-3520-4916-6). La Croix émet une critique très positive de cette bande dessinée documentaire (cf. Gauthier Vaillant, « BD François, bulles papales », La Croix,‎ 15 septembre 2018 et Gauthier Vaillant, « Le pape François en BD », La Croix,‎ 13 décembre 2018) ; Le Pèlerin rejoint cet avis (Dominique Lang, « Des bulles pour un pape d'exception », Le Pèlerin,‎ 13 septembre 2018).